# One World Trade Center
One World Trade Center (zkráceně One WTC či OWTC, případně WTC 1 nebo 1 WTC), v překladu Obchodní centrum jednoho světa, dříve známý jako Freedom Tower (Věž svobody), je mrakodrap postavený v bezprostřední blízkosti místa, kde stály původní budovy Světového obchodního centra (tzv. dvojčata), které byly zničeny teroristickými útoky z 11. září 2001. Stavba byla dokončena instalací stožáru 10. května 2013, čímž se (k roku 2020) stává sedmou nejvyšší budovou světa a nejvyšší na západní polokouli – s architektonickou výškou 541,3 m (1776 stop – odkaz na rok deklarace nezávislosti) a se 104 standardními podlažími (z toho reálných 94 nadzemních pater, 5 podzemních). Budova byla slavnostně otevřena 3. listopadu 2014. Navrhl ji americký architekt David Childs (*1941) ze společnosti Skidmore, Owings & Merrill. Na charakteru budovy se částečně podílel i americký architekt s polskými kořeny Daniel Libeskind (*1946).
Mrakodrap se stal novou architektonickou dominantou, který znovu opanuje panorama New Yorku. Je součástí nového komplexu World Trade Center v newyorském Lower Manhattanu. One WTC obsahuje pokročilé bezpečnostní systémy, které nejen splňují, ale i překonávají závazné požadavky města New York (obzvláště po 11. září), čímž se stal vzorem při tvorbě norem pro nové výškové budovy. Stavba je vyprojektována tak, aby výrazně usnadnila reakci na mimořádné události – používá moderní komunikační systémy a pro hasiče jsou speciálně vyhrazená schodiště i výtah. Architekti Obchodního centra se snažili využít šetrné – často úplně nové – technologie, aby snížili dopad na životní prostředí.

## Původní komplex WTC (1971–2001)

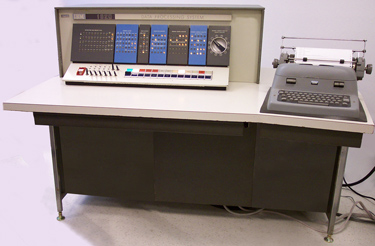
Ve své době moderní technický počítač IBM 1620, který inženýrům výrazně usnadnil práci při plánování staveb a pomohl se složitými výpočty

Výstavba Světového obchodního centra, jehož ústředním bodem byly dvojčata (dominantní věže WTC 1 a WTC 2), byla koncipována jako projekt obnovy města, který si kladl za cíl oživit Dolní Manhattan (Lower Manhattan) a vybudovat soustředěné sídlo, které by systematicky podporovalo zahraniční obchod USA. Veřejnoprávní společnost newyorského přístavu PANYNJ, která měla projekt na starost, svěřila své plány tehdy ještě málo známému architektonickému studiu Yamasaki Assoc., jehož hlavním představitelem byl americký architekt japonského původu Minoru Yamasaki. Byla to překvapivá volba, protože nejvyšší stavba, kterou Yamasaki předtím navrhl, byla 22podlažní výšková budova v Seattlu. Pro odborné znalosti potřebné k vypracování efektivních půdorysů, struktury jádra a k vytvoření tisíců potřebných stavebních výkresů najal přístavní úřad jako přidružené architekty v té době nejschopnější firmu zabývající se výškovými stavbami v New Yorku, Emery Roth & Sons. Po téměř stovce návrhů se Yamasaki, který se nechal inspirovat mj. islámskou architekturou, a celý tým rozhodl pro dvě skoro identické dominantní věže. V původním plánu navrhli dvě 80patrové budovy, ale aby byl splněn požadavek přístavní správy, který stanovil 930 000 m² kancelářských prostor, musely být věže vysoké 110 pater. Budovy byly navrženy s úzkými kancelářskými okny o šířce 46 cm, což odráželo Yamasakiho strach z výšek, stejně jako jeho touhu, aby se nájemníci cítili bezpečně. Věže byly z jedné strany veřejnosti přijímány, ale nemalá druhá část veřejnosti stejně jako řada vlivných developerů, architektů, historiků nebo publicistů čnící dvojici masivních obrovských hranolů striktně odmítala, ať už kvůli svému vlivu, architektonickému vyznění nebo z hlediska bezpečnosti. PANYNJ však dokázal svůj návrh WTC uhájit před všemi útoky a Yamasakiho ve všem podporoval. Přesto se tento „souboj“ táhl i dlouho poté, co byly věže postaveny. Určitou dobu trvalo, než se staly neodmyslitelnou ikonou, na kterou byli hrdí nejen obyvatelé New Yorku, ale vůbec celé Spojené státy.

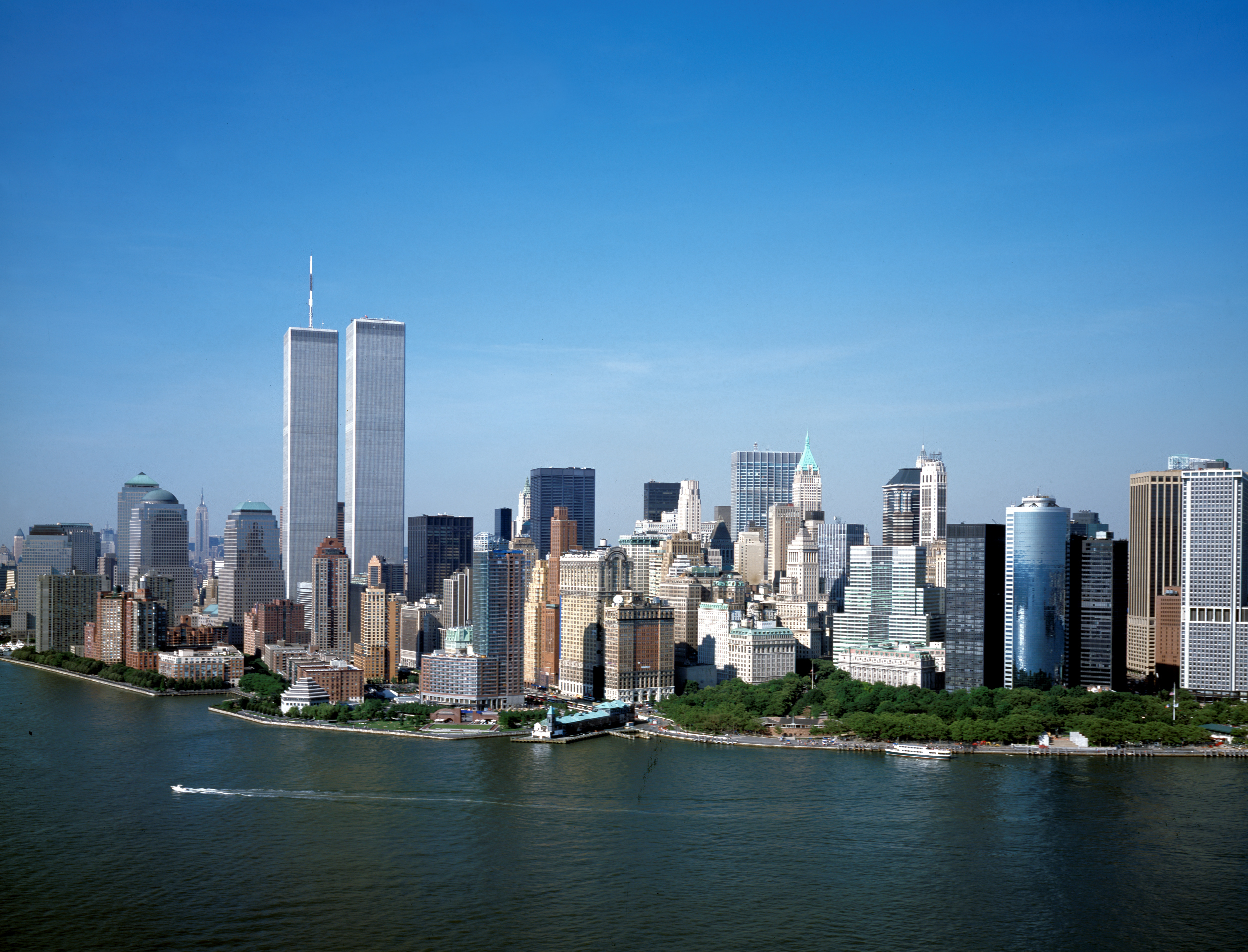
Panorama tehdejšího Dolního Manhattanu, kterému dominovala dvojčata

Plán původního komplexu

Ohromný projekt si vyžádal revoluční technologie. Inženýři měli k dispozici nová zařízení, která jejich předchůdci neměli. Kanceláře byly vybavené obrovskými počítači určenými jen pro jejich potřebu (např. stolní technický počítač IBM 1620). Díky tomu byli schopni provádět analýzy, jaké dříve nebyly možné.
Výstavba celého komplexu probíhala v letech 1966 až 1987. Bezpečnost práce nebyla ještě na takové úrovni a během prvních pěti let přišlo tak o život na 60 dělníků. Poté, co byl v osmdesátých letech 20. století postaven téměř 190 m vysoký mrakodrap se 47 patry označený jako WTC 7, skládal se komplex z celkem sedmi budov. Byl to jeden velký distrikt – v podstatě lichoběžník o ploše 64 750 m² (cca 270 x 300 m), který nabízel 1 240 000 m² kancelářské plochy. Nejznámějšími a svými rozměry nepřehlédnutelnými se staly 110patrové Twin Towers (WTC 1 – severní věž a WTC 2 – jižní věž), které byly postaveny mezi prvními (jejich výstavba probíhala v letech 1968 až 1971). Twin Towers byly první svého druhu (resp. první takto vysoké budovy), na které byla použita tubusová konstrukce – konstrukční systém, ve kterém vnější stěny působí jako tenká skořápka (více zde). Oproti např. mrakodrapu Empire State Building, který má silné a těžké zdivo a v každém podlaží po celé ploše rozmístěno velké množství nosných sloupů, byly Twin Towers navzdory jejich velikosti poměrně lehké budovy s lehkou konstrukcí. To ovšem znamenalo, že byly náchylnější na povětrnostní vlivy. Při návrhu se tak řešilo zejména zatížení větrem nežli gravitační zátěž budovy (zatížení obvodových stěn tlakem větru je větší, než zatížení působené tíhou osob a zařízení uvnitř budov). I proto byl poprvé v Americe k analýze aeroelastického chování konstrukčního systému a tlaků na opláštění využit speciální větrný tunel. Nakonec, kvůli průkopnické technologii, byly použity tři různé aerodynamické tunely ve třech různých laboratořích. K tomu musely být vytvořeny věrohodné zmenšeniny (modely) mrakodrapů a jejich blízkého okolí (okolních budov a jejich přesného uspořádaní). Na základě těchto studií byli inženýři schopni analyzovat a předvídat ustálenost i kolísavost tlaků větru na fasádu (stabilní či dynamické chování vysoké budovy ve větrném počasí) a kvantifikovat růst větru v ulicích v bezprostřední blízkosti dvojčat. Výsledné zjištění napomohlo mj. ke správné (resp. k nejlepší možné) orientaci jader – u WTC 1 delší stranou od západu na východ, u WTC 2 směrem od severu na jih). Aby měli nájemníci co možná největší pohodlí, jeden z hlavních inženýrů Leslie E. Robertson spolupracoval s kanadským inženýrem Alanem G. Davenportem na vývoji viskoelastických tlumičů, aby ještě více absorbovaly kymácení a snížily tak vibrace budovy na minimum. Nakonec byly tyto viskoelastické tlumiče využity ve všech konstrukcích mezi nosníky a obvodovými sloupy a spolu s některými dalšími úpravami snížily kymácení budovy na přijatelnou úroveň. Přestože měly mrakodrapy nezvykle lehkou konstrukci, obálka z 236 obvodových „pseudo“ sloupů a ztužující jádro udělaly z mrakodrapů redundantní a obecně velmi stabilní budovy (více zde).

Mrakodrapy s viditelnou orientací jader (střední modro-bílé segmenty) a simulace vletu letadel při teroristických útocích z 11. září 2001

Severní věž byla 417 metrů vysoká, jižní 415 m, a obě měly čtvercový půdorys s délkou strany 63,3 m se zkosenými hranami pod úhlem 45°. Poměr výšky k šířce byl 1:6,8. Každá z věží vážila přibližně 450 000 až 500 000 t (dále se obecně udává, že okolo 200 000 t měl samotný ocelový skelet), ale podrobný rozbor „reálné“ hmotnosti věže WTC 1 naznačuje, že mohla mít maximální provozní hmotnost mezi 280 000 až 300 000 t. Užitná plocha podlaží v obou budovách byla 3 700 m² (díky jejich konstantnímu tvaru stejná po celé výšce), celkově tedy nabízely 350 000 m² kancelářských prostor. Vrchní části obou věží byly dodatečně zpevněné (opatřené podpěrným systémem nosníků o výšce tří pater), protože se počítalo s využitím jejich střešních ploch. Na střechu severní věže byl namontován 110 m dlouhý telekomunikační stožár s všesměrnou anténou, s nímž sahala do výšky 527 m. Kromě toho nesla širokou škálu menších vysílacích antén rozmístěných různě po ploše. Panovaly totiž obavy, že vysoké struktury budov zasáhnou do signálů stanic přenášených z Empire State Building. Architekt Minoru Yamasaki se urputně stavěl proti instalaci stožáru a tvrdil, že by mohl narušit symetrii věží a tím i siluetu centra Manhattanu. Jeho prosby sice nebyly vyslyšeny, ale různé soudní spory projekt deset let zdržely, takže k instalaci došlo až v letech 1978–1979 a k prvnímu vysílání v červnu 1980. Po útocích z 11. září 2001 bylo vysílací zařízení pro rozhlasové a televizní stanice přesunuto zpět na Empire State Building. Na střechu jižní věže byla umístěna veřejnosti přístupná pozorovací plošina s jejíž konstrukcí dosáhla celkové výšky 420 m.
Tehdy se WTC 1 (417 m) stala nejvyšší budovou na světě, když překonala výšku Empire State Building (381 m). Z tohoto „trůnu“ byla nicméně velmi brzy sesazena, když ji svými 442 m zastínil mrakodrap Sears Tower (dnes Willis Tower) postavený v roce 1973 v Chicagu. Stále však disponovala, stejně jako jižní věž, nejvyšším počtem podlaží. O tento již pomyslný primát byly připraveny v roce 2010 (až za téměř 40 let) po výstavbě nejvyššího mrakodrapu světa.
Zpočátku komplex a zejména dvojice věží nedokázala přilákat očekávanou klientelu. V prvních letech se klíčovými nájemníky Světového obchodního centra staly různé vládní úřady a organizace. Teprve až v devadesátých letech 20. století byla dvojčata solidně obsazena a svoje kanceláře v nich mělo přes 500 organizací.
V typický všední den pracovalo v Severní a Jižní věži dohromady 50 000 lidí a dalších údajně až 140 000 návštěvníků tudy prošlo. Komplex byl tak velký, že měl své vlastní PSČ: 10048. Věhlasná restaurace Windows on the World, která se nacházela na vrcholu Severní věže, vykázala v roce 2000 tržby ve výši 37 milionů dolarů, což z ní činí nejvýdělečnější restauraci ve Spojených státech. Mrakodrapy se staly známými po celém světě. Byly považovány za ikonu New Yorku, podobně jako Empire State Building, Chrysler Building nebo socha Svobody.
Dvojice věží coby pýcha Ameriky se stala natolik symbolickou stavbou, že přilákala pozornost teroristů. Prvnímu teroristickému útoku čelily v roce 1993, při kterém došlo k odpálení asi 680 kilogramové nálože v dodávce, kterou teroristé zaparkovali v garážích pod severní věží (viz bombový útok na Světové obchodní centrum 1993). Cílem tohoto útoku bylo, aby se severní věž zhroutila na stranu a při vlastním pádu smetla sousední jižní věž. K něčemu takovému však nedošlo. Výbuch, ač způsobil 30metrovou trhlinu, statiku budovy vážněji nenarušil. O osm let později došlo k dalšímu teroristickému útoku s použitím civilních letadel, jehož rozsah byl natolik enormní, že vedl ke kolapsu budov a k úplnému zničení komplexu WTC (viz teroristické útoky 11. září 2001).

## Koncepční vývoj nové budovy
Do uzávěrky mezinárodní soutěže o koncepční řešení nového WTC, v září 2002, přišlo více než 400 projektů (údajně možná až 2000). Komise složená z LDMC, PANYNJ, aj. zúžila výběr na práci sedmi velmi renomovaných architektonických kanceláří a týmů inženýrů, kteří měli ještě pár měsíců na to své projekty doladit, případně vylepšit.
Budova (včetně celého komplexu), která se měla stát novou dominantou New Yorku (resp. Manhattanu), byla představena v prosinci 2002, jako vybraný vítězný návrh za kterým stál Daniel Libeskind a jeho studio. Nejvyšší mrakodrap nesl název „Vertical World Garden“, kvůli své horní části vyplněné stromy a další vegetací. O dlouho diskutovaném zeleném atriu v mrakodrapu usiloval Libeskind po celou dobu svých upravených návrhů, než byl z projektu této stavby nakonec vypovězen, kvůli jeho přehnaným až avantgardním vizím (prosazoval mrakodrap, který bude hlavně symbolem, nežli praktickou a komerční stavbou). Z principiálních a bezpečnostních důvodů, za přísných nároků developera a realitního magnáta Larryho A. Silversteina (*1931) i newyorské policie, musela tak nejvyšší budova komplexu projít ještě mnoha změnami (ohledně designu i konstrukce), kterých se už zhostil povolaný architekt David Childs z firmy SOM, který měl, na rozdíl od Libeskinda, zkušenosti s výškovými stavbami. O konečné podobě mrakodrapu tak bylo rozhodnuto až v roce 2006 (viz koncepční vývoj budovy od prvního návrhu po konečný – 2002 až 2005, vizualizace tří komplexů).

## Stavba One WTC (2004–2013)

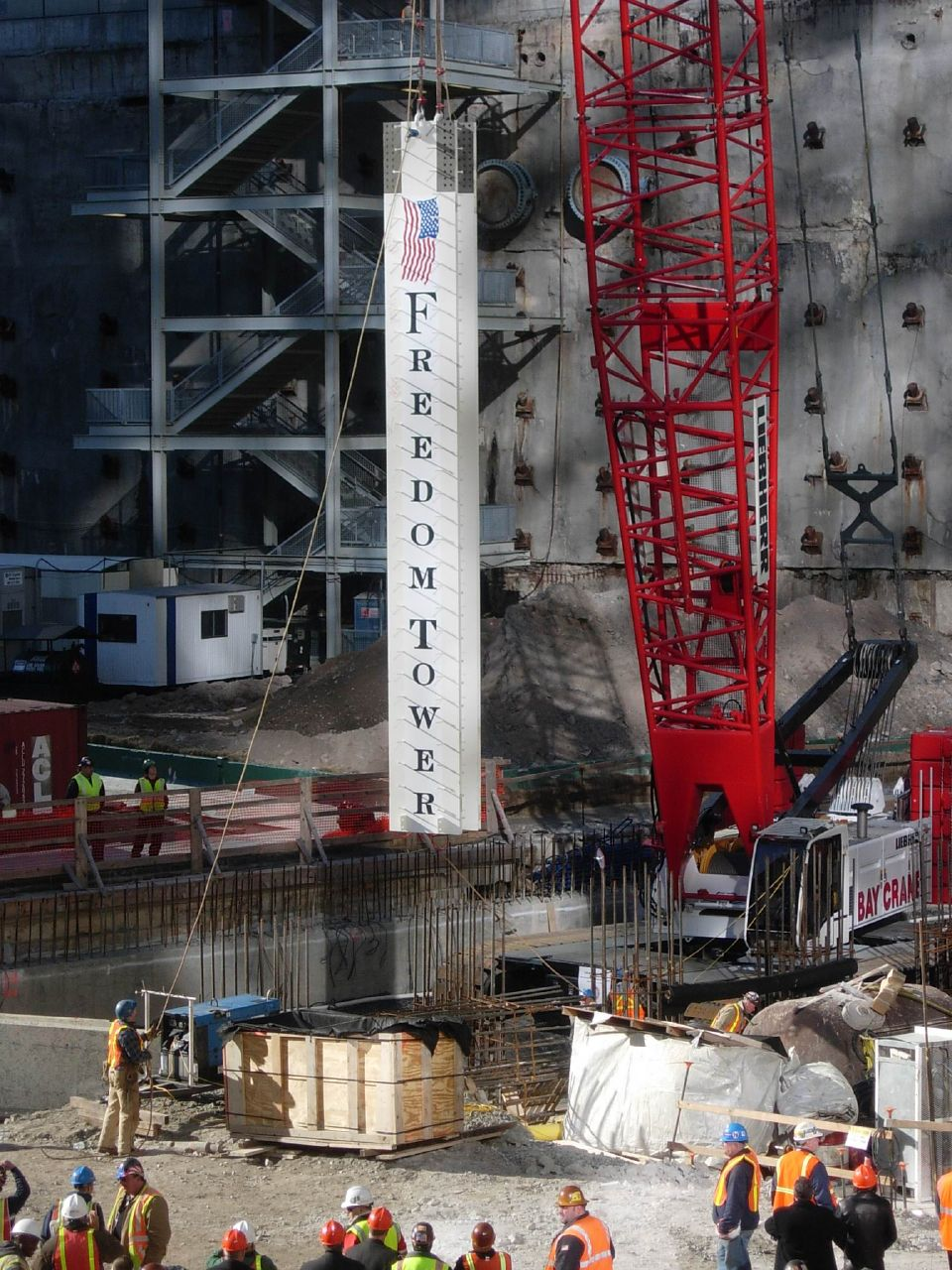
Jeden ze slavnostních ocelových sloupů vztyčený 19. prosince 2006

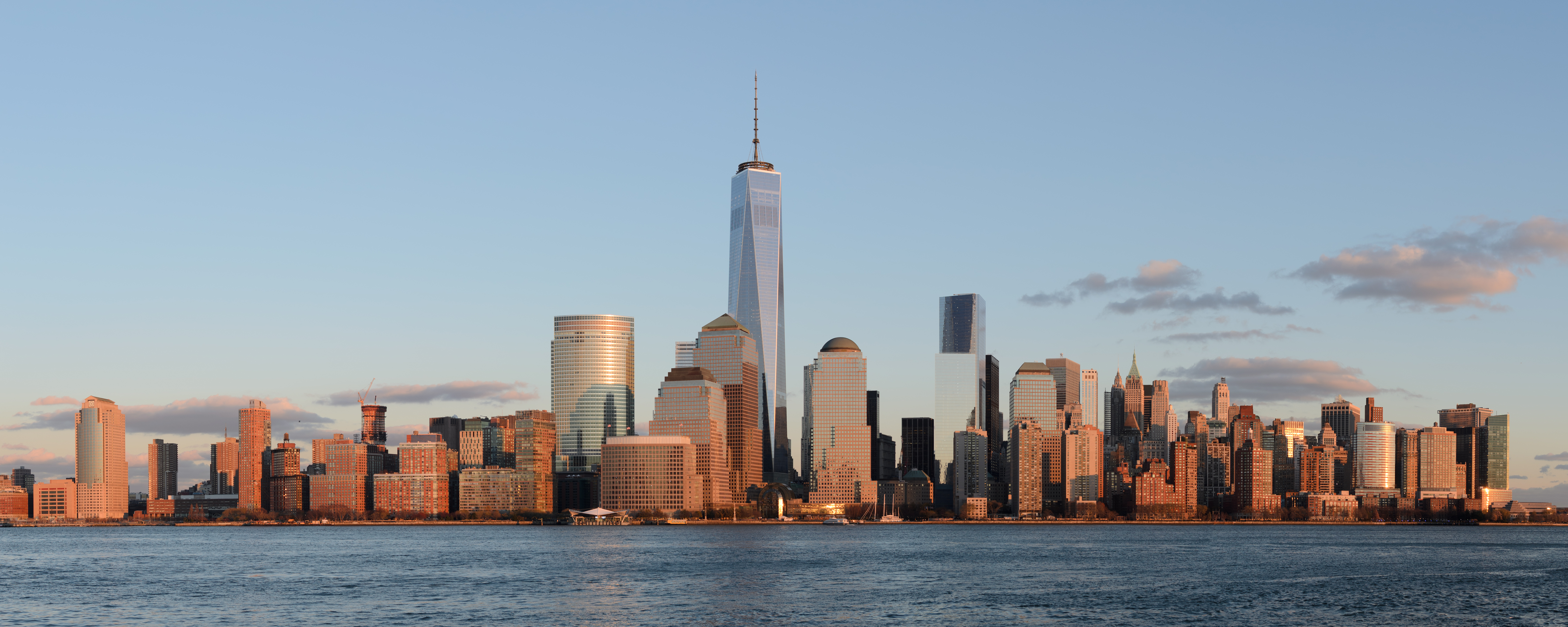
Pohled na Dolní Manhattan při západu slunce směrem od Jersey City (New Jersey). One World Trade Center se stal nejvyšším mrakodrapem na západní polokouli a novou dominantou New Yorku

Slavnostní položení základního kamene proběhlo 4. července 2004, na den nezávislosti. Vyroben je ze žuly a váží 20 tun. Až do roku 2006 byla však stavba pozastavena, kvůli mnoha táhlým sporům o finance a konečné podobě budovy (viz výše). Kompletně vyřešeny byly 26. dubna 2006 podpisem smlouvy (MDA – Master Development Agreement) a stavba oficiálně započala dne 27. dubna 2006, kdy proběhl průkopnický ceremoniál, kterého se zúčastnili guvernér George Pataki, tehdejší starosta New Yorku Michael Bloomberg, přístavní úřad (PANYNJ), Larry Silverstein a další hlavní představitelé. Dne 23. května 2006 Silverstein Properties otevřel nové WTC 7 (226 metrů vysoký mrakodrap sousedící s One WTC), první hotovou budovu nového komplexu po 11. září (celková doba stavby: 48 měsíců).Dne  28. června 2006 hlavní architekt David Childs představil významné změny designu ústřední dominanty, věže One WTC, z návrhu hotového v červnu 2005. Dne 7. září 2006 Silverstein Properties nabízel dosud nejkomplexnější vizi toho, jak bude nové WTC vypadat, a odhalil architektonické návrhy pro budovy WTC 2, WTC 3 a WTC 4.
Na stavbu dohlížel Steven Plate, pověřený stavbyvedoucí, který byl silně svázán s původním komplexem. Pracoval v Severní věži zničeného WTC a v osudný den (11. září 2001) se zcela náhodou opozdil na cestě do práce, díky čemuž unikl smrti. Nejprve se musel vykopat základní kámen z původní polohy, což zpozdilo výstavbu (nově odhalen byl ve stejný den 4. července 2006). V létě byly zahájeny terénní práce; vyčistilo se a upravilo podloží (základna budovy), k hlavní betonáži základových pilířů a desek došlo v průběhu července až listopadu 2006, avšak budování těchto základů probíhalo v několika fázích až do konce jara 2007. Do více než 24 m hluboké jámy bylo jen 18. listopadu 2006 nalito okolo 300 kubíků betonu, který sem průběžně dovezlo 40 betonářských vozů. Na základy však bylo zapotřebí celkem více než 6 000 m³ betonu (udává se, že bylo do základů a podzemních podlah uloženo až 11 470 m³ betonu o pevnosti 96,5 MPa).
Zprvu byly vztyčeny tři slavnostní ocelové sloupy 17.– 20. prosince 2006. Jeden byl popsán tisíci ručně psaných vzkazů na památku nevinným obětem teroristických útoků z 11. září 2001, další nesl nápis Freedom Tower a samolepku vlajky USA (omylem nalepenou vzhůru nohama) a poslední nosník nesl podpisy a pozdravy dělníků ze železárny v Lynchburgu (mostárna Banker Steel Company LLC. ve Virginii, která smontovala ocelové elementy budovy a podílela se též na stavbě původních mrakodrapů Světového obchodního centra). Všechny tyto „slavnostní“ sloupy byly natřeny bíle.
V roce 2007 byly na staveniště dopraveny dva hlavní samošplhací jeřáby Favco M760D (tzv. kangaroo cranes – v překladu: „klokaní jeřáby“) australské firmy Favelle, které montovaly i zničené Twin Towers a sloužily k transportu ocelových prvků nosné konstrukce. Uzvedly až 64 t při vyložení 10 m a při maximálním vyložení 70 m unesly 4,4 t (od srpna 2010 přibyl ještě třetí jeřáb Favco TD133 na dopravu jiných lehčích materiálů s maximální nosností 8 t při vyložení 25 m). Hodinový pronájem hlavního jeřábů stál při běžné ceně 1750 USD (v přepočtu zhruba 44 000 Kč). Dorazilo také prvních asi 9 400 t oceli. První ocelové prvky byly instalovány 9. ledna 2007 a o měsíc později se začalo se stavbou jádra. První těžkotonážní jeřáb byl namontován 14. dubna a druhý 9. května 2007. Po zdlouhavých soudních bitvách bylo vlastníkům 23. května 2007 vyplaceno 4,55 miliardy dolarů z pojistného (dosud největší jednorázové pojistné plnění, které ale pokrylo pouze zlomek nákladů na přestavbu). Dne 26. července 2007 společnost DCM Erectors Inc. získala zakázku v hodnotě 276 milionů dolarů na výrobu a dodávku konstrukční oceli pro One WTC (firma se podílela též na montáži a dodala již zmíněné jeřáby Favco). Poprvé za šest let, dne 11. září 2007, připadl osudný den na úterý, ale jelikož byl prostor WTC plný pracovníků a jeřábů, konala se vzpomínková pieta v nedalekém parku Zuccotti (Liberty Plaza Park). K 12. říjnu 2007 proběhla finální betonáž základů věže.

Dne 28. března 2008 byla testována odolnost pláště věže ve dvou nezávislých zkušebnách v kalifornském Ontariu a Novém Mexiku na třípatrových maketách v měřítku 1:1 (tj. jak se bude chovat v extrémních podmínkách, aby byl dostatečně rezistentní a bezpečný). 20. dubna 2008 navštívil rozestavěné WTC papež Benedikt XVI., aby stavbě požehnal. Dne 17. května 2008 ocelová konstrukce jádra dosáhla úrovně ulice a počátkem května 2009 už dosáhla výšky 42 m. V březnu 2009 Port Authority (PANYNJ) oznámil, že oficiální název budovy je One World Trade Center, nikoliv Freedom Tower. V létě 2009 dorazilo dalších 142 „míchaček“ s betonem, kterým se zalilo postupující jádro budovy. V srpnu a v září 2009 staveniště doplnily dva mohutné pásové jeřáby – nejprve Manitowoc 16000 zvednuvší až 360 t, a poté Manitowoc 18000 schopný zvednout až 600 t (červené největší jeřáby na stavbě). Sloužily k montování sloupů spolu s masivními nosníky a hodinový nájem těchto velkých jeřábů činil 2500 a 3000 USD. Od října 2009 začaly práce na prvních nadzemních podlažích. Samotná výstavba podzemních podlaží a mohutné podnože budovy (do 21. NP) trvala téměř tři roky. Postup prací vypadal vždy následovně: po položení základů vztyčili montážníci „les“ armovacích výztuží a následovali je betonáři, kteří odlili podlaží a středové jádro, jež dodává budově pevnost. S rostoucí výškou stavby se stupňovala náročnost prací. Dne 6. listopadu 2009 obklopuje obvod věže hlavních 24 ocelových „jumbo" sloupů (první byl instalován 13. srpna 2009) – masivní sloupy: hmotnost 63,5–70 t, vysokohodnotná ocel 10 650, tloušťka plechu 79 a 126 mm – největší kdy použité v Americe a jeden z nejdůležitějších prvků konstrukce (více zde).

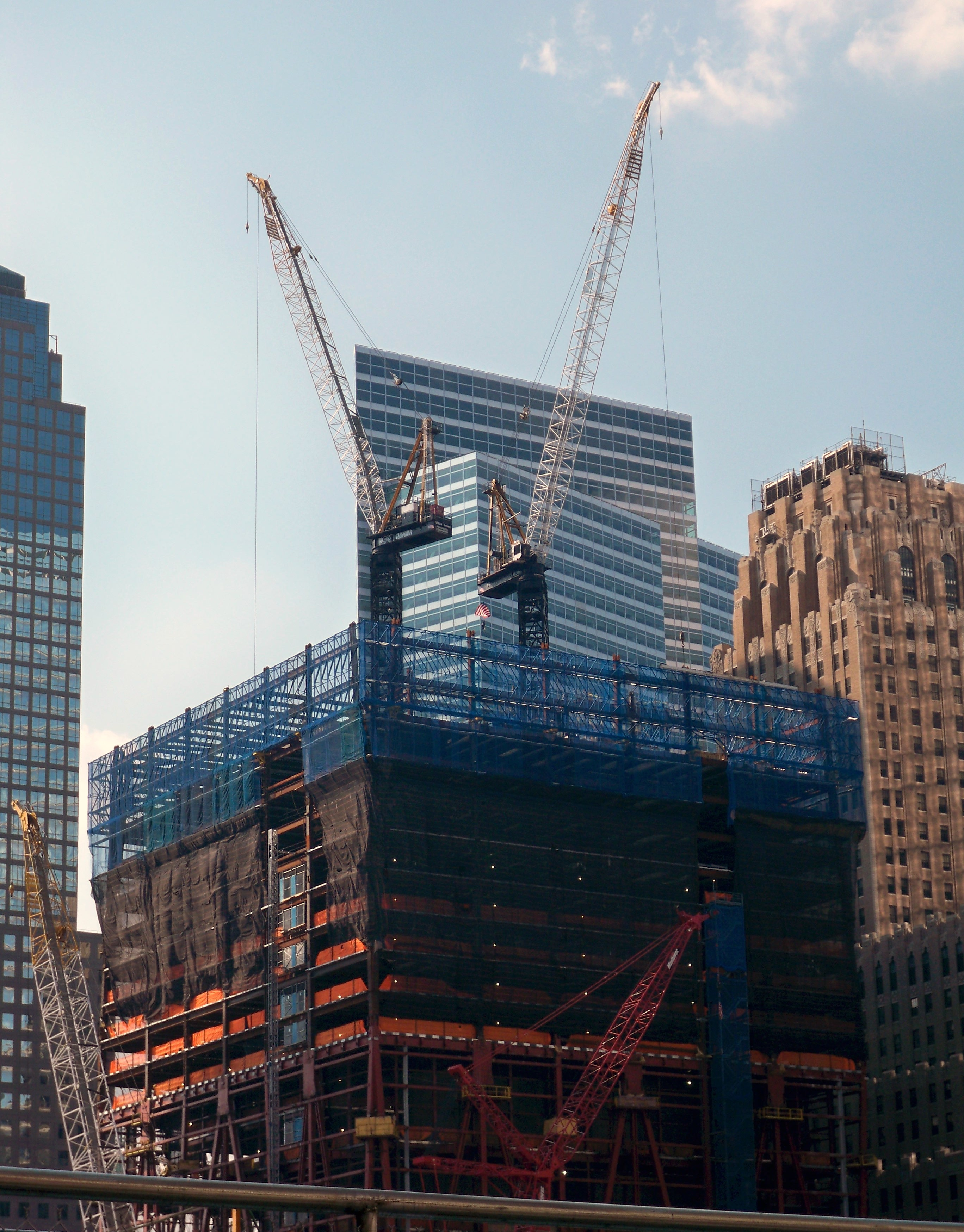
Mrakodrap ve výstavbě a dva těžkotonážní jeřáby Favco M760D (18. červenec 2010, 32. podlaží)

Pozice mrakodrapu One World Trade Center (WTC 1) a další objekty v lokalitě

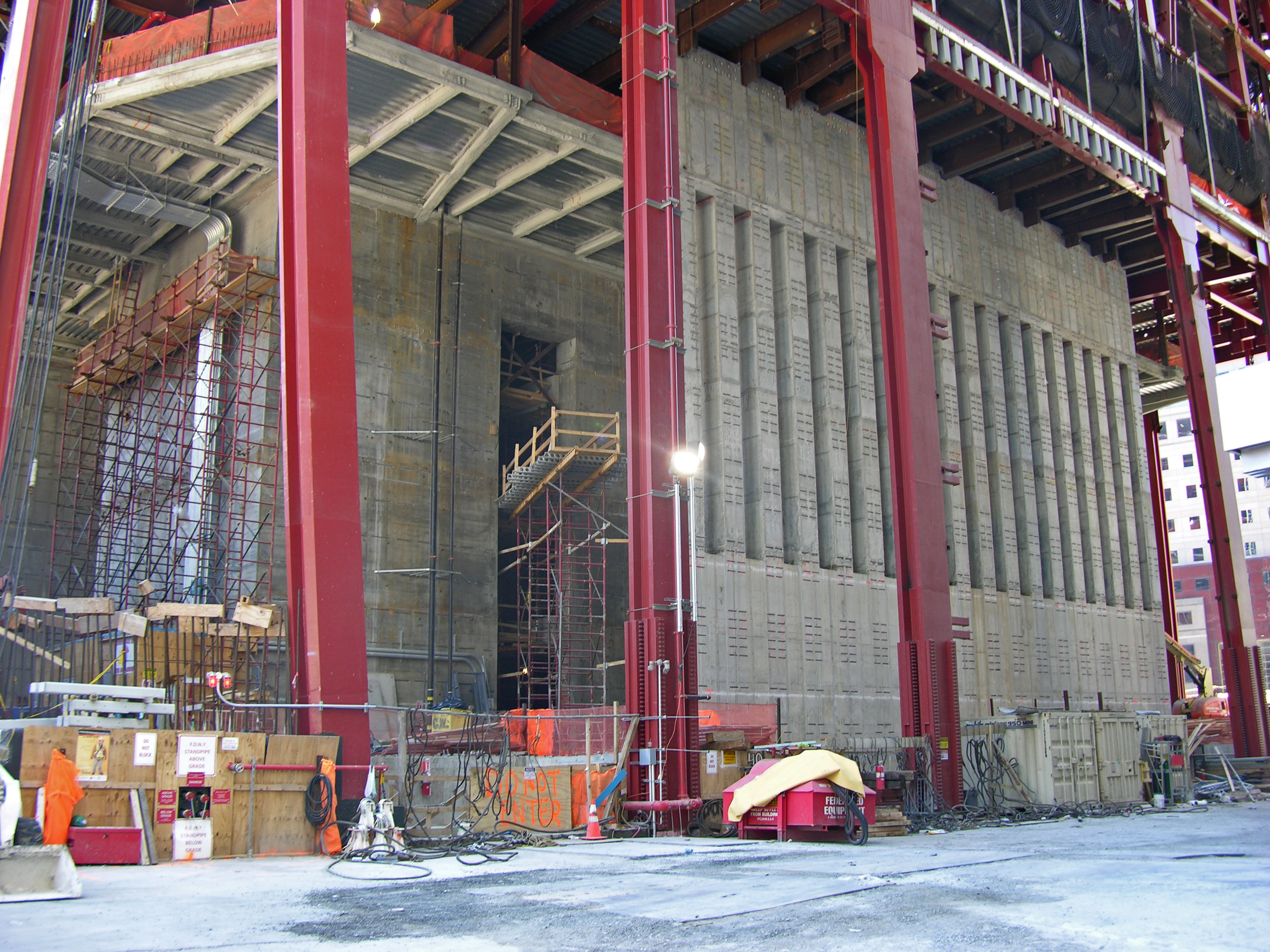
Výstavba; viditelná konstrukce mrakodrapu v přízemí (patrné jsou masivní obvodové „jumbo“ sloupy) ze dne 6. září 2010.

V roce 2010 byla zahájena výstavba kancelářských prostor (od 21. NP výše). Dělníci byli schopni zkompletovat jedno podlaží týdně, v podstatě záleželo jen na okolních podmínkách. K dispozici měli bezpečnější tzv. kokonové lešení (safety cocoon – speciální samošplhací montážní manžeta), které bylo vůbec poprvé v historii města použito na výstavbu mrakodrapu (na ocelovou konstrukci). Dne 27. srpna 2010 bylo hotových více než 30. podlaží a nainstalován byl třetí jeřáb (viz Favco TD133), který sloužil především pro dostavbu jádra, tedy pro manipulaci lehčích ocelových prvků. Beton se do takto velké výšky dopravoval pomocí vysoce výkonných čerpadel. Dne 11. září téhož roku bylo hotových 38. podlaží, spotřebovalo se již více než 6000 tun oceli a takové množství betonu, který by vystačil k zalití chodníku dlouhého 160 km. Souvisle s tím byl dřík budovy postupně zahalován prosklenými panely, první z nich byly instalovány 13. listopadu 2010. Na přelomu roku 2010/2011 dosáhla budova 54. podlaží (28. září 2010 dosáhla 40. patra, 22. listopadu 48. patra, 17. prosince 52. patra). Během výstavby věže se používalo devět stavebních výtahů o rychlosti 2,7 m/s (zdola až na vrchol trvala cesta okolo tří minut). Tři dvoupatrové kabiny byly umístěny podél západního boku budovy, další tři podél východního boku a poslední tři jednoduché kabiny uvnitř jádra.
Během let 2011 až 2013 byla budova několikrát speciálně osvětlena, například na den nezávislosti, k jubilejnímu 10. výročí od události z 11. září 2001 (obojí v barvách vlajky Spojených států), ale třeba také na počest newyorského arcibiskupa T. Dolana, jenž byl povýšen na kardinála (červeně).
Na počátku roku 2012 bylo prosklenými panely obloženo už 64. pater. Podle prohlášení zveřejněného na konci ledna 2012 činily dosavadní náklady na stavbu 3,8 miliard dolarů – už tehdy nejdražší kancelářská budova na světě. V březnu 2012 dosáhla stavba úrovně 94. podlaží (číslované jako „100“) a konstrukční výšky 380 m. Ke konci dubna už převýšila Empire State Building (381 m) a stala se nejvyšší stavbou v New Yorku (382 m). Dne 19. května 2012 profesní organizace American Institute of Architects (AIA) uděluje speciální zlaté medaile celkem patnácti architektům za jejich přínos při přestavbě Světového obchodního centra – získali ji mj. hlavní architekt David Childs, španělský stavební inženýr Santiago Calatrava, designér národního pamětního muzea Steven M. Davis nebo třeba izraelsko-americký architekt Michael Arad, který se významně podílel na návrhu památníku. Nad ránem 2. června vypukl menší požár na úrovni 89. podlaží. Hasiči ho po dvou hodinách zlikvidovali. Nedošlo k žádné újmě na zdraví a ani k závažnějším škodám na konstrukci. O pár dní později, 14. června, poctil staveniště svou návštěvou tehdejší prezident Barack Obama a zanechal na jednom z ocelových nosníku vzkaz – větu: „We remember, we rebuild, we come back stronger!“ (v překladu: „Vzpomínáme, obnovujeme, vracíme se silnější!“). Přítomni byli také starosta Michael Bloomberg a guvernér Adrew Cuomo či Chris Christie, kteří se na tentýž nosník podepsali. Tato traverza byla později umístěna na okraj střechy. Dne 30. srpna 2012 dosáhla stavba konečné úrovně – 104. podlaží a plné výšky dříku 417 m. V říjnu 2012 byla vystavena první těžké zkoušce, když na východní pobřeží Spojených státu udeřil hurikán Sandy (více v kapitole Mimořádné události).
Následovaly práce na stožáru. První jeho část byla na střechu mrakodrapu vyzvednuta 12. prosince 2012. Po krátké zimní pauze se od 15. ledna 2013 začala instalovat. Finální konstrukce stožáru byla nasazena 10. května 2013 a mrakodrap tím vzrostl do výšky 541,3 m Dne 8. listopadu 2013 je testováno osvětlení a funkčnost majáku (doplňující konstrukce na samotném vrcholu stožáru). Poté, co byly v květnu 2012 odhaleny další konstrukční změny věže včetně stožáru, vyvstaly otázky, zda se má špice stále klasifikovat jako nedílná součást mrakodrapu (více v podkapitole Stožár). Antény se obvykle do oficiální výšky budovy nezapočítávají, což by znamenalo, že OWTC by byla rázem o 124 m nižší, než se počítalo. O dlouho diskutované konstrukční výšce mrakodrapu rozhodl 12. listopadu 2013 chicagský výbor CTBUH (Council on Tall Buildings and Urban Habitat), který s konečnou platností oznámil, že stožár je trvalou a nedílnou součástí budovy, tudíž její uznávaná (architektonická) výška bude a je 541,3 m (oněch symbolických 1776 stop; viz deklarace nezávislosti).
One World Trade Center se tímto stal nejvyšší budovou na západní polokouli. Jde navíc o druhou nejvyšší uměle vytvořenou volně stojící strukturu (stavbu), po CN Tower v Torontu, která je přibližně o 12,2 m vyšší. Plánovaný Chicagský mrakodrap Chicagská věž (angl. Chicago Spire) s navrženou výškou 610 m, by výšku One World Trade Center pokořil, ale jeho výstavba byla v roce 2009 kvůli finančním potížím zrušena. V celosvětovém měřítku budova překonala výšku do té doby nejvyššího kancelářského mrakodrapu Tchaj-pej 101 (509 m), a k roku 2021 jde o sedmou nejvyšší budovou na světě po mrakodrapech Burdž Chalifa (828 m), Shanghai Tower (632 m), Abrádž Al-Bajt (601 m), Ping An International Finance Centre (599 m), Goldin Finance 117 (596  m) a Lotte World Tower (555 m).
Mrakodrap se stal novou dominantou New Yorku. Je součástí nového komplexu World Trade Center v newyorském Lower Manhattanu v bezprostřední blízkosti území Ground Zero, kde se nyní nachází památník, oficiálně nazvaný The National September 11 Memorial & Museum, zkráceně 9/11 Memorial. Kromě budovy One World Trade Center je zde dokončeno a využíváno několik dalších mrakodrapů (některé z nich ještě nejsou dostavěné): 2 WTC, 3 WTC, 4 WTC, 5 WTC a 7 World Trade Center.

## Konstrukce, bezpečnostní a technologické vybavení budovy

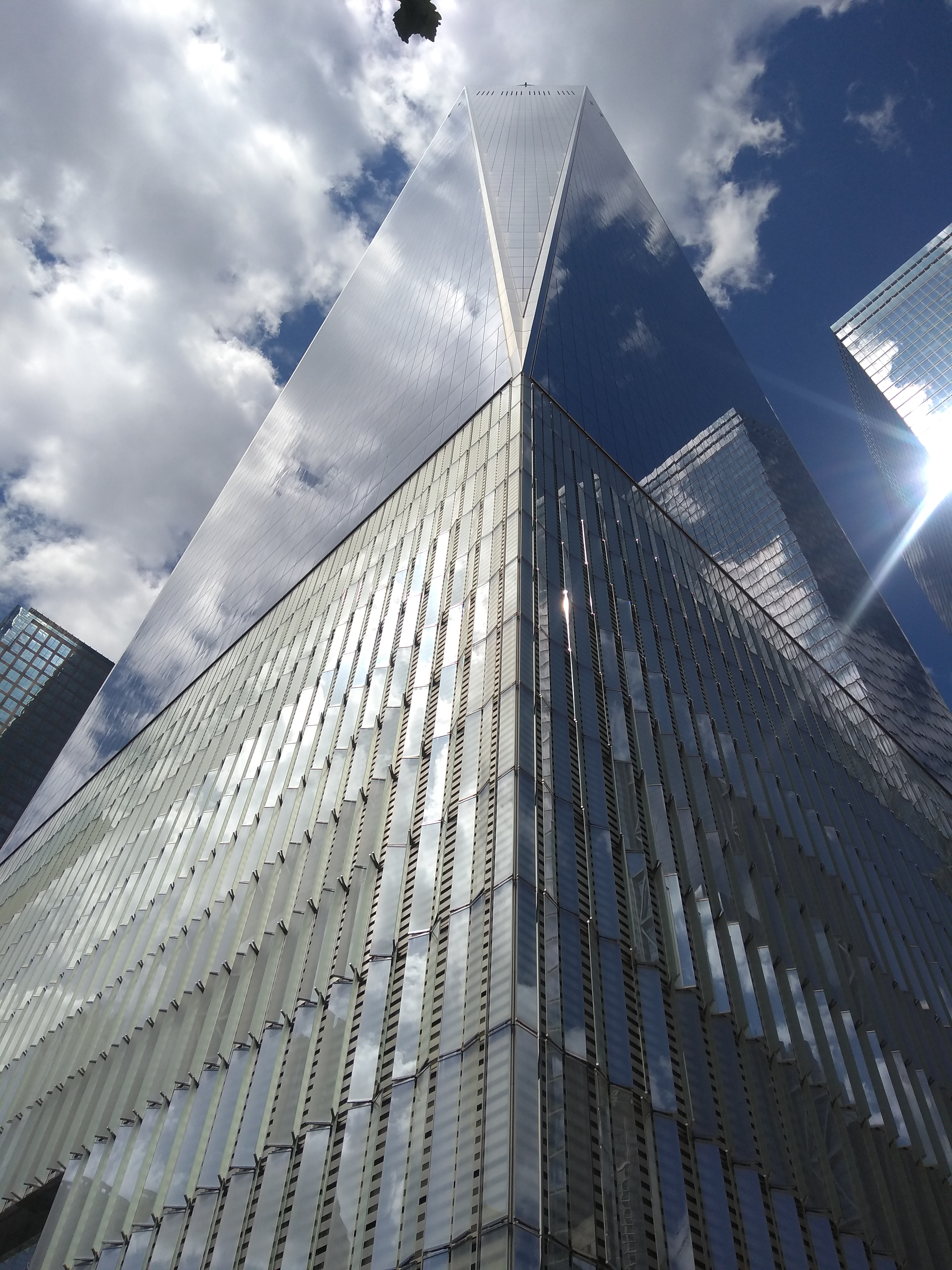
Masivní ocelobetonová podnož budovy s řadou bezpečnostních prvků, na kterou navazují kancelářské prostory. Prosklené panely kanceláří jakoby splývají s oblohou

Mrakodrap One World Trade Center se stal ještě před svým dokončením nejdražší stavbou světa (vyšla odhadem na 3,9 až 4,2 mld. USD), kvůli mnoha bezpečnostním opatřením. Přestože náklady byly velmi vysoké, výstavba trvala prakticky více než 10 let (teoreticky od roku 2004 do roku 2014, avšak oficiálně započala 27. dubna 2006 poté, co byl pozměněn plán a navržen nový bezpečnější koncept věže). Při návrhu One World Trade Center se rýsovaly úvahy o bezpečnosti, ale stejně tak i přesvědčení, že stavba by měla být rovněž příjemným místem; „Nikdo by nechtěl pracovat v budově, která by vypadala jako nedobytná pevnost.“, píše v článku na stránkách architectmagazine.com G. F. Shapiro. Byla to obrovská výzva pro řadu inženýrů, architektů, výrobců a dodavatelů, která se setkala s úspěchem. Mnoho implementovaných inovativních aspektů bylo začleněno do stavebního zákoníku pro výškové budovy – díky této stavbě budou mrakodrapy v New Yorku bezpečnější, než kdy dříve.
Než v roce 2010 souhlasil s pronájmem třiadvaceti podlaží mediální gigant Condé Nast, majitel (dědic) Samuel Irving Newhouse mladší se nejdříve potřeboval přesvědčit o bezpečnosti budovy. Zaměstnanci architektonické kanceláře SOM informovali vedoucí pracovníky společnosti nejen o elegantním designu, ale také o robustním základu a bytelné struktuře budovy. Na přímou otázku S. I. Newhouse, jestli budou jeho zaměstnanci v bezpečí, mu tehdejší výkonný ředitel PANYNJ Christopher O. Ward odpověděl, že všichni newyorčané nyní čelí většímu existenčnímu riziku, ale budova OWTC je bezpečnější než kterákoli jiná.
Mrakodrap má ocelovou kostru s betonovými podlahami a betonovým jádrem. Stojí na masivním železobetonovém základu (podnož) a plášť (dřík) tvoří skleněné panely osazené tvrzeným bezpečnostním sklem. Budovu lze rozdělit na čtyři hlavní části. Nejnižší představují podzemní prostory nominální výšky 24,7 m, druhou částí je lobby konstrukční výšky 18,2 m, třetí část zbývající úsek podnože vysoký 38,6 m, a poslední, čtvrtou částí je vlastní dřík budovy dlouhý 360,2 m, který svým parapetem uzavírá výšku 417 m.

### Základy budovy
Pro založení budovy One WTC byly v maximálně možném rozsahu využity ověřené a dodatečně zpevněné základy původního komplexu. Základy sahají do hloubky 24,7 m, ale kvůli posílení stability, kupříkladu při působení větru, je věž přes své základy navíc připnuta předpjatými horninovými kotvami do zdravé skály v hloubce cca 50 m pod zemí. Nad tunely PATH byla vybetonována ochranná stropní deska tloušťky 0,65 m, tedy zesílený coby druhý strop nad vlastním stropem betonového tunelu PATH z konce šedesátých let, jehož primárním úkolem je ochránit věž před teroristickým útokem zdola (např. výbuchem bomby ve vagónu), ale také před potenciálními vlivy železnice (tj. dynamickými účinky projíždějících strojů, nebo kvůli hluku a vibracím). Pod samotnou věží One WTC se rozkládá pět podzemních podlaží číslovaných odspodu 4.PP, 4.M.PP (mezanin), 3.PP, 2.PP a 1.PP. Podlaha nejnižšího podlaží se nachází na úrovni 21,6 m pod zemí (+/- 0 m je na úrovni podlahy vstupního lobby). Na úrovni 3.PP je budova napojena na podchod Západní koridor (West Concourse), a přes nej na WTC Transportation Hub a další objekty nového komplexu.

### Podnož budovy

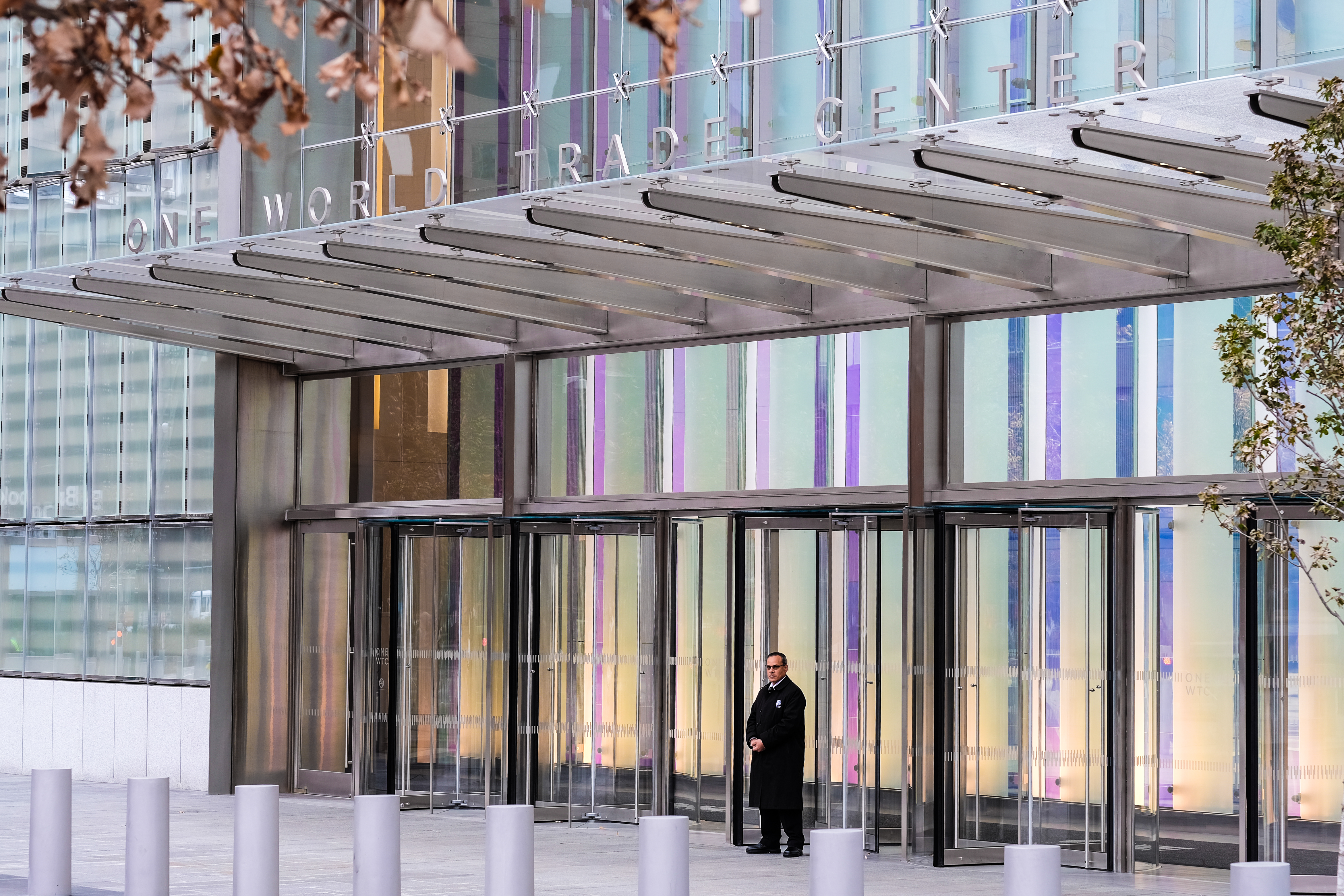
Hlavní vchod do budovy

Na čtvercové základně s délkou strany 61 m (přesně 60,96 m, což je příčný rozměr budovy v její nadzemní části, ale lze také narazit na čísla 62,18 m nebo 62,50 m, která značí maximální vnější rozměr – tzv. fyzický obvod budovy; vzdálenost os obvodových sloupů od vnějšího povrchu oken) byl postaven bezokenní základ vysoký 56,7 m (též se udává 56,9 m), jehož úkolem je ochránit budovu před případným bombovým útokem z úrovně ulice (tedy před podobným teroristickým útokem, jaký se udál v roce 1993 na původní komplex). Podnož je vybavena železobetonovými stěnami (obvodové mají tloušťku 0,91 m, odsazené v prostoru lobby tloušťku 0,76 m – tyto dvě stěny chrání hlavní dva vstupy od severu a jihu) a masivní ocelovou mřížovinou, podobně jako všechna schodiště i výtahové šachty. Použitý druh betonu, takzvaný zelený beton, obsahuje příměsi, které zvyšují jeho odolnost a zároveň je ekologičtější. Rozhodující ocelové prvky jsou stejně vysoké kvality a dodala je ocelárna ArcelorMittal z Lucemburska (celkem cca 8 530 t mohutných ocelových elementů).

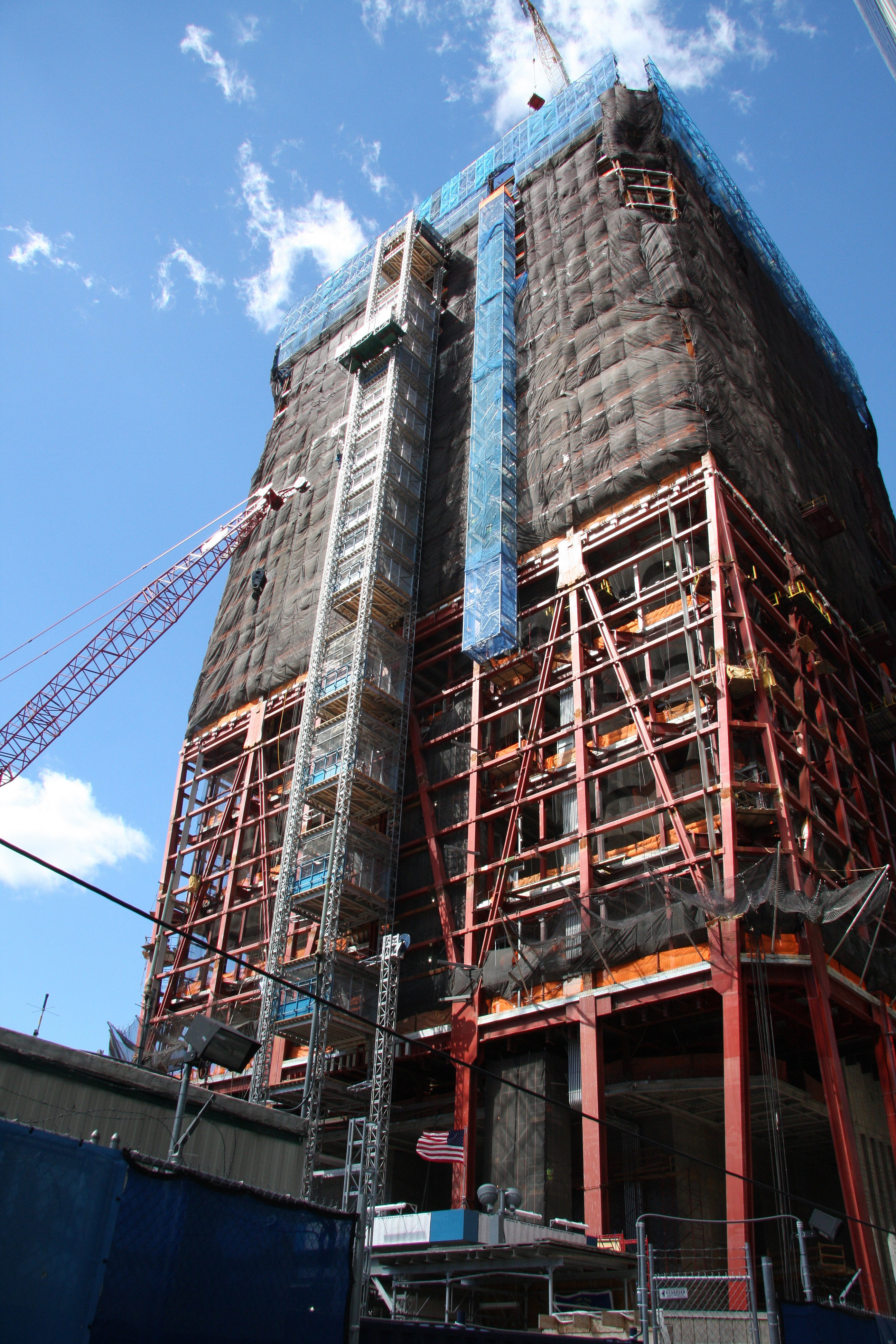
Nad vstupním lobby se nachází velmi odolná mřížovina, která ochrání důležitou nosnou část budovy před případným výbuchem

Aby pata budovy nevypadala tak monstrózně, je zevnitř zahalena do italského kararského mramoru, který pochází ze stejného lomu jako mramor použitý pro původní Světové obchodní centrum, a vstupní halu (tzv. lobby) zdobí velkorozměrová umělecká díla (viz obrázky níže) – např. 27,5 m dlouhá nástěnná malba s názvem „ONE: Union of the Senses“, kterou vytvořil americký malíř José Parlá (*1973). Kromě této veřejně přístupné vchodové haly vysoké 15,24 m (konstrukční výšky 18,2 m, přičemž obecně se udává 20 m), obsahuje pouze několik skrytých podlaží – fyzických teoreticky devět – různé konstrukční výšky (nejčastěji 8,59 m), o nichž toho není mnoho známo, pouze to, že se zde nacházejí „technologická“ zařízení a vybavení (viz Rozvržení budovy). Zvenčí je podnož obložená hliníkovými obklady a prizmatickým sklem – menšími skleněnými panely, kterých je celkem více než 4 000 ks (jednotlivě) Lze se setkat se zdroji, které uvádí 2 000 ks, v tomto případě mají na mysli počet celých hliníkových (mřížkovitých – větracích) desek zakrytých dvěma prosklenými panely (otevíratelnými křídly). Každý měří na výšku něco přes 4 metry (celá „sendvičová“ deska má přesný rozměr 1,22 × 4,34 m). Panely jsou vyrobeny z tří vrstev skla slepených k sobě, tudíž jsou jednak bezpečné (netříštivé) a zároveň odráží světlo, čímž na sebe upoutají pozornost. Některé panely jsou klopené a dvojice takových panelů – křídla – často pak tvoří tvar podobný písmenu „V“, čímž je zajištěn přístup vzduchu k technologickým systémům. Pod skly jsou umístěny LED diody, pomocí kterých lze podnož budovy různě osvětlovat.
 

Konstrukce podnože nad vstupním lobby obsahuje tzv. deformační zóny (mřížovina tvořená z velmi duktilní oceli), jejichž smysl spočívá v tom, že při případném výbuchu pohltí maximum energie – exploze zdeformuje tuto část (nezlomí ji nebo neroztříští) a jen minimálně poškodí důležitou nosnou kostru budovy. 

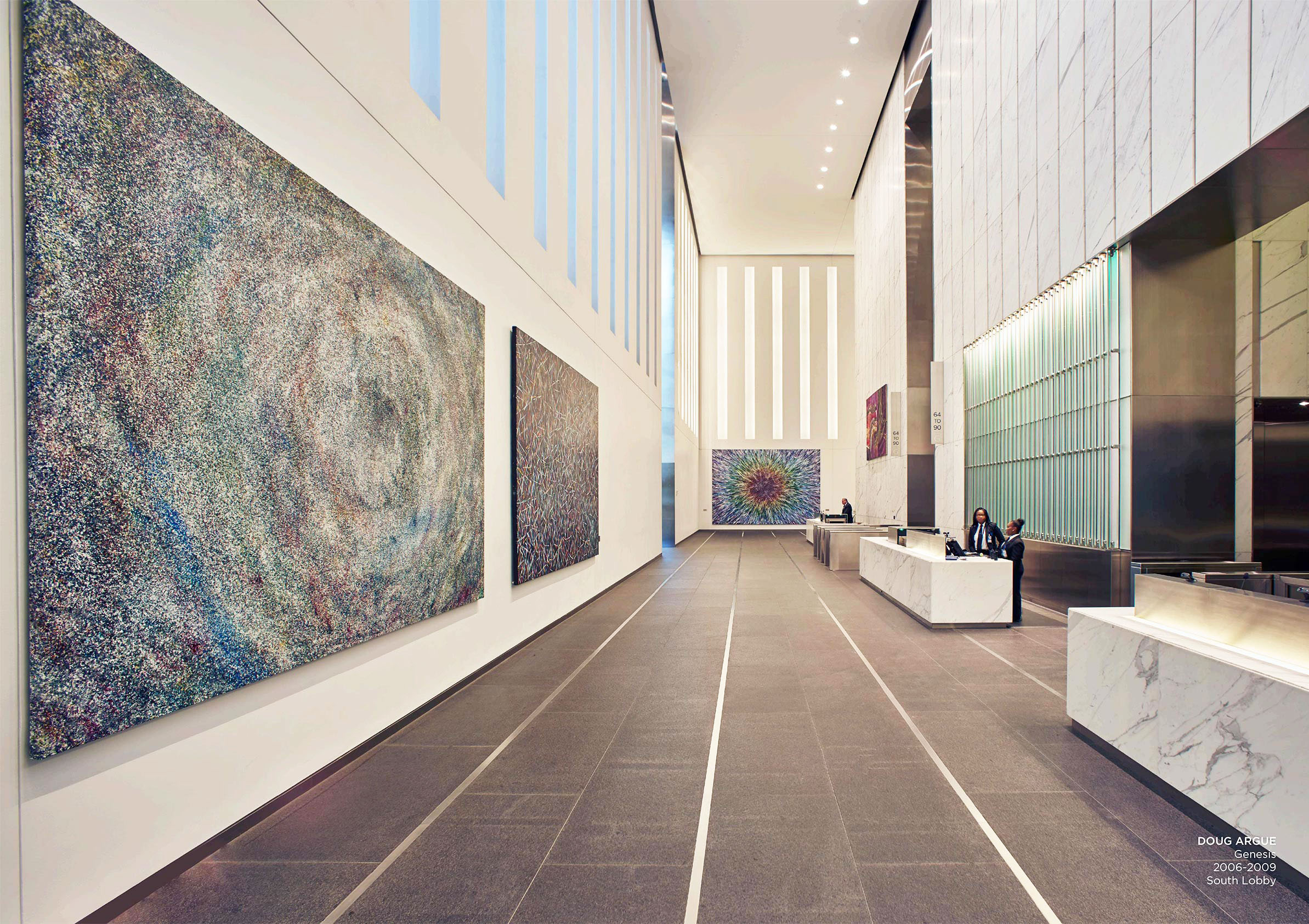
Vstupní hala (lobby) s velkoplošnými uměleckými díly
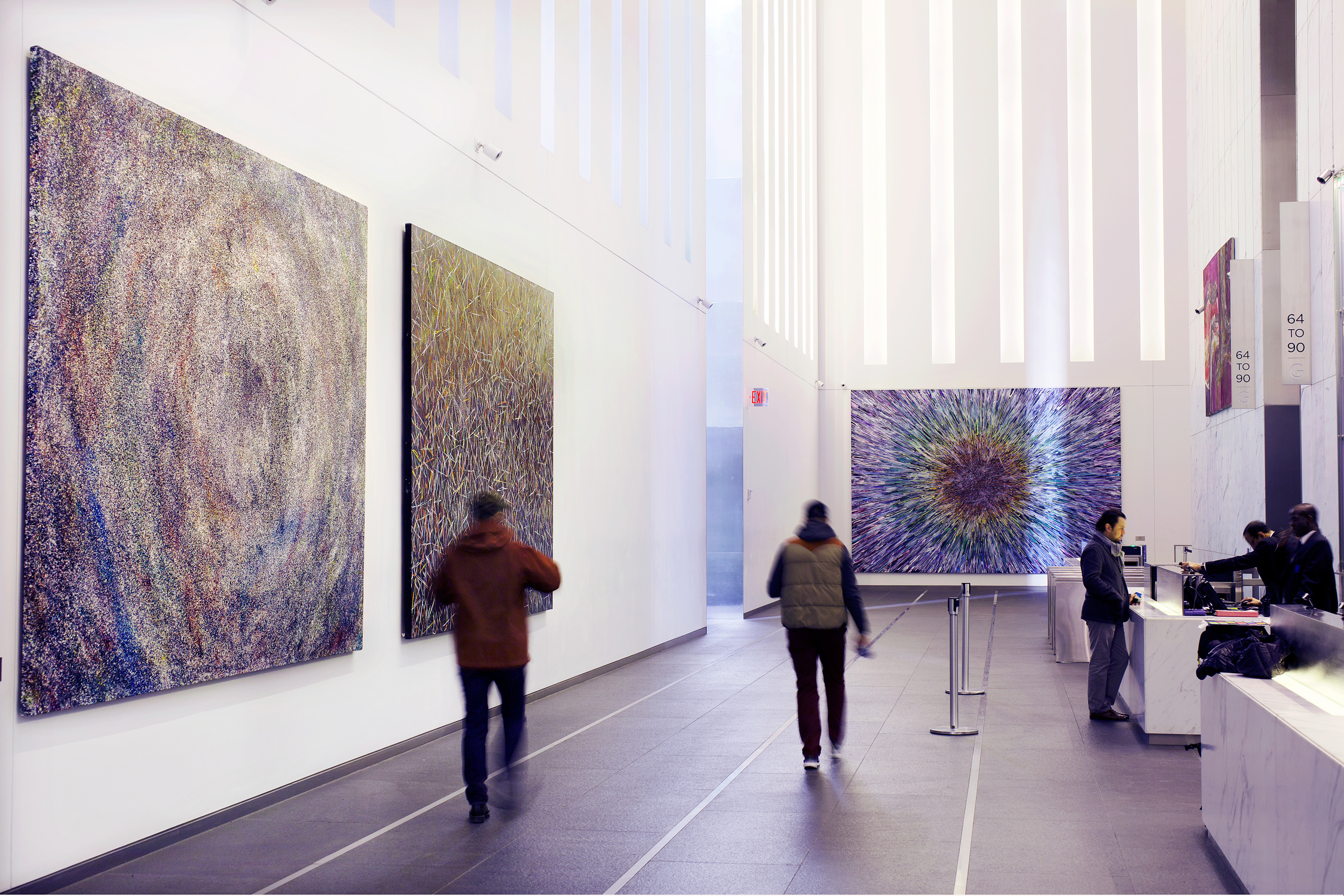
Vstupní hala (lobby) s velkoplošnými uměleckými díly

### Dřík budovy
Nad zcela nevídanou a bytelně vyhlížející podnoží jsou situována prosklená zejména kancelářská patra (celkem pravděpodobně 71 pater určených k pronájmu, tedy prostor o výměře cca 240 000 m²), která začínají 20. patrem (21. NP) a zpočátku končí na 63. podlaží, na 64. podlaží se nachází tzv. sky lobby (přechodové mezipodlaží, skrze které lidé mohou přecházet z expresního výtahu na místní výtah, který zastavuje v každém patře budovy od tohoto podlaží výše), a nad tímto podlažím pokračují další kancelářské prostory až do 90. podlaží (do výšky 344,7 m, dle jiných zdrojů 341,3 m). Podlaží 91.–99. (viz zřetelné krajní čtyři a prostředních pět svislých průchozích otvorů ve čtyřech sloupcích na každé širší straně budovy – větrací „žaluzie“ kvůli mechanice) a 103.–104. jsou technická podlaží veřejnosti nepřístupná, tj. podlaží fyzicky neexistující (viz Rozvržení budovy).
Na podlažích 100.–102. se nachází veřejné prostory One World Observatory o ploše 1 672 m² (2,5krát menší než v původní věži WTC 2) s hlavní vyhlídkou Main Observatory v rozsahu 360 °, dále Sky Portal tvořený 14 HD obrazovkami umístěnými na podlaze pod nohama návštěvníků a přenášející živé záběry z ulice, řada expozic jako Voices, See Forever Theater nebo interaktivní tabule City Pulse (kruh tvořený 10 HD obrazovkami s informacemi o budovách a jiných zajímavostech města, přednášející ji ovládá gesty) a tři stravovací zařízení: restaurace One Dine, gril a bar One Mix a kavárna One Café. V roce 2014 činilo vstupné 26 USD pro děti od 6 do 12 let (děti do 5 let zdarma), 32 USD pro osoby ve věku od 13 do 64 let, 30 USD pro seniory od 65 let výše. Bezplatné vstupné je nabídnuto např. rodinám obětí z 11. září. Mimořádnou slevu mají aktivní i vysloužilí členové americké armády.

Podlahy mají prostorovou velikost od 4 506 m² do 2 861 m², směrem nahoru k vrcholu mrakodrapu se v důsledku zmenšující se konstrukce prostory zužují. Budova One WTC má tak i z toho důvodu v průměru o 30 % menší plochu kanceláří na každém podlaží, než měla jedna či druhá budova Dvojčat.

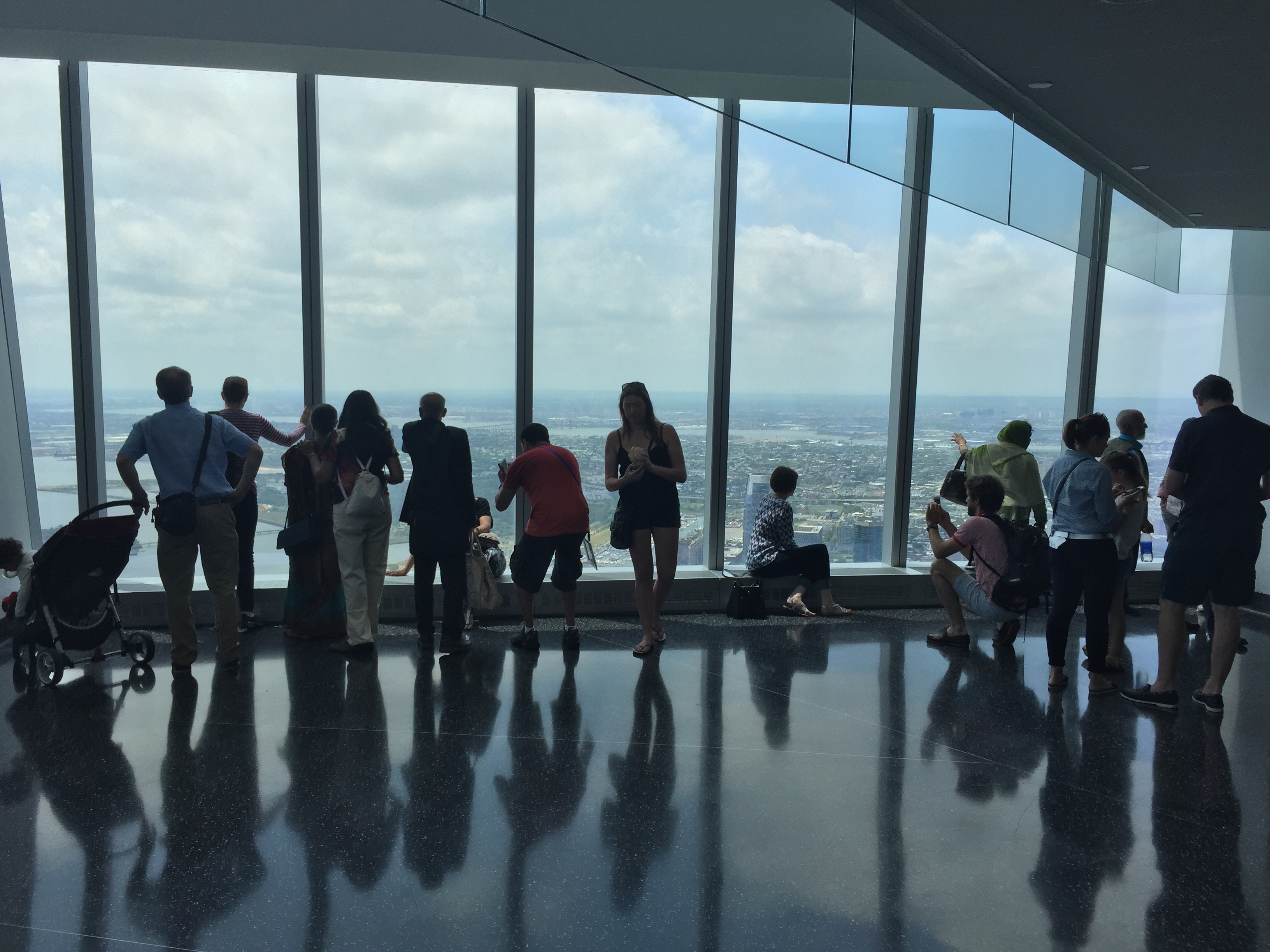
Observatoř (Main Observatory)
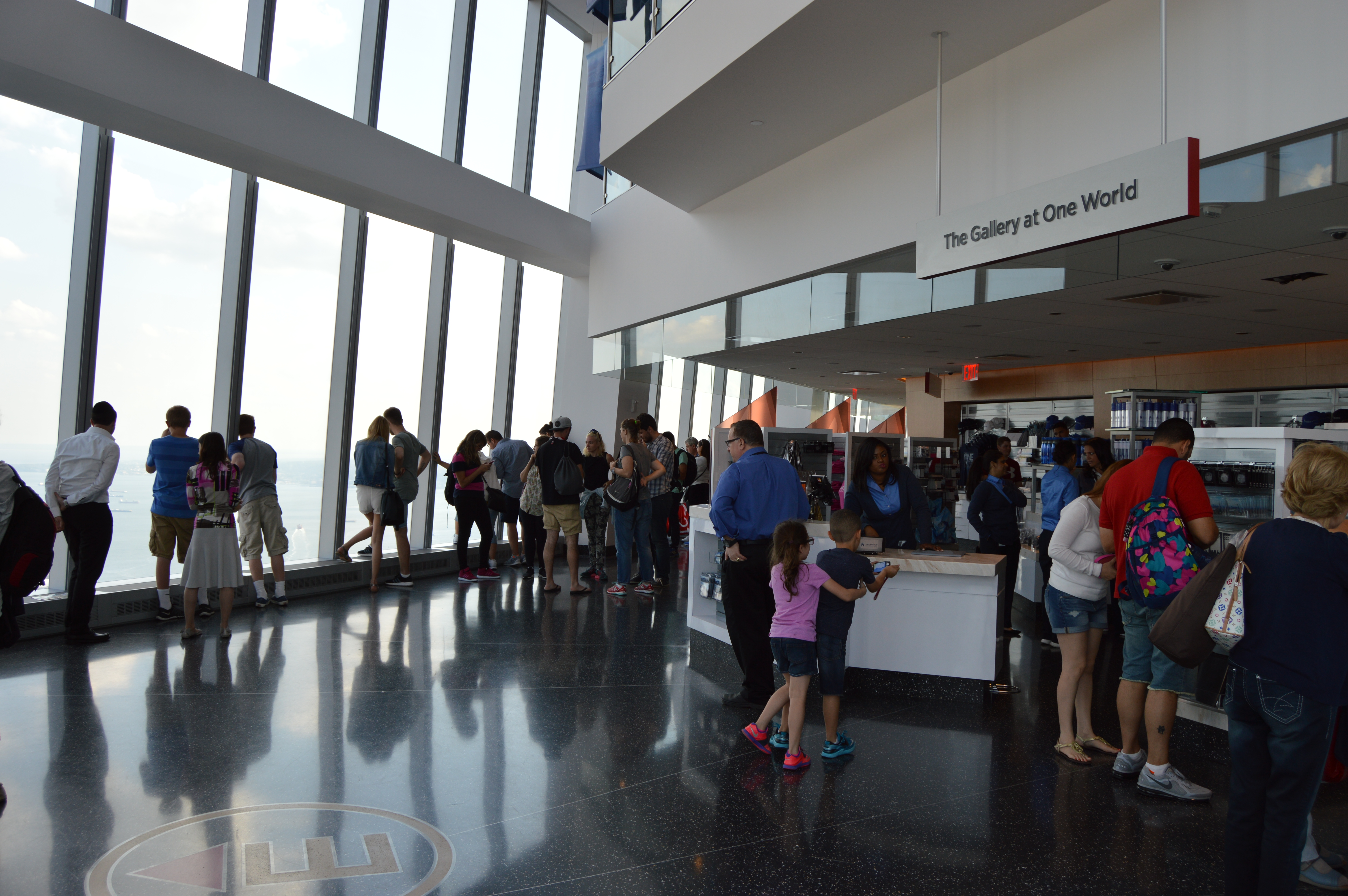
Observatoř (Main Observatory)
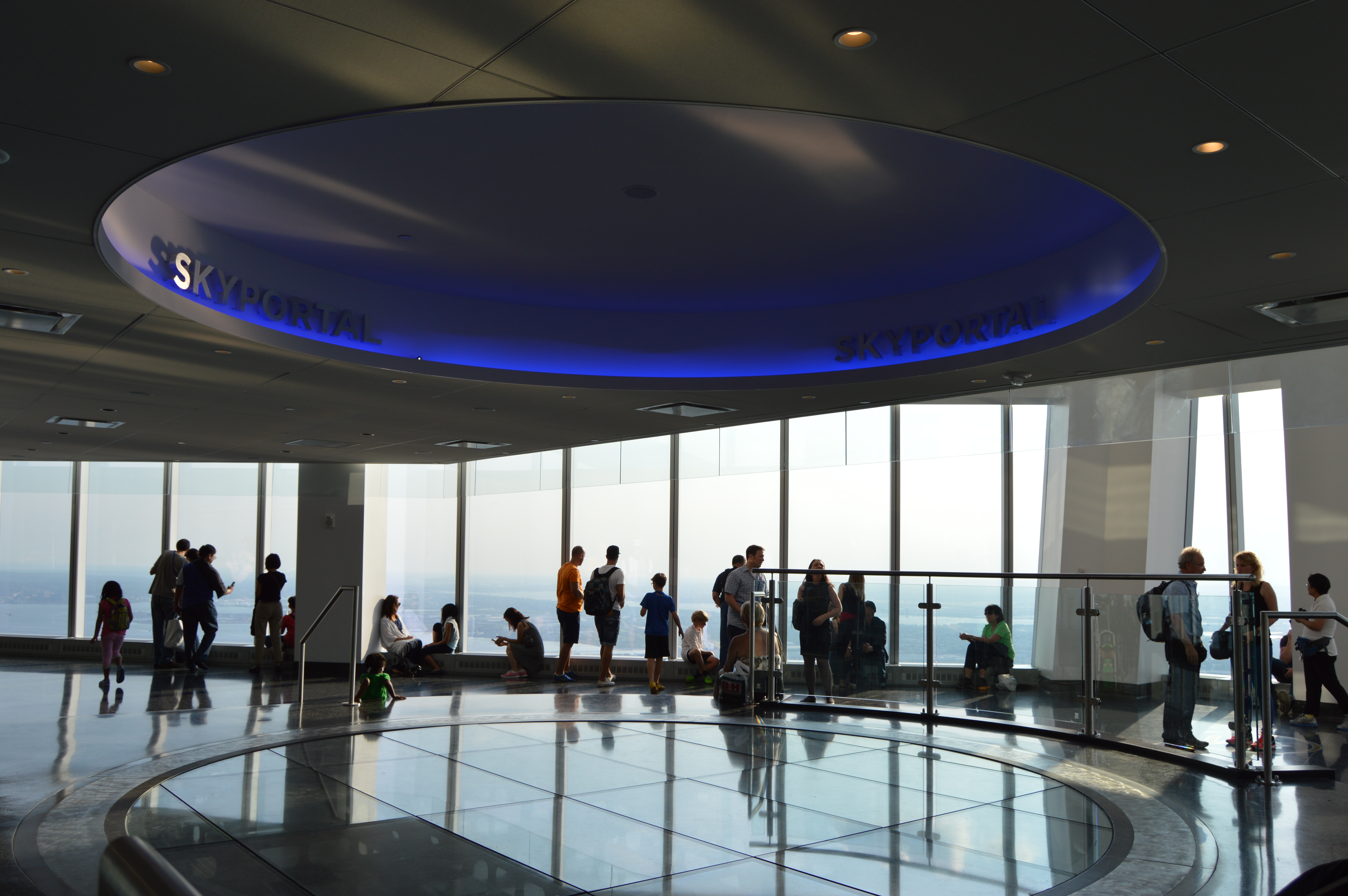
Observatoř (Sky Portal)
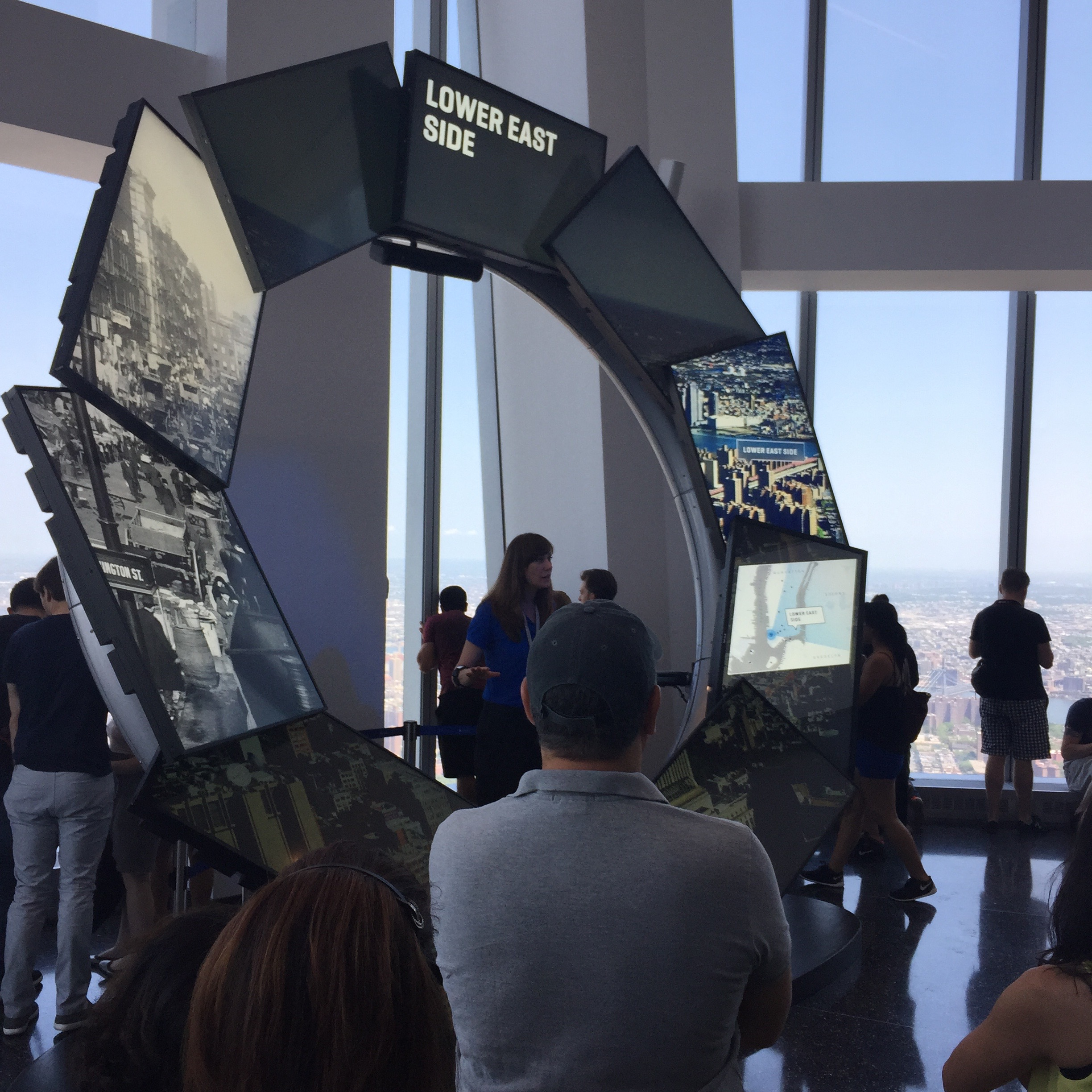
Observatoř (City Pulse)

### Vrchol budovy

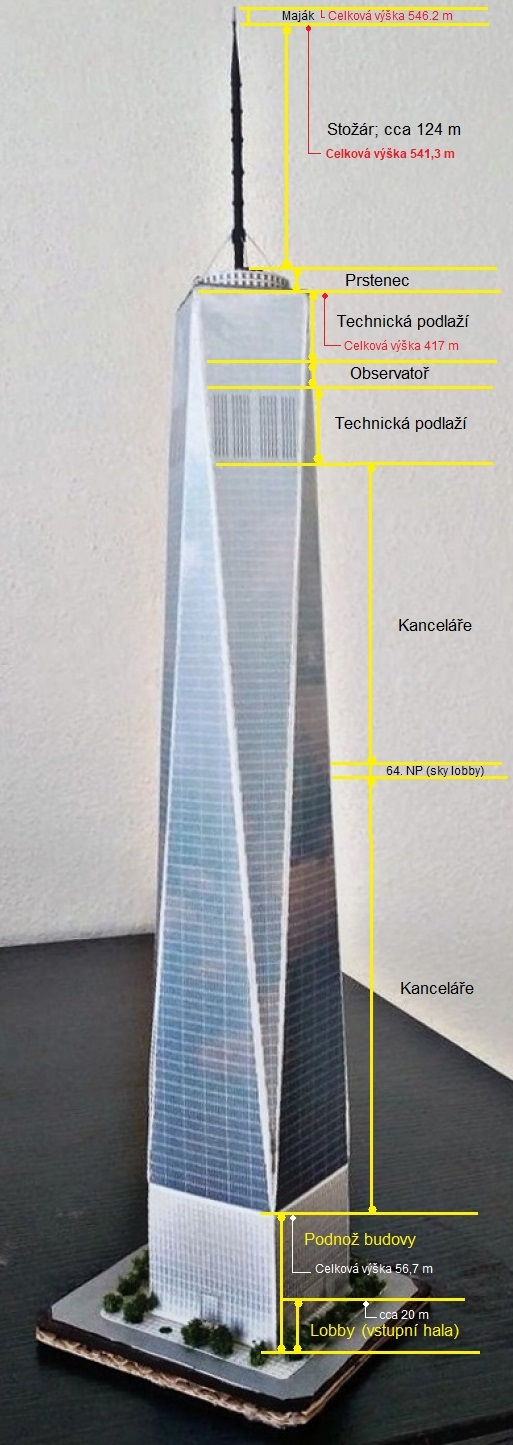
Popis mrakodrapu

Střecha, respektive vrchol budovy, je ukončený a zvýrazněný téměř dva metry (1,8 m) širokým parapetem z nerez oceli ve výšce 417 m nad zemí (odkaz na Severní věž původního WTC, která se tyčila do stejné výšky). Samotná deska střechy se nachází několik metrů pod hranou vrcholu. Na pomyslném 110. patře (skutečně označeném číslem 110, opět se symbolickým odkazem na původní věže WTC, které obě měly 110 pater), se nachází kolejiště pro čisticí plošinu. Nad tím je umístěn třípodlažní prstenec nesoucí směrové antény a telekomunikační zařízení, a ze samotného středu se tyčí stožár do výše 124 m (ve skutečnosti měří 134,5 m, ale jeho 10,2 m dlouhá část je schovaná za prosklenou stěnou budovy a pata ukotvená na střešní desce mezi chladicími věžemi ve výšce 406,8 m). Na jeho vrcholu se nachází kuželovitý světelný systém (maják), díky čemuž má mrakodrap celkovou výšku 546,2 m, ale rozměry této světle šedé konstrukce nejsou započteny k architektonické výšce, kterou je výška 541,3 m. Více viz Stožár.
V důsledku zužující se konstrukce je u vrcholu budova široká pouze 43,9 × 43,9 m, zatímco u země až po výšku podnože má šířku 61 × 61 m.

### Nosný systém
Budova má velmi robustní a redundantní nosný systém. Skládá se z vnější masivní obálky (propojené obvodové sloupy) a z velmi tuhé a únosné vnitřní obálky (tubusem tvořeným železobetonovým jádrem). Přenos sil mezi tubusy zajišťují vodorovné nosné konstrukce, které jsou rovněž velmi tuhé, a další nosné prvky (např. stropy).

#### Obvodové sloupy

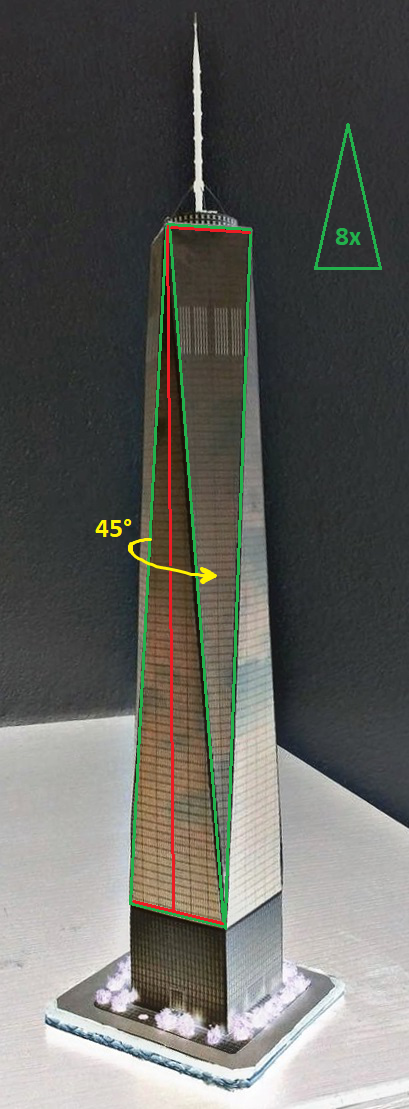
Unikátní tvar budovy, který efektně vzdoruje účinkům vzdušných proudů, díky čemuž může být celá obložená sklem (více v podkapitole Prosklený plášť)

Ze stejných důvodů, jak byla navržena a postavena masivní podnož budovy, je mrakodrap odolnější i proti nárazu letadel (respektive proti zborcení) a neměl by se tak opakovat scénář k jakému došlo 11. září u dvojčat. V rozsahu vstupního lobby je po obvodě budovy rozmístěno 24 mimořádně silných ocelových sloupů (navazující na temena sloupů podzemních podlaží) a budova by měla být dostatečně stabilní i při vyřazení až tří z šesti z nich na každé straně. Mají průřez složeného široko přírubového profilu H a jsou z vysokopevnostní oceli třídy 10 650 (VN 41 0650). Největší z nich mají délku až 18,2 m a jsou profilu W14 × 730 (průřez je 1 067 × 762 mm), se stojinou tloušťky až 79 mm a přírubami tloušťky až 126 mm, a dosahují hmotnosti až 63,5 nebo 70 t. Tyto „jumbo“ sloupy vyrobila věhlasná železárna The Grey Mill koncernu ArcelorMittal v Differdange v Lucembursku. Obvodové sloupy jsou navíc řádně ochráněny intumescentním (bobtnajícím) protipožárním nátěrem Pyro Pro tloušťky 4 mm. Princip těchto nátěrů spočívá v tom, že přidaná aditiva reagují při zahřátí nad 150 °C rychlou tvorbou plynu, který vytváří velké množství drobných bublinek, takže nátěr až 50krát zvětší svůj objem a ocel obalí tlustou ochrannou pěnovou vrstvou. 

#### Jádro
Téměř metr silné jádro mrakodrapu (v rozsahu podnože jsou jeho stěny široké až 1,83 m a směrem k vrcholu minimálně 0,61 m) je vyrobeno z ultra-vysokopevnostního betonu – přesněji jeho vnější plášť, oproti tomu ocelová jádra „dvojčat“ byla obalena jen tenkým sádrokartonem. Jádro má čtvercový půdorys s délkou strany 33,5 m. V každém podlaží je ohybově i smykově velmi pevně provázáno se stropní konstrukcí. Podobné náročnosti nebyla vystavena žádná jiná výšková budova té doby, je mnohem pevnější, než předepisovaly stavební normy (ani již ty upravené po 11. září). V případě věže One WTC byla zvážena její symbolika, tudíž bylo nejen přihlédnuto ke všem platným normám, ale byla ještě „vylepšena“ v mnohém navíc. Jde do značné míry o pochopitelnou reakci na účinky nárazu letadel na věže z 11. září 2001. Takto „obrněný“ mrakodrap by již měl ustát jakýkoli náraz letadla, odolat výbuchu nebo seismickému zatížení odpovídajícímu síle sedmi stupňů (tj. velmi silnému zemětřesení). Pro spodní stěny jádra byl použit jeden z nejpevnějších a vůči ohni nejodolnějších materiálů, zcela nový druh betonu o nosnosti 100 až 110 MPa (14 000–16 000 psi), zatímco běžný beton má nosnost asi 30 MPa. V tehdejší době se jednalo o úplně novou technologii. Vyjma této věže byl pro stavby v New Yorku použit beton o nosnosti maximálně 82,7 MPa (asi 12 000 psi), jako třeba pro konstrukci 7 World Trade Center.

#### Beton, betonářská výztuž
Použitá betonářská výztuž v One World Trade Center byla trojí pevnosti: 276 MPa (40 ksi), nejčastěji 414 MPa (60 ksi – v Česku odpovídá zavedené značce B420B), a 517 MPa (75 ksi). Na betonové jádro, stropy, aj. se celkově spotřebovalo více než 115 000 m³ betonu, přesně asi 152 920 m³ betonu (dle jiných zdrojů až 200 000 m³), který během odlévání podléhal přísné kontrole kvality. Inženýr Cas Bognacki (PANYNJ) pro představu dodává, že i malý vzorek betonu – válec o průměru 10 cm, na kterém bude umístěna plošina unese až 1 000 dospělých lidí.

### Další bezpečnostní a technologické prvky
Newyorská přístavní správa (PANYNJ) a Silverstein Properties během plánování oznámily, že velký význam bude přikládán zejména požární bezpečnosti. Po zkušenostech z 11. září je tak budova One WTC vybavena vnitřním požárním schodištěm šířky 1,22 m určeným výhradně pro hasiče (běžně je nepřístupné). Kvůli příliš úzkým nouzovým schodištím v původních věžích (jednoho šířky 1,42 m a dvou šířky 1,12 m, všechny veřejně přístupné) byly záchranné práce mnohem komplikovanější. Po útocích z 11. září se ukázalo, že podoba schodišť a samotný počet únikových cest (celkem tři) byly s ohledem na kvantitu osob pravidelně se nacházejících v každé z věží (zhruba 20–25 000 lidí) naprosto nedostačující (nepočítalo se s kumulací lidí po výšce). Pokud by k útoku došlo o něco později (např. v odpoledních hodinách) a byly by věže plně obsazené, zahynulo by patrně až 14 tisíc lidí, protože by se do kolapsu budov zkrátka nestihli evakuovat (tvořily by se extrémně dlouhé fronty). Výpočty naznačují, že evakuace tolika osob by trvala déle než tři hodiny, přičemž TT se zřítily za méně než dvě hodiny. Za určité štěstí lze tedy považovat to, že v okamžicích nárazu (v 8:46 a 9:03 hodin místního času) se v každé věži nacházelo přibližně „jen“ 8500 lidí a tak drtivá většina z nich (nacházejících se zejména pod místy nárazu – celkem 87 % lidí) stihli budovy opustit. S ohledem na to jsou mnohem prostornější a bezpečnější i dvě civilní nouzová schodiště šířky 1,83 m, navrženy nad rámec newyorských stavebních předpisů (o 50 % širší, než je požadováno), což nejen umožňuje, aby po nich ve stejnou dobu sestoupilo větší množství lidí, ale také usnadní přepravu handicapovaným osobám na invalidním vozíku. Dohromady jsou tedy k dispozici tři (respektive hlavně dvě) únikové cesty, podobně jako v původních Twin Towers, ale s tím rozdílem, že v One WTC pracuje nebo se zde pohybuje maximálně asi 8–10 000 lidí, zatímco v každé z věží se pravidelně nacházelo zhruba 20–25 000 osob. Schodiště jsou navíc chráněny silnými betonovými stěnami. Podobné bezpečnostní aspekty byly uplatněny již při výstavbě budovy WTC 7, která je jen jeden blok vzdálená od věže One WTC. Mnohem propracovanější je také ventilační systém s biologickými a chemickými filtry, nebo důmyslně řešené přetlakování schodišť, aby se zabránilo zadýmení v případě, že by docházelo k opakovanému otevírání dveří při evakuaci – tzv. přetlaková infiltrace (do prostoru schodiště je vháněn stlačený vzduch, který zabraňuje přístupu kouře, díky čemuž se vzduch na schodištích udržuje čistý). Kromě toho jsou schodiště opatřeny fotoluminiscenčními značkami a výstupní schodiště sekundárním zdrojem energie pro osvětlení. Na každém patře se navíc nachází chráněný (ohnivzdorný) evakuační prostor – jeden velký nebo dva menší v závislosti na podlaží (opět, ale nejen, s ohledem na vozíčkáře, kteří na takovém bezpečném místě mohou počkat na záchranu).
Pro hasičské sbory byl vyčleněn i speciálně upravený nákladní výtah (provozuschopný i při požáru), pro případný rychlý transport v mimořádných událostech.
Obvodové sloupy jsou opatřeny intumescentním protipožárním nátěrem tloušťky 4 mm a stropní nosníky jsou opatřeny protipožárním nástřikem tloušťky 50–55 mm.
Aby se případný oheň nešířil skrze jednotlivá podlaží jsou stěny pláště (u oken) opatřeny nehořlavou těsnicí bariérou, tzv. obvodovým protipožárním systémem.

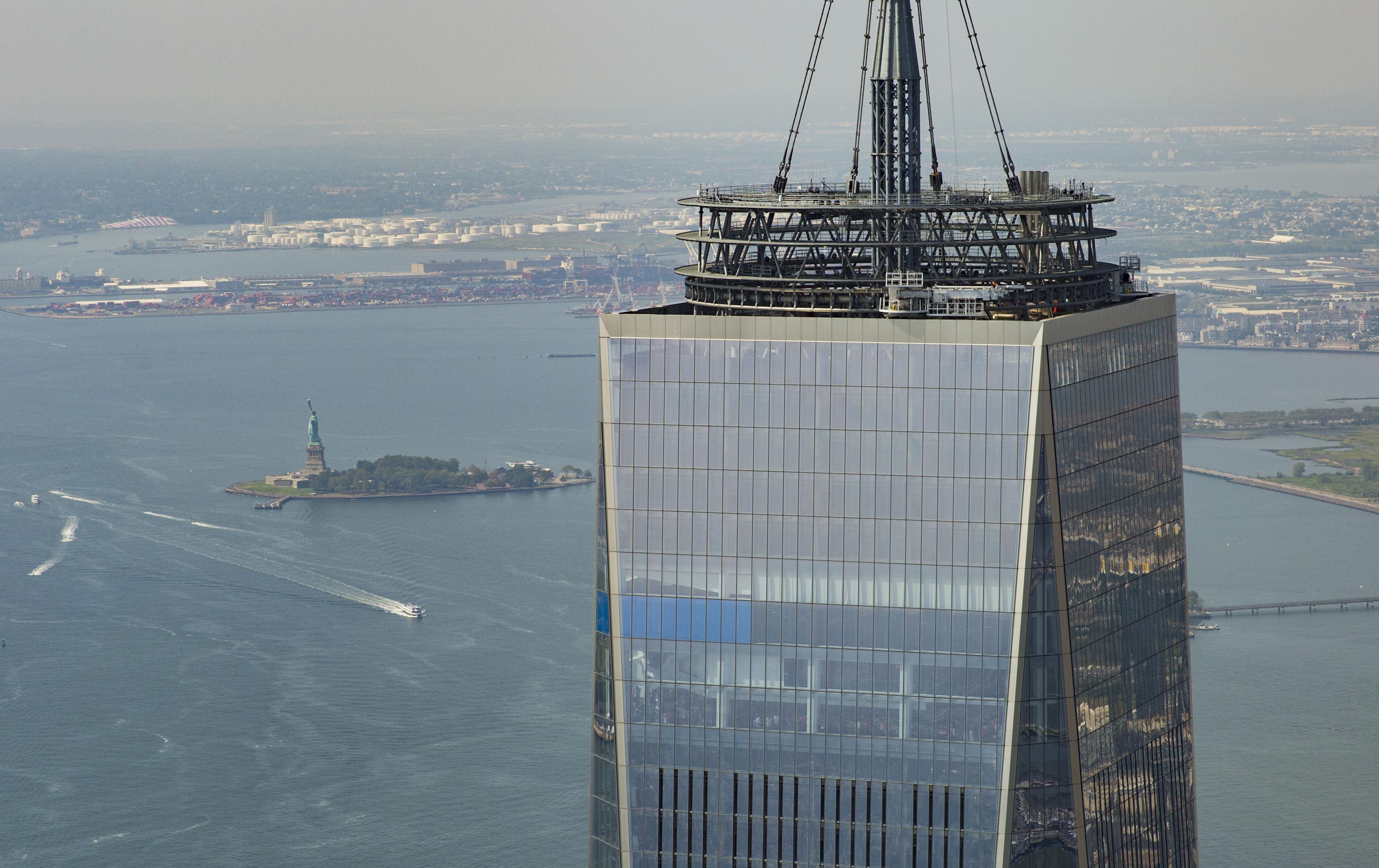
Střecha budovy (viditelný prstenec). Mezi technickými podlažími lze spatřit dvoupatrovou observatoř (One World Observatory)

Zdvojeny (úplně nebo alespoň částečně) jsou rozvody energií, komunikací a dat pro případ, že by teroristický útok vyřadil z provozu primární rozvody (jako se stalo ve dvojčatech poté, co nárazem do budov letadla přeťala potrubí, kvůli čemuž nebyly funkční sprinklery – v One WTC je tedy jedno potrubí vedeno na jedné straně a záložní na protilehlé straně jádra). Samotné sprinklery jsou uloženy v betonové kapse, díky čemuž jsou odolnější vůči případným vnějším vlivům (např. výbuchu), aby fungovaly i za mimořádných okolností.
Budova leží nejméně 20 m (maximálně až 27,4 m) od nejbližší frekventované silnice v ulici West Street, díky čemuž je lépe chráněna před případným úmyslným nárazem do podnože, např. nákladním vozem napěchovaným výbušninami (původní konkrétně Severní věž byla vzdálená pouze 8 m – přesně 7,62 m).
V okolí budovy je také instalován systém kontroly veškerých projíždějících vozidel a video-analytické přístroje, které detekují opuštěné předměty a osoby z databází trestně stíhaných. Jedno z těchto mnoha technických zařízení měří i hodnotu radioaktivity. Bezpečnostní kamery zabírají cele okolí komplexu WTC v rozsahu 360° (celkem asi 400 kamer). V bezprostřední blízkosti budovy mají možnost pohybovat se jen vozidla se speciálním povolením.
Vzduchotechnika budovy (od firmy Daikin Industries Ltd.) nepoškozuje ozonovou vrstvu a má teoreticky neomezenou trvanlivost a nízkou hlučnost. Disponuje osmi chladicími jednotkami a dvanácti vodními nádržemi. Každé podlaží je navíc vybaveno samostatným termostatem, který si nájemníci mohou libovolně nastavovat.

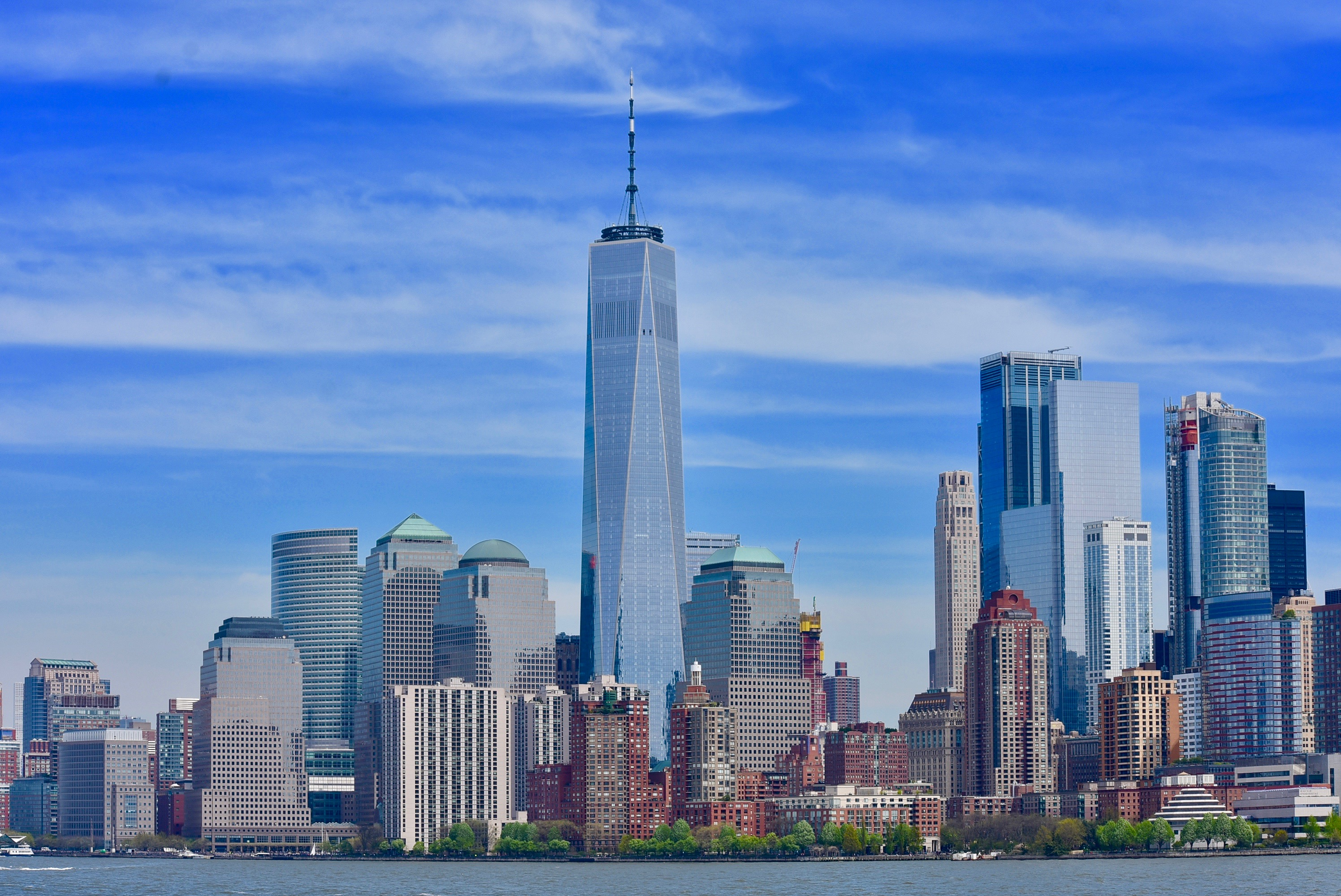
Věž se stala novou dominantou Manhattanu i celého New Yorku

V podzemí mrakodrapu se nachází 12 kyslíko-vodíkových palivových článků vyrábějící elektřinu o výkonu téměř 5 MW (udává se 4,8 MW). Jde o palivové články PureCell Model 400 s kyselinou fosforečnou společnosti United Technologies Corporation (UTC). Technologický princip výroby na bázi chemické reakce významně snižuje závislost na odběru elektřiny z městské sítě, čímž je budova do značné míry imunní vůči případným výpadkům externí dodávky elektřiny (tzv. blackoutům). Technologie, při níž jsou vedlejším produktem voda a teplo, je šetrná i k životnímu prostředí. Věž také využívá vodní a větrnou energii mimo lokalitu.
LED světla na stropě každého podlaží ušetří více než 78 000 kWh (kilowatthodin) ročně, tedy tolik, kolik by stačilo k napájení rodinného domu po dobu sedmi let.
Budova shromažďuje veškerou dešťovou vodu, která dopadne na její střechu, a díky vysoce účinným recirkulačním chladicím věžím je dále využita k různým účelům (např. k chlazení budovy nebo k zavlažování okolo památníku).
Vodovodní systémy jsou navrženy tak, že se spotřebuje o 30 % méně vody, než kolik spotřebují jiné podobně velké stavby.

### Výtahy a eskalátory
V budově se nachází celkem 73 (či 71) výtahů o celkové hodnotě 150 mil. USD, s maximální rychlostí okolo 10 m/s (udává se např. 9 m/s, 10,2 m/s nebo 10,3 m/s), tedy zhruba 540–615 m/min neboli 32–37 km/h. Pro srovnání expresní výtahy „dvojčat“ dosahovaly rychlosti 8,1 m/s. One World Trade Center se může pyšnit nejrychlejšími výtahy na západní polokouli. Dodala je německá společnost ThyssenKrupp Elevator Technology, z nichž 64 je expresních (44 osobních, 10 nákladních, 5 služebních a 5 přímých až do vyhlídkového patra = 47 až 60 sekund jízdy). Na výtazích se nicméně podílelo celkem osm států (kromě Německa také Brazílie, Kanada, Itálie, Jižní Korea, Velká Británie, Švýcarsko a Česká republika), jeden dodal motory, druhý kabely, třetí dveřní systémy a další testoval funkčnost a bezpečnost všech strojů. Veškeré dřevo použité při konstrukci výtahových plošin neobsahuje žádný močovinový aldehyd. Dva výtahy fungují na bázi bezolovnaté hydraulické kapaliny. Výtahy se nacházejí v centrální struktuře jádra, což je v podstatě vertikální betonový bunkr. Pět expresních výtahů je pro návštěvníky zajímavých svou videoprojekcí (tzv. SkyPod Elevator). Kabina těchto výtahů je vybavena třemi stěnami s LED televizory od podlahy až ke stropu, a zatímco se cestující přepravují do 100.–102. patra, spustí se časosběrná animace o růstu a měnícím se panorama New Yorku (respektive Lower Manhattanu) zhruba od počátku roku 1600 do současnosti (souběžně s tím, jak výtah zdolává jednotlivá podlaží). Cestou zpět běží další videoprojekce, a sice záběry zvenčí na exteriér věže a celého komplexu.
V budově je také k dispozici 11 (dle některých zdrojů 12) eskalátorů.

### Prosklený plášť

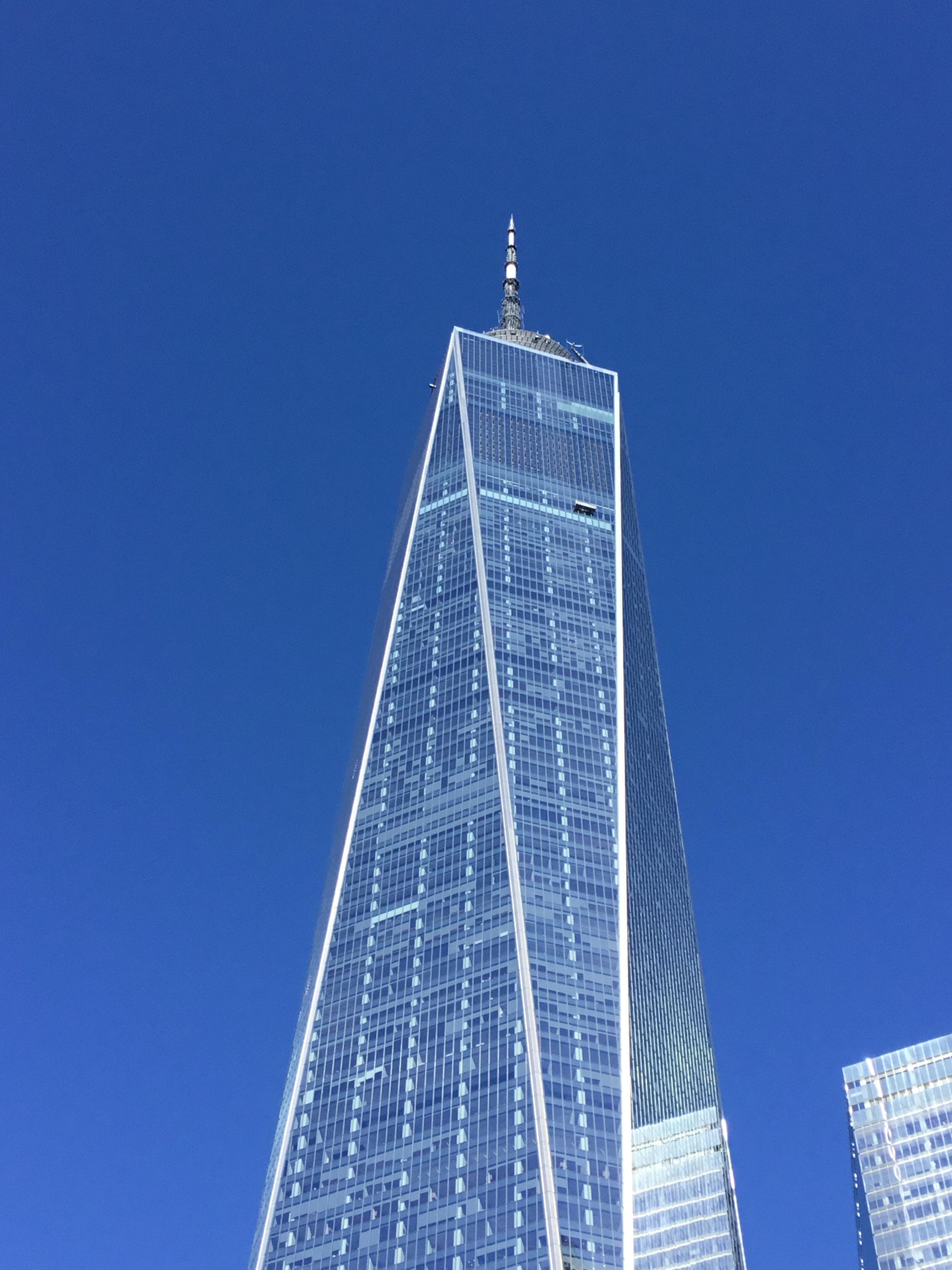
Prosklená fasáda. Na pravé straně lze spatřit mycí plošinu s pracovníky, kteří čistí okna.

Vzdušné proudění ve výškách přes 120 metrů běžně dosahuje rychlosti několika desítek kilometrů v hodině, které u běžných budov může vytrhnout skla z rámů, nebo může způsobit prudké otřesy. S rostoucí výškou se tento problém ještě stupňuje: i za klidného dne může na vrcholu mrakodrapu vysokého jako OWTC vanout vítr o rychlosti vyšší než 80 km/h. Z tohoto důvodu mají starší mrakodrapy, kromě zesílené konstrukce, podstatně menší okna, ale architekti One World Trade Center se prosklených stěn (oken od podlahy až ke stropu) vzdát nechtěli. Řešením byl specifický tvar mrakodrapu (tzv. regulace obtékání větrem). Stavba má čtvercový půdorys, ale směrem nahoru je vůči němu pootočena o 45°. Budova – ve tvaru neúplného osmiúhelníku, která na vrcholu opět vytváří čtvercový, nicméně pootočený půdorys – se s rostoucí výškou neustále mění a v každém podlaží odráží vzduch jiným způsobem. Když jsou rohy stěn propojeny liniemi, tato specifická konstrukce budovy snižuje působení vzdušných proudů a víry tak nemohou nabrat na intenzitě. Samotné jádro mrakodrapu má ale natolik naddimenzovanou konstrukční pevnost, že s ním vítr prakticky vůbec nehne. Stavba je navíc zakotvená v hloubce 24 metrů (přesně 24,7 m) a neměla by se teoreticky nikdy vyvrátit.
Asi 92 900–93 000 m2 plochy skleněného pláště dříku budovy je obloženo více než 12 700 ks (patrně až 14 000 ks) prosklených panelů, které jsou osazeny bezpečnostním dvojitým laminovaným tvrzeným sklem (s fóliemi na bázi EVA) o tloušťce 38 mm. Tato ultra čirá skla jsou odolná vůči UV záření a zároveň poskytují dostatek přírodního světla. Okna jsou pevně zakotvená a nelze je otevřít. Každý panel měl své speciální číslo a předem určenou polohu. Při manipulaci vážil přibližně 500 kg, takže celý skleněný plášť budovy dosahuje hmotnosti přibližně 7 000 t. Největší z tabulí skla má rozměry 1,78 × 4,32 m. Kdyby se všechna okna poskládaly do řady vedle sebe, výsledný „pás“ by měřil 48 km. Skleněná fasáda prošla přísnými zkouškami, pro které byl vytvořen věrohodný třípatrový model v měřítku 1:1 ve výzkumné laboratoři v Ontariu a Novém Mexiku. Cílem zkoušek bylo prokázat odolnost fasády a skleněných tabulí na účinky přírodních živlů. Díky této prosklené konstrukci (oknům od podlahy až ke stropu) budova využije 90 % přirozeného světla a sníží tak spotřebu elektrické energie na umělé osvětlení – to je navíc naprogramováno tak, že se za jasného slunečného dne samo ztlumí. Její tvar podobný krystalu účinně láme sluneční paprsky, během dne se tak honosně blyští. Obvodový plášť byl vyroben a sestaven společností Benson Industries v Portlandu v Oregonu za použití skla vyrobeného v Minnesotě společností Viracon.

### Stožár

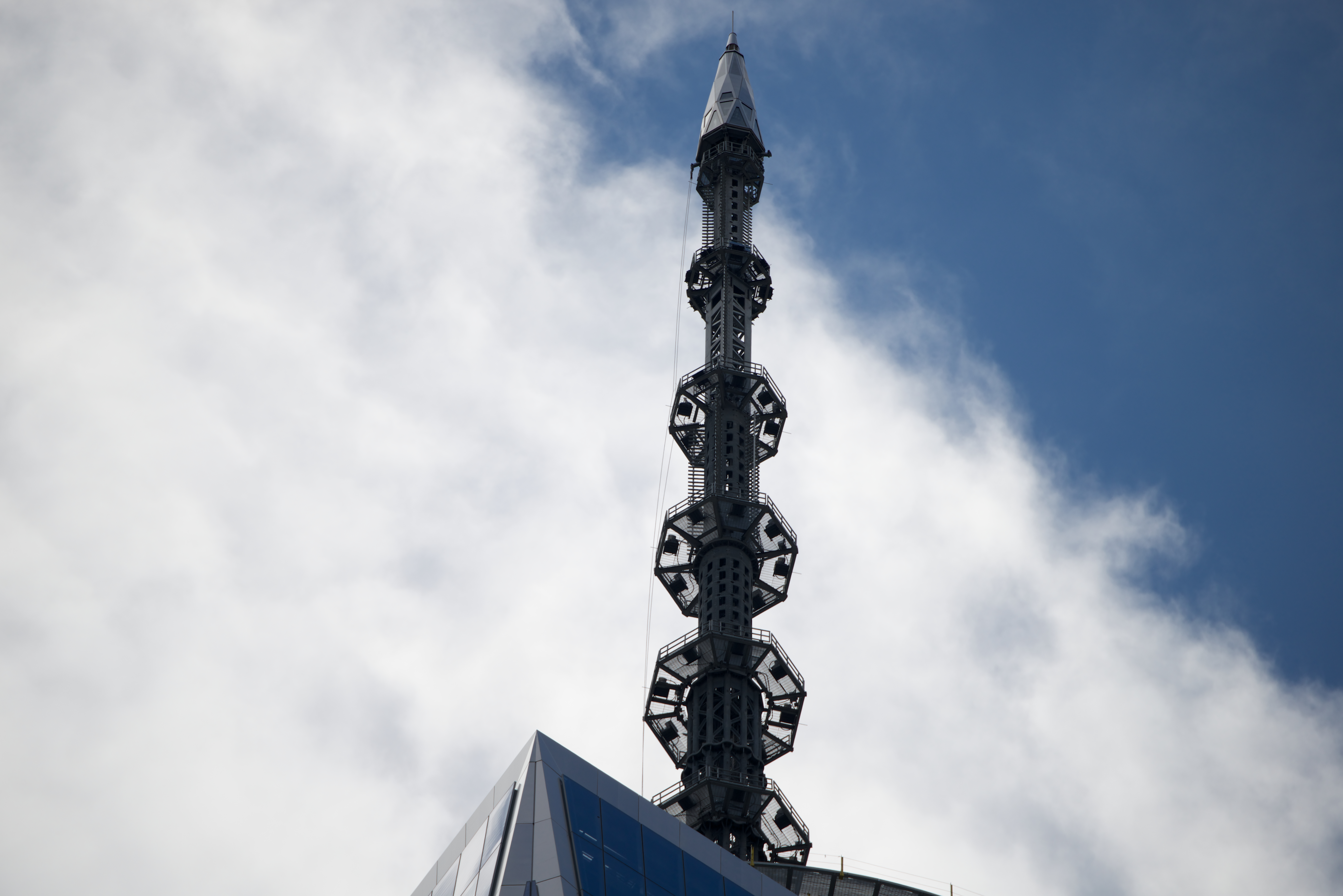
Detailní pohled na 124 metrů dlouhý stožár (resp. jeho vyčnívající část), umístěný na střeše mrakodrapu

Ocelový stožár je vysoký 124 m (přesně 124,3 m nebo 124,4 m) a váží 798 t. Ve skutečnosti měří 134,5 m, ale jeho 10,2 m dlouhá část je skryta za prosklenou stěnou budovy a pata ukotvená na střešní desce (ve výšce 406,8 m) mezi chladicími věžemi. Konstrukce stožáru je korozivzdorná z oceli 1.4404 (v ČR podle ČSN EN 10088-1). Kromě symbolického významu má samozřejmě i praktickou funkci, obsahuje všesměrnou anténu a smontován je z šestnácti na sebe kladených segmentů. Vsazený je do koruny betonového jádra věže, ale kvůli bezpečnosti je navíc zafixován velmi silnými lany z kevlaru (konkrétně z aramidu, plastu lehčího a zároveň silnějšího než ocel) o průměru 15 cm (15,24 cm), díky čemuž dochází k žádnému nebo minimálnímu ruchu signálu (pro město New York je kvalitní vysílací infrastruktura zásadní). Patu stožáru obkružuje třípodlažní prstenec průměru cca 40 m (přesně 38,1 m), výšky 20 m (přesně 19,8 m) a hmotnosti 727 t, který nese směrové antény a telekomunikační zařízení. S ním budova stoupá do výšky 437 m, společně se stožárem i majákem (viz níže) do konečné výšky 546,2 m. Stožár a prstenec byl navržen projekční firmou Skidmore, Owings & Merrill (SOM) ve spolupráci s umělcem Kennethem Snelsonem (který vynalezl tzv. tensegritní strukturu) a dalšími designéry a inženýry. Na statickém a konstrukčním provedení se podílela i uznávaná německá stavební firma Schlaich Bergermann Partner (sbp gmbh). Stožár byl vyroben v kanadském Montréalu a jeho jednotlivé díly byly do New Yorku dopraveny loděmi. Samotný prstenec byl vyroben v Québecu.
Vrchol stožáru je opatřen světelným systémem, v jehož samotném středu se nachází rotující maják poháněný motorem. Je podobný světlům, která v noci naviguji lodě při pobřeží. Nejvýkonnější zařízení svého druhu s 264 (dle jiných zdrojů až 288) LED diodami o průměru 0,9 m a výkonu 50 W vyšle vodorovný paprsek světla viditelný až do vzdálenosti 24 km (dle jiných zdrojů až 80 km). Pokud vane silný vítr (např. při vichřici) chod majáku se automaticky zpomalí, nebo se zcela zastaví, aby se nepoškodil motor. O podobný světelný zdroj usilovali i architekti původních dvojčat, ale k jeho realizaci nikdy nedošlo. Na vnější straně stožáru jsou navíc umístěny stovky dalších diod. Počítačově ovládaný systém může měnit jejich barvu a vzor.

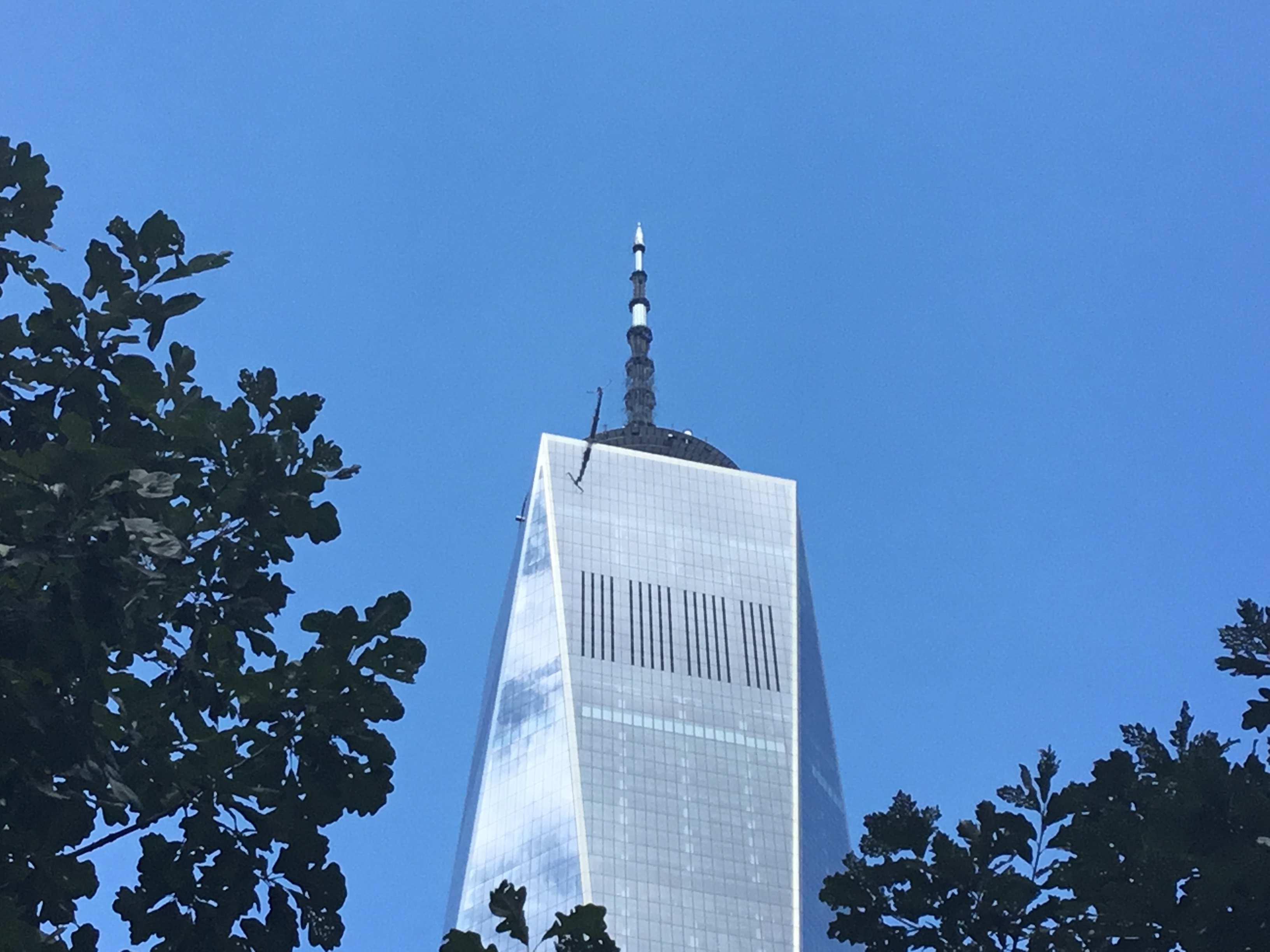
K roku 2022 je stožár věže na některých místech obklopen bílými ochrannými panely (není to součást designu)

Podle původního projektu měl být stožár obložen dekorativními bílými hranatými deskami z odolného sklolaminátu, podobně jako zbytek budovy (viz původní koncepce modelu, porovnání s výslednou realizací). Zkoušky ve větrném tunelu však odhalily konstrukční závadu – i jen mírný vítr by špičku stožáru rozvibroval a výkyvy by dosahovaly řádově desítek centimetrů (s rostoucí rychlostí větru by se sice účinky zmírnily, ale vrátily by se pak s ještě větší silou). V dlouhodobém horizontu by to vedlo k únavě materiálu a následnému selhání. Bez tohoto zakrytí, jen ve spleti holé ocelové konstrukce a lan, může vítr volně procházet a takový problém nenastává. K opláštění by pravděpodobně nedošlo ani v případě, že by závadu nemělo, a sice z úsporných důvodů. Takový obklad by se i celkem obtížně čistil. Špice tak byla ponechána bez finálního obložení, což vyvolalo rozporuplné reakce nejen z řad newyorčanů, ale i některých architektů stavby. Podle nich holá ocelová konstrukce není jako vrcholek budovy, která coby povstala z popela, dostatečně důstojná.
Nově je na některých místech stožár obklopen bílými ochrannými panely (nikoli kvůli designu).

## V porovnání s TT a příčiny jejich zhroucení

Twin Towers (dvojčata) z původního komplexu WTC

Konstrukce Twin Towers (TT) byla jako taková prakticky velmi odolná (v celku kompaktní). Byla navržena tak, aby odolala hurikánu o rychlosti 225–240 km/h (tj. boční síle větru odpovídající zatížení 2 kPa – minimálně 2 500 až 5 000 t/m2), nebo kolizi civilního proudového letadla podobného tomu, které do věží v osudný dne narazilo (B707 ku B767 223ER/200 ). V úvahu však padaly takové scénáře, že pokud by k něčemu takovému došlo, letadlo by bylo zbloudilé (nikdo neočekával úmyslný atak), letělo by tedy nižší rychlostí (asi okolo 290 km/h) a neobsahovalo by již tak velké množství paliva (třeba stroj ztracený v mlze jako např. bombardér B-25, který narazil do Empire State Building). Náraz do jedné ze čtyř stěn věží, načež by došlo k zpřetrhání sloupů, budovy měly vcelku bez problému ustát. Zbylé tři stěny ještě měly budovy udržet, ale nemohly komplexně vzdorovat něčemu tak mimořádnému (viz teroristické útoky 11. září 2001), s čímž architekti či inženýři nemohli počítat a ani nepočítali (resp. žádné standardní normy).

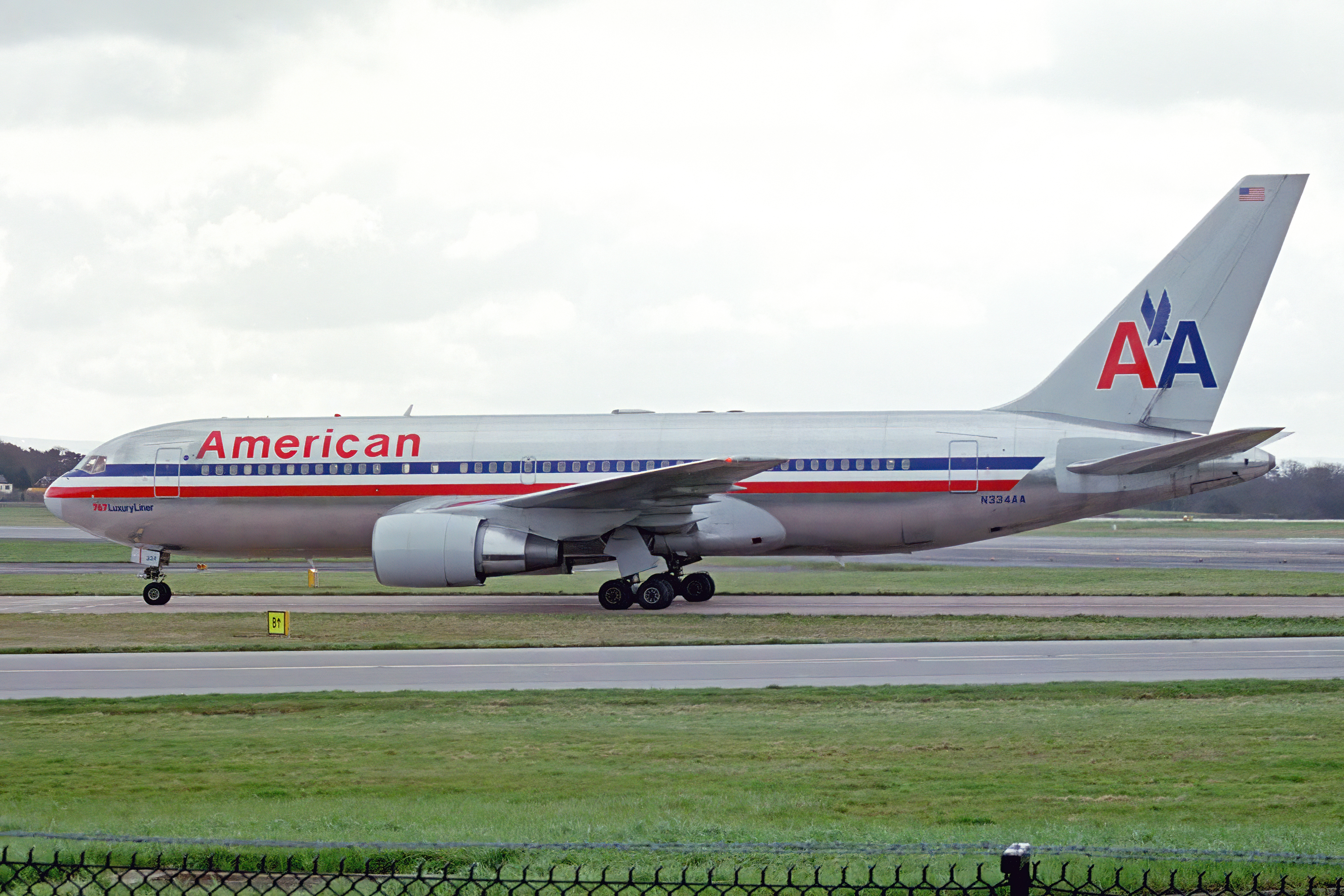
Letadlo, které narazilo do Severní věže WTC (Boeing 767-223ER)

TT se skládaly z ocelového rámového jádra (nezpevněného betonem na rozdíl od One WTC, na což je potřeba brát zřetel), ocelového pláště (tuhých stěnových rámů) a z prefabrikovaných spřažených stropů (nosníků). Obvodem (63 × 63 m) se táhla hustá spleť 236 „pseudo“ sloupů (4 × 59), které vytvářely tzv. tubus. Samotné jádro se skládalo ze 47 masivních ocelových sloupů po celé výšce budovy, přičemž v dolní části (od podzemních podlah do prvních nadzemních pater) mělo 78 sloupů. Tvořilo obdélníkovou plochu o rozměrech 26,8 × 42 m. Od 66. patra výše byly sloupy jádra zúžené. Skládaly se ze svařených krabicových profilů ve spodních patrech a válcovaných širokých přírubových profilů v horních patrech. Jádro bylo obalené pouze sádrokartonem (příčky s několika vrstvami sádry, aby do určité míry odolaly požáru – udává se, že byly zkonstruovány na 120minutovou odolnost). Vodorovné konstrukce byly prefabrikované („roštové“ segmenty pokládané na sraz a na ně položená spřahující deska z lehkého betonu pevnosti 21 MPa), aby se snadněji a rychleji montovaly. Jejich nevýhodou bylo, že nezajišťovaly dostatečnou tuhost v příčném směru a synergii vnější obálky s jádrem budovy (byly relativně měkké). Mezi pláštěm a jádrem vznikl poměrně široký volný prostor, kterým nevedly žádné opěrné sloupy. Vnější obálka byla s pevným jádrem coby vnitřní obálkou spojena pouze podlahovou/stropní konstrukcí. Z praktického hlediska se jednalo o velmi vhodné řešení, které jednak dopřálo více prostoru a jednak umožnilo libovolně přestavovat kancelářská podlaží dle potřeb nájemníků (nepřekážely žádné sloupy, tzv. „open space“). Na stavbu byla použita pevnější a kvalitnější ocel, čímž se výrazně snížilo množství materiálu. Na spodní část byla použita vysokopevnostní ocel, ve vyšších podlažích ocel nižší pevnostní třídy. Tloušťka sloupů závisela na výšce ve které se nacházely (viz výše). Cílem bylo dosáhnout potřebné odolnosti stanovené na základě provedených analýz.

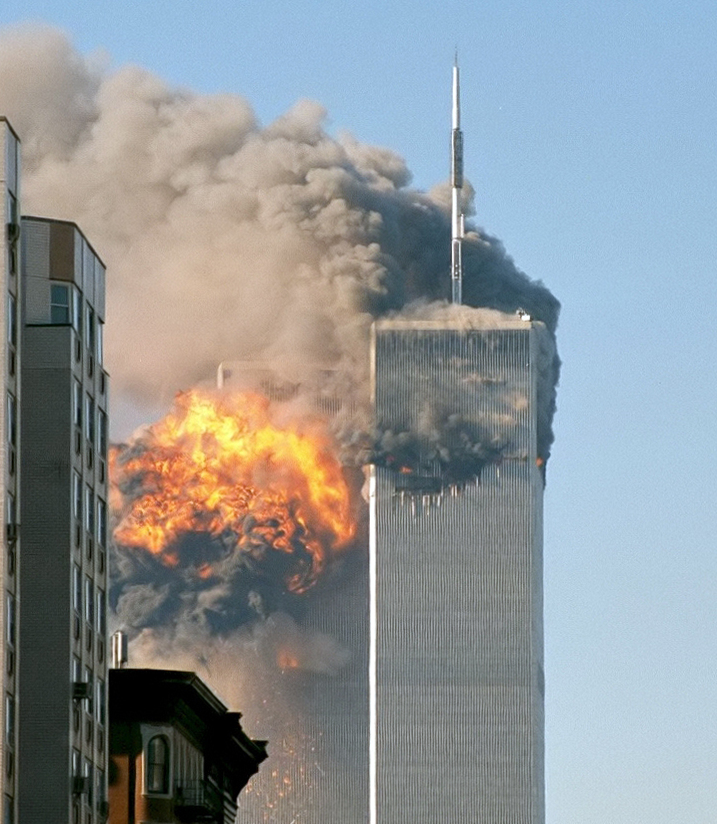
Náraz letadla do Jižní věže Světového obchodního centra. V popředí již zasažená Severní věž

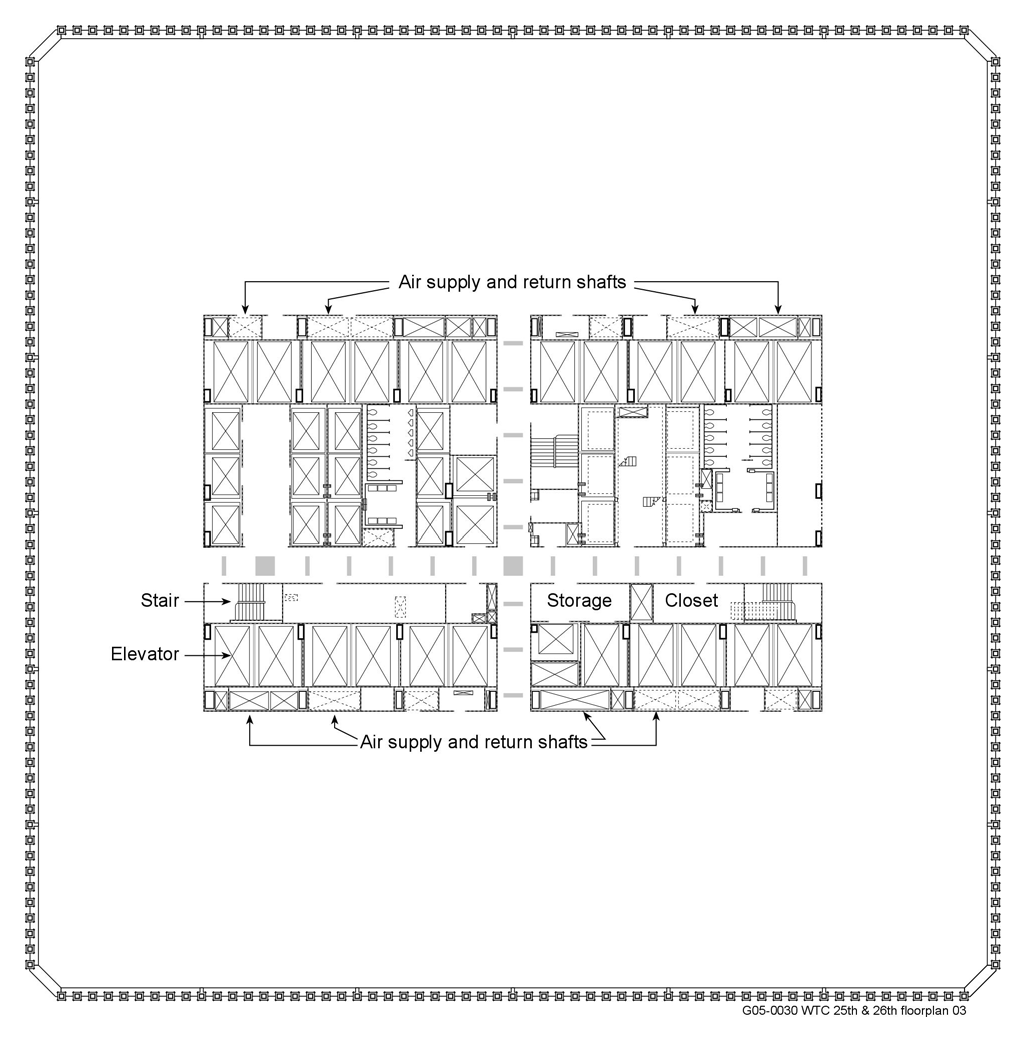
Půdorysné schéma věží: v samotném středu se nachází jádro (47 sloupů), následuje volný prostor (bez opěrných sloupů) a celé to uzavírá ocelová obálka tvořená hustou sítí „pseudo“ sloupů (rámových sestav – tzv. Vierendeelův nosník)

Mrakodrapy však nebyly schopné odolat mimořádné situaci, kdy po nárazech letadel (nutno dodat úmyslných ve vysoké rychlosti, viz níže) a jejich následném vznícení (dohromady coby silné dynamické vzruchy) došlo k znatelnému poškození na konstrukci (poškození obvodové stěny bylo způsobeno hmotností i rychlostí letadla a obrovská kinetická energie roztrhla ocelovou konstrukci) a zejména k selhání (resp. k vyřazení) všech ochranných protipožárních opatření – prvků a mechanizmů, které nebyly zdvojené nebo ztrojené (tzn. zálohované), jako jsou nyní v One WTC, a kvůli čemuž se rozšířil požár, načež došlo k dalšímu výraznému až kritickému oslabení nosného systému budov (k vážnému strukturálnímu poškození) a následnému kolapsu, tj. zhroutily se v důsledku zcela mimořádných faktorů.
- Do Severní věže narazilo letadlo Boeing 767-223ER, které letělo rychlostí 690–790 km/h, mělo 38 000 l leteckého paliva a hmotnost 130 t (celkem 92 osob).
- Do Jižní věže narazilo letadlo Boeing 767-200, které letělo rychlostí 800–950 km/h a mělo 34 000 l leteckého paliva (celkem 65 osob).

Náraz poškodil vnější i vnitřní konstrukci budovy, která se hned poté začala kymácet (budovy se vlivem nárazu sice rozhoupaly, protože ocel je pružná, ale díky naddimenzované koncepci ostatní neporušené prvky konstrukce tvořily dostatečnou oporu a bránily okamžitému zřícení). Zasažené vnitřní nosníky se buď zlomily, nebo byly silně zdeformované a tím nebezpečně oslabené. U budovy WTC 1 bylo přeraženo nebo zdeformováno 15 % všech obvodových sloupů a 13 % sloupů jádra, u budovy WTC 2 bylo nárazy přeraženo 14 % obvodových sloupů a 21 % sloupů jádra. V okamžiku výbuchu vznikl obrovský tlak, který způsobil, že hořící kerosin neboli letecký petrolej začal proudit výtahovými šachtami dolů (lehký a dutý charakter konstrukcí umožnil tryskovému palivu proniknout daleko dovnitř věží a zapříčinit několik požárů současně). Dostal se až do suterénu, kde utrhl dveře výtahů a popálil lidi nacházející se i 300 m pod místem nárazu. Letecké palivo bylo pouze zdrojem vznícení a brzy shořelo (jako ohromná zápalka), ale vysoce hořlavé materiály obvyklého kancelářského vybavení oheň rozpoutaly. Otázkou je, zda a nakolik by pomohla protipožární ochrana, zejména ta pasivní ve formě azbestocementových a hlavně vermikulitových nástřiků, která byla nárazem a především následným výbuchem prakticky zničena, neboť byla považována za nedostatečnou (nerovnoměrné vrstvy – v některých místech příliš slabé). V době, kdy byla aplikována na konstrukci, nebyla k dispozici žádná výkonnostní kritéria týkající se tloušťky aplikace, přilnavosti, pevnosti v tlaku nebo hustoty. Předpokládá se, že tyto faktory sehrály svou roli při ohřevu konstrukční oceli a jejím následném selhání. Destruktivním vletem ve vysoké rychlosti letadla zpřetrhala také různé komunikace (potrubí), čímž vyřadila z provozu sprinklery (přerušila přívod vody a protipožární systém nefungoval).
Postupující požár narušoval konstrukci. Odhaduje se, že teplota ve věžích byla minimálně 700 °C a v kritických místech (v rozích nejvíce zasažených podlah s nahrnutým hořlavým materiálem) zpočátku dosahovala 950 až 1000 °C. Pevnost konstrukční oceli klesá při teplotě 500 až 550 °C (též se udává rozmezí od 400 do 600 °C) pod 50 % normové hodnoty a zároveň se mění pružně-plastický charakter chování oceli na viskoplastický. Ocel tak ztrácí své příznivé mechanické vlastnosti. Materiál se s rostoucí teplotou rozpíná, to znamená, že se zvětšuje jeho objem. Příhradové nosníky podpírající stropní desky se začaly roztahovat do stran a tlačit na fasádu. V těchto místech vzniklo velké napětí, které vyboulilo obvodové stěny směrem ven. Jiné podlahové příhradové nosníky reagovaly přesně naopak a smršťovaly se (tzv. podlamování). V okamžiku, kdy začaly praskat spoje mezi nosníky a obvodovými sloupy, nosníky přestaly plnit svou stabilizační funkci a již nemohly bránit deformaci sloupů. Účinky vysoké teploty byly nakonec ničivější než samotný náraz letadla.
Jelikož budovy nebyly podporovány žádnými dalšími středovými sloupy a ani masivními obvodovými sloupy, jako např. těmi v One WTC, zřítily se mrakodrapy a jejich jednotlivá patra na sebe (směrem dovnitř, resp. symetricky svisle dolů, neboť k jinému zříceni – k jiné podobě zhroucení – nedostaly žádné dostatečně velké příčné silové impulzy, zkrátka nebyly žádným dalším činitelem ovlivněny) s přispěním tíhy horních segmentů nad úrovněmi zásahů. Je to jeden z důvodů, kvůli kterému se Jižní věž (WTC 2) zřítila jako první, protože byla zasažena na nižších podlažích, ačkoliv čelila útoku jako druhá v pořadí (tzn. větší tíha – větší část budovy – nad nárazem, která působila na oslabený skelet v místech nárazu). V momentu pádu horního segmentu budovy vzdorující strop ve WTC 2 čelil tlaku 30krát většímu, než jaký byl schopen unést. Blok horních pater prorazil jako padající kovadlina oslabený strop kritického podlaží a zvyšující se rychlostí, téměř totožnou s rychlostí volného pádu, prorážel další stropy níže, v pádu do sebe tyto stropy přibíral a tím zvyšoval svoji hybnost. Pádem stropních desek byla nepodepřená délka jádra již tak dlouhá, že i tento mimořádně tuhý prvek, který má za úkol budovu maximálně zpevnit (sám o sobě je obecně velmi kompaktní), se začal společně s celou budovou bortit. V případě Severní věže (WTC 1) kombinace několika faktorů napomohla k tomu, že vydržela stát déle. Letadlem byla zasažena ve vyšších patrech, takže gravitační zátěž – hmotnost úseku budovy nad nárazem – byla menší, a samotná rychlost letadla byla nižší (víz výše), čímž došlo k menšímu poškození nárazem. Kromě toho do Severní věže letadlo vletělo v téměř vodorovné poloze a doprostřed, škody po nárazu tak byly rozmístěny symetričtěji a zatížení bylo díky tomu lépe rozloženo. Do Jižní věže narazilo letadlo jiným způsobem. Hlavní rozdíl byl v tom, že narazilo v okamžiku, kdy zatáčelo a bylo nakloněné, takže zasáhlo budovu v rohové oblasti. Protože zničilo prakticky jen jednu stranu budovy, vznikla nebezpečná nerovnováha. V okamžiku pádu povolilo v blízkosti rohu budovy několik sloupů najednou, horní část věže se ke kritickému místu naklonila, spodní část nápor nevydržela a celá věž se zřítila.
- Do Severní věže narazilo letadlo v 8:46 hod. (SEČ 14:46 hod.) a budova se zřítila v 10:28 hod. (SEČ 16:28 hod.), tj. za 1 hodinu a 42 minut.
- Do Jižní věže narazilo letadlo v 9:03 hod. (SEČ 15:03 hod.) a budova se zřítila v 9:59 hod. (SEČ 15:59 hod.), tj. za 56 minut.

Ač se nemusí zdát, dvojčata nepředstavitelnému ataku mechanicky odolala a vydržela více, než by teoreticky měla – v poměru k mimořádné události a nastalým situacím. Poskytla dostatek času pro evakuaci, díky čemuž se zachránilo více než 85 % lidí nacházejících se v inkriminované době ve věžích (15 400 osob se zachránilo, 2100 civilistů zahynulo).

## Rozvržení budovy

Logo

Počet fyzických podlaží budovy:
- podzemních = 4 + 1 mezanin
- nadzemních = 85 + 4 mezaniny

| Výškové pásmo  | Podlaží                        | Počet podlaží | Funkce                                                         |
| -------------- | ------------------------------ | ------------- | -------------------------------------------------------------- |
| Podzemí budovy | –4, –4M, –3, –2 a –1           | 5             | Garáže a technologie, vstup do sítě podchodů pod komplexem WTC |
| Podnož budovy  | 1                              | 1             | Veřejná vstupní hala (lobby)                                   |
| Podnož budovy  | 2, 3, 3M, 4, 4M, 5, 5M, 6 a 6M | 9             | Technologie a bezpečnostní technologie                         |
| Podnož budovy  | 7 až 19                        | – (12)        | Podlaží fyzicky neexistují                                     |
| Dřík budovy    | 20 až 63                       | 44            | Kanceláře                                                      |
| Dřík budovy    | 64                             | 1             | Sky lobby                                                      |
| Dřík budovy    | 65 až 90                       | 26            | Kanceláře, telekomunikace                                      |
| Dřík budovy    | 91 až 93                       | 3             | Technická podlaží                                              |
| Dřík budovy    | 94 až 99                       | – (5)         | Podlaží fyzicky neexistují                                     |
| Dřík budovy    | 100 až 102                     | 3             | Observatoř, společenské prostory                               |
| Dřík budovy    | 103 a 104                      | 2             | Technická podlaží (nejvyšší oficiálně číslovaná podlaží)       |
| Dřík budovy    | 105                            | 1             | Střecha a služební ochoz                                       |
| Vrchol budovy  | 106                            | 1             | Ochoz kolem chladicích zařízení                                |
| Vrchol budovy  | 107 až 109                     | 3             | Telekomunikační prstenec                                       |
| Vrchol budovy  | 110                            | 1             | Stožár (symbolické podlaží)                                    |

## Vlastníci a nájemci
Budovu většinově vlastní Port Authority of New York and New Jersey (PANYNJ – veřejnoprávní společnost newyorského přístavu). Soukromá realitní společnost Durst Organization získala pětiprocentní podíl za více než stomilionovou investici do stavby.
V září 2012 byl vyjednán nájem prostor budovy z 55 % její kapacity. K listopadu 2014 byla budova obsazena ze 62,8 %, k červnu 2018 již ze 75 %. V únoru 2020 byla uzavřena nová nájemní smlouva s mediálním gigantem MDC Partners (podlaží 63. až 69.), čímž se mrakodrap stal z 93 % obsazeným. Hlavními nájemníky jsou vydavatelství Condé Nast Publications a čínská průmyslová/bankovní společnost Vantone Industrial (China Center New York LLC). Observatoř provozuje americká společnost Legends Hospitality Management od roku 2013.

## Mimořádné události

### 29. říjen 2012 – hurikán
Zatímco byl mrakodrap stále ve výstavbě, východní pobřeží Spojených státu zasáhl hurikán Sandy. Stavba byla vystavena první těžké zkoušce, navíc ve chvíli, kdy přírodnímu živlu nemohla čelit vší silou. Přesto prakticky bez problémů tuto pohromu ustála, ale staveniště v těsné blízkosti budovy bylo zaplaveno (celkem 470 000 kubíku vody). Za týden byly práce obnoveny.

### Září 2013 – nepovolený seskok padákem
Skupina čtyř mužů vnikla neznámo jak do rozestavěného mrakodrapu a dostala se až na jeho střechu, odkud tři z nich provedli tzv. BASE jump, zhruba okolo tří hodin ráno místního času. Po incidentu muži uvedli, že během jejich výstupu nezahlédli žádnou ochranku a budovou tak prošli bez větších problémů. Po vyšetření však přístavní správa (PANYNJ) oznámila, že jeden z obviněných byl zaměstnanec stavební firmy podílející se na stavbě budovy.

### 16. březen 2014 – neoprávněné vniknutí
Tehdy 16letý americký horolezec a kaskadér Justin Casquejo zhruba ve čtyři ráno místního času neoprávněně vstoupil do areálu ještě rozestavěného mrakodrapu, pravděpodobně dvoumetrovou dírou v plotě. Podle mediálních zdrojů se údajně převlékl a předstíral, že je stavební dělník, čímž přesvědčil i obsluhu výtahu, která ho odvezla do 88. patra. Poté mladík prošel kolem spící ochranky a po schodišti se dostal do 104. patra, odkud po žebříku vyšplhal na střechu budovy až ke stožáru. Na těchto místech se volně pohyboval více než hodinu a pořídil během toho několik snímků, než si podezřelé osoby všiml stavební inspektor, který zalarmoval policii. Krátce poté byl Casquejo dopaden a zatčen, a za svůj hazardní čin odsouzen k 23 dnům veřejně prospěšných prací. Nepozorný strážný, který pravděpodobně usnul, byl okamžité propuštěn, a obsluha výtahu vyměněna.

### 12. listopad 2014 – nehoda

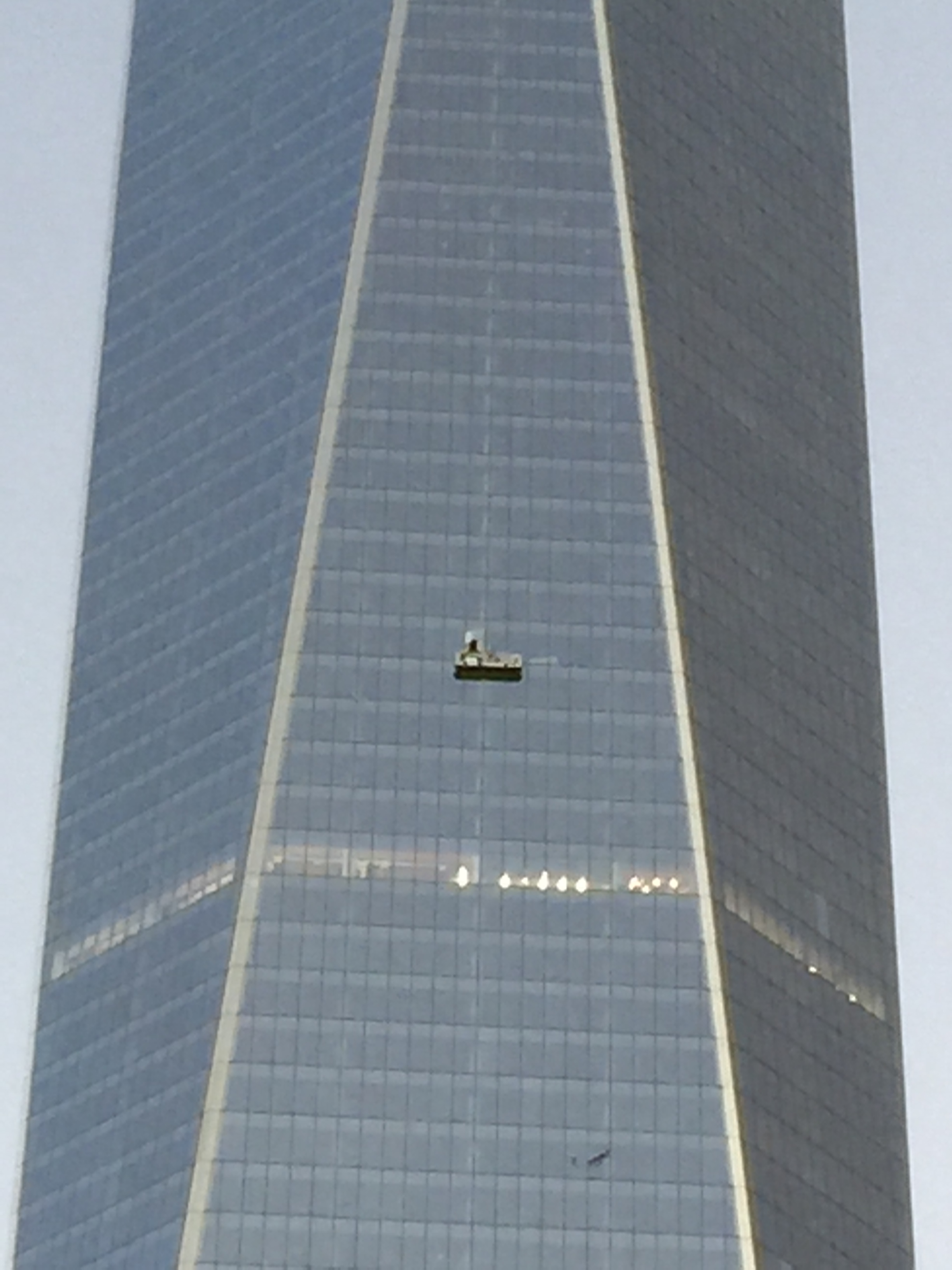
12. listopadu 2014 došlo k nehodě, při kterém byli uvězněni zaměstnanci pracovní plošiny na úrovni 68.–69. patra mrakodrapu

Na úrovni 68.–69. patra mrakodrapu se uvolnilo lano na pracovní plošině a ta se s dvoučlennou osádkou naklonila téměř do vertikální polohy (viz obrázek). Na záchranu uvězněných osob bylo povoláno na 100 hasičů, kteří museli rozřezat silné tvrzené sklo diamantovou pilou. Skrze otvor v okně dostali pak zaměstnance z poškozené mycí plošiny do bezpečí. K tomuto incidentu došlo pouhých devět dní poté, co byla budova slavnostně zprovozněna.

### Červen 2017 – žaloba
Jeehoon Park je bývalý student architektury na Illinois Institute of Technology, který v roce 1999 navrhl pro svou diplomovou práci budovu podobající se mrakodrapu One WTC. Park v roce 2017 zažaloval architekty, chicagskou megafirmu Skidmore, Owings & Merrill (SOM), s tím, že mu byl návrh, chráněný autorským právem, ukraden. Žaloba uvádí, že 104podlažní věž One WTC je nápadně podobná jeho 122podlažní věži, jíž nazval Cityfront '99, která se skládá z prosklených trojúhelníkových modulů a je vůči půdorysu pootočená o 45°, tedy stejně jako věž na Dolním Manhattanu od architekta Davida Childse. Spor se stále táhne.

## Parametry, čísla, zajímavosti
- Doba výstavby: od 27. dubna 2006 (zahájení terénních prací) do 10. května 2013 (zkompletovaná hrubá stavba, včetně smontovaného stožáru). Dokončovací práce a terénní práce v okolí budovy probíhaly od podzimu 2013 do listopadu 2014. Celkem se stavbě podílelo 26 tisíc dělníků a pracovníků z různých oborů. Denně se na stavbě pohybovalo okolo 3,5 tisíce lidí
- Slavnostní otevření budovy: 3. listopadu 2014 (během toho už ve věži pracovalo na 175 zaměstnanců vydavatelství Condé Nast, které se už od května 2011 stalo hlavním nájemcem kancelářských prostor budovy).[21][143]
- Využití: kancelářská budova (třídy A)[61], celkem 71 kancelářských pater.[21][p. 5] V budově se také nachází veřejné vyhlídkové patro One World Observatory (100.–102. podlaží, v rozsahu 360°) s restaurací ONE Dine, ve výšce 386,5 metrů nad zemí.[144] Odsud lze spatřit mnoho dalších památek New Yorku, např. Sochu svobody, budovu OSN, Empire State Building a kromě architektury také Wall Street či Times Square. Za příznivého počasí je vidět až do vzdálenosti 80 km (na New Jersey či Connecticut)
- Podzemní podlaží: v rozsahu podzemních podlaží věže je 5 100 m² maloobchodních prodejen[2]
- Počet zaměstnanců: k roku 2018 – čtyři roky po otevření – bylo v budově pravidelně přítomno asi 8000 zaměstnanců (převážně z mediálních a technologických společností)[145]
- Observatoř: otevřena 29. května 2015.[21][146][147] Vstup zdarma mají přeživší zaměstnanci z původního WTC a rodiny obětí z 11. září 2001. Očekávalo se, že o tuto atrakci bude velký zájem a každoročně ji tak navštíví až 3,3 (či 3,5) milionu lidí.[148] Od svého otevření do 22. října 2020 observatoř navštívilo 10,7 milionů lidí, píše na svých stránkách ABC7, což je 2,14 milionu lidí ročně. Nutnou podotknout, že byla kvůli koronavirové pandemii uzavřena od 13. března 2020 do 14. listopadu 2020, a i po znovuotevření fungovala v omezeném provozu o maximální možné kapacitě 25 %.[149] Plocha observatoře je 1 672 m², tedy 2,5krát menší než byla plocha krytého vyhlídkového patra v původní jižní věži WTC 2.[27]
- Výška po vrchol stožáru (nejvyšší bod): 546,2 m[18]
- Architektonická výška: 541,3m/1776 stop, nejvyšší v USA (stožár je součástí konstrukce)[18]
- Výška střechy: 417 m (srovnatelná s výškou zničené Severní věže WTC)
- Délka a hmotnost samotného stožáru: 124 m (celkem 134,5 m – viz Stožár) a 798 t, samotný třípodlažní prstenec má hmotnost 727 t. Dohromady 1 525 t.[97]
- Nejvyšší užívané podlaží: 386,5 m nad zemí
- Celková podlahová plocha: 287 999 m²[21], dle jiných zdrojů až 325 279 m² (tj. zhruba 3/4 Vatikánu)[73][150][151]
- Nadzemní podlahová plocha: přibližně 240 000 m² (přesně asi 241 548 m²)[80][81][152][153]
- Konstrukce: hybridní systém; vnější ocelový rám napojený na robustní betonové jádro (tzv. „tube in tube“): tzn. dva tubusy v sobě – únosnost (svislou i příčnou) a tuhost budovy (především příčnou) zajišťují dva ohybově a smykově tuhé „tubusy“. Prakticky jsou to sdružené patrové rámy.[1]

- Nosná konstrukce: železobetonové jádro s tuhou výztuží, ocelový rám, spřažené ocelobetonové stropy[1]
- Hmotnost ocelové konstrukce: samotná ocel více než 40 000 tun, dle některých zdrojů 44 000–48 000 t (jako šest Eiffelových věží). Včetně všech ocelových součástí cca 50 000 t.[81]
- Celková hmotnost věže: odhadem 310 000 t
- Hlavní dodavatel: americká společnost Tishman Construction (Tishman Realty & Construction Co., Inc), od roku 2010 pod názvem AECOM Tishman (AECOM Technology Corporation). Není bez zajímavosti, že se tentýž dodavatel materiálně podílel i na stavbě původního WTC.[154][155]
- Plášť budovy (okna): cca 92 900–93 000 m² plochy skleněného pláště dříku budovy je obloženo více než 12 700 ks (patrně až 14 000 ks) prosklených panelů
- Výtahy a eskalátory: celkem 73 (či 71) výtahů v celkové hodnotě 150 mil. USD, s maximální rychlostí 10 m/s (cca 540 m/min, 36,6 km/h).[3][91] V budově se také nachází 11 (či 12) eskalátorů.[3]
- Úroveň udržitelnosti: v září 2016 získala budova certifikaci LEED Gold, druhé nejlepší možné ohodnocení, které uděluje americká rada pro „zelené budovy“ U.S. Green Building Council (USGBC); konstrukce budovy je vyrobena převážně z recyklovatelného materiálu a až 80 % jeho odpadu by bylo možné znovu využít, mj. více než 95 % použité oceli. Až polovina použitého dřeva pochází z trvale udržitelných zdrojů (z neohrožených lesů a stromů) – více v podkapitole Další bezpečnostní a technologické prvky.[1][75][63][60][91]
- Název budovy: dne 27. března 2009 PANYNJ vydal prohlášení, že oficiální jméno budovy je One World Trade Center (údajně z důvodu, že je takový název formálně vhodnější a přesnější), což vyvolalo jistou míru nevole. Veřejnost měla v oblibě už předtím masově užívaný název „Freedom Tower“ (v překladu „Věž svobody“), pro svou symboliku.[21][156]
- Celkové stavební náklady: poslední odhady ještě před dokončením stavby hovořily o 3,9 mld. USD, pravděpodobně však celkové náklady dosáhly sumy 4,2 mld. USD (tj. v přepočtu 90 623 400 000 CZK k datu 15. 1. 2021[157]). Doposud nejdražší mrakodrap na světě, téměř třikrát dražší než Burdž Chalífa (nejvyšší na světě).[24][28][60]

## Galerie

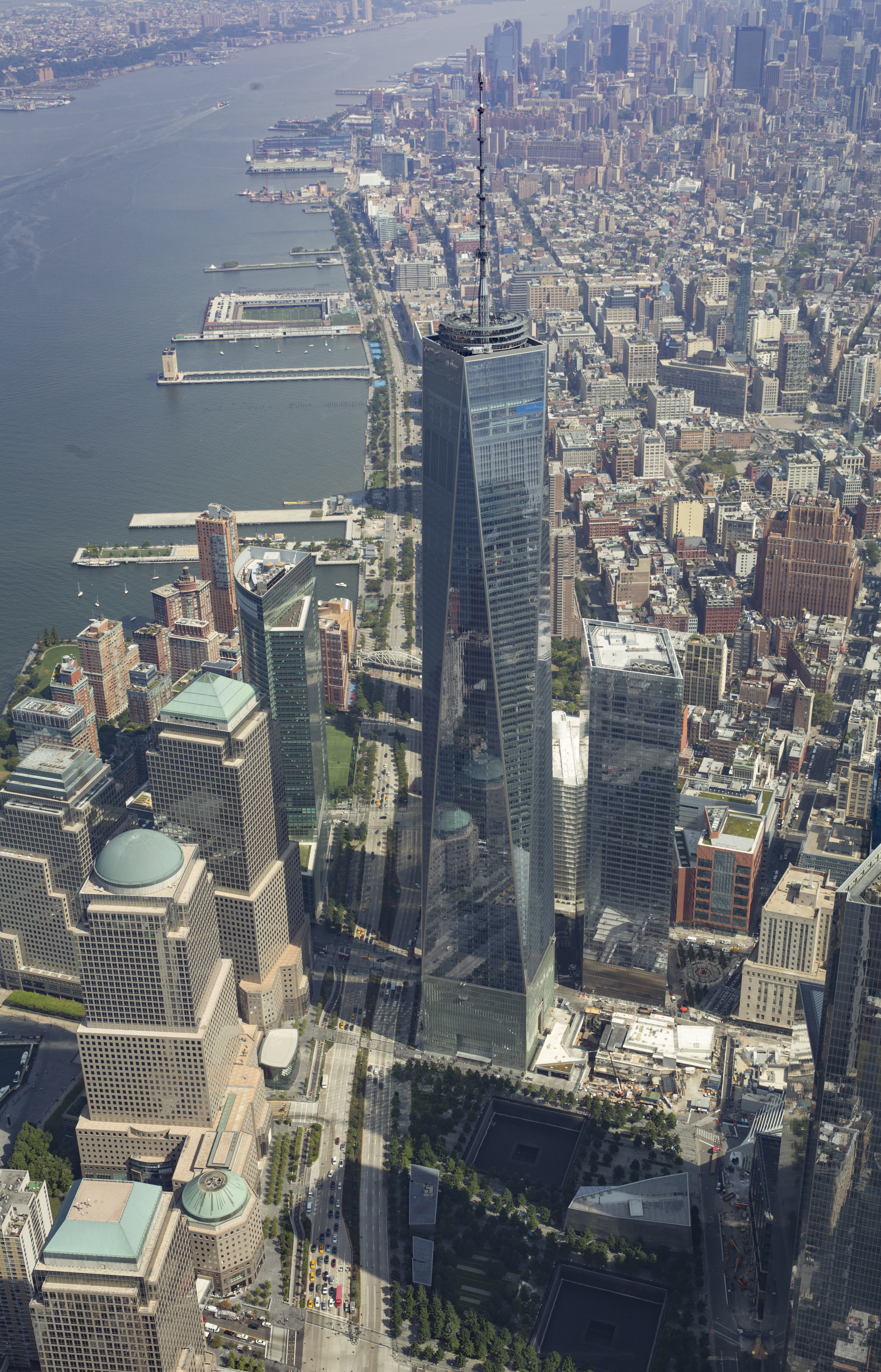
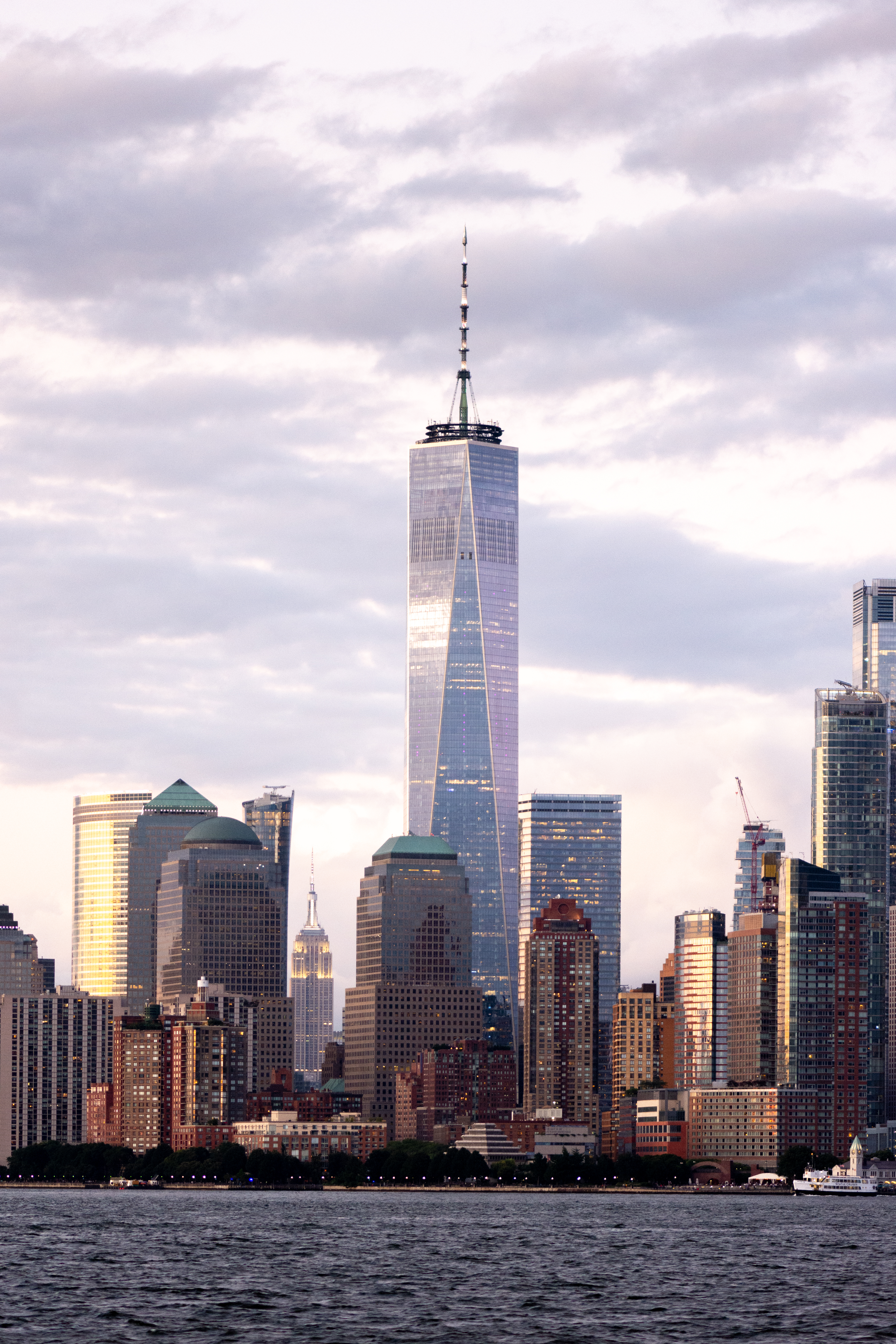
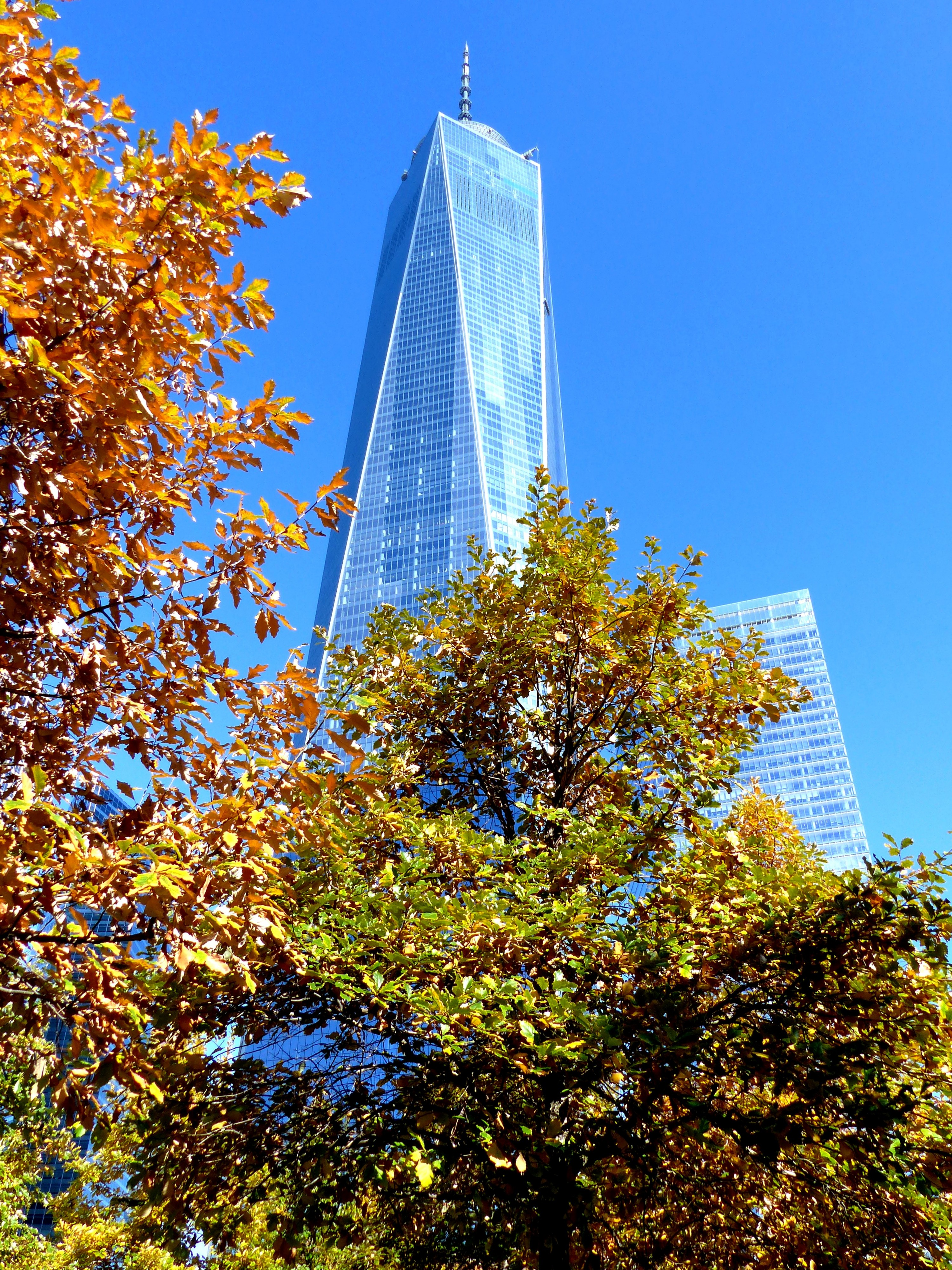
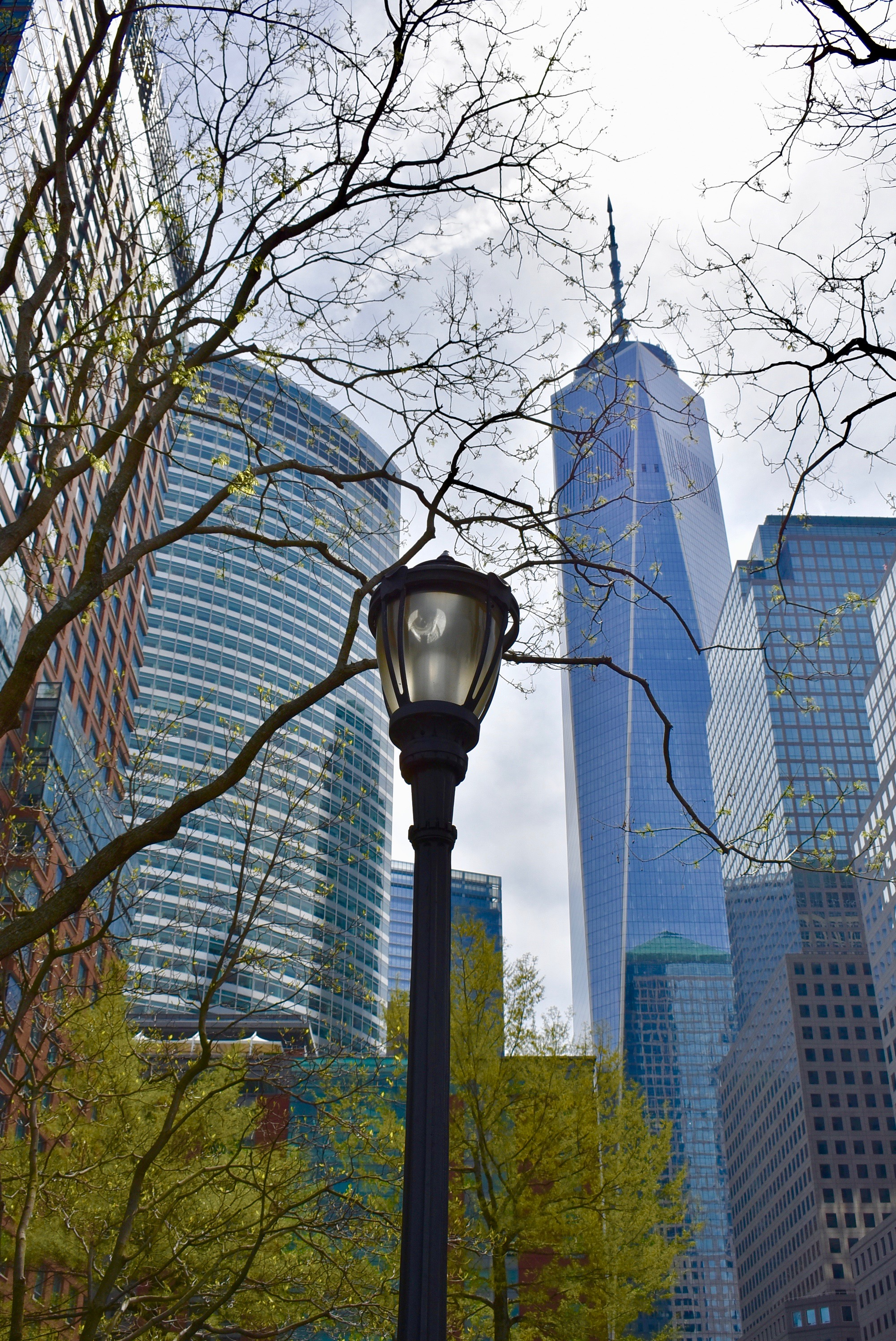
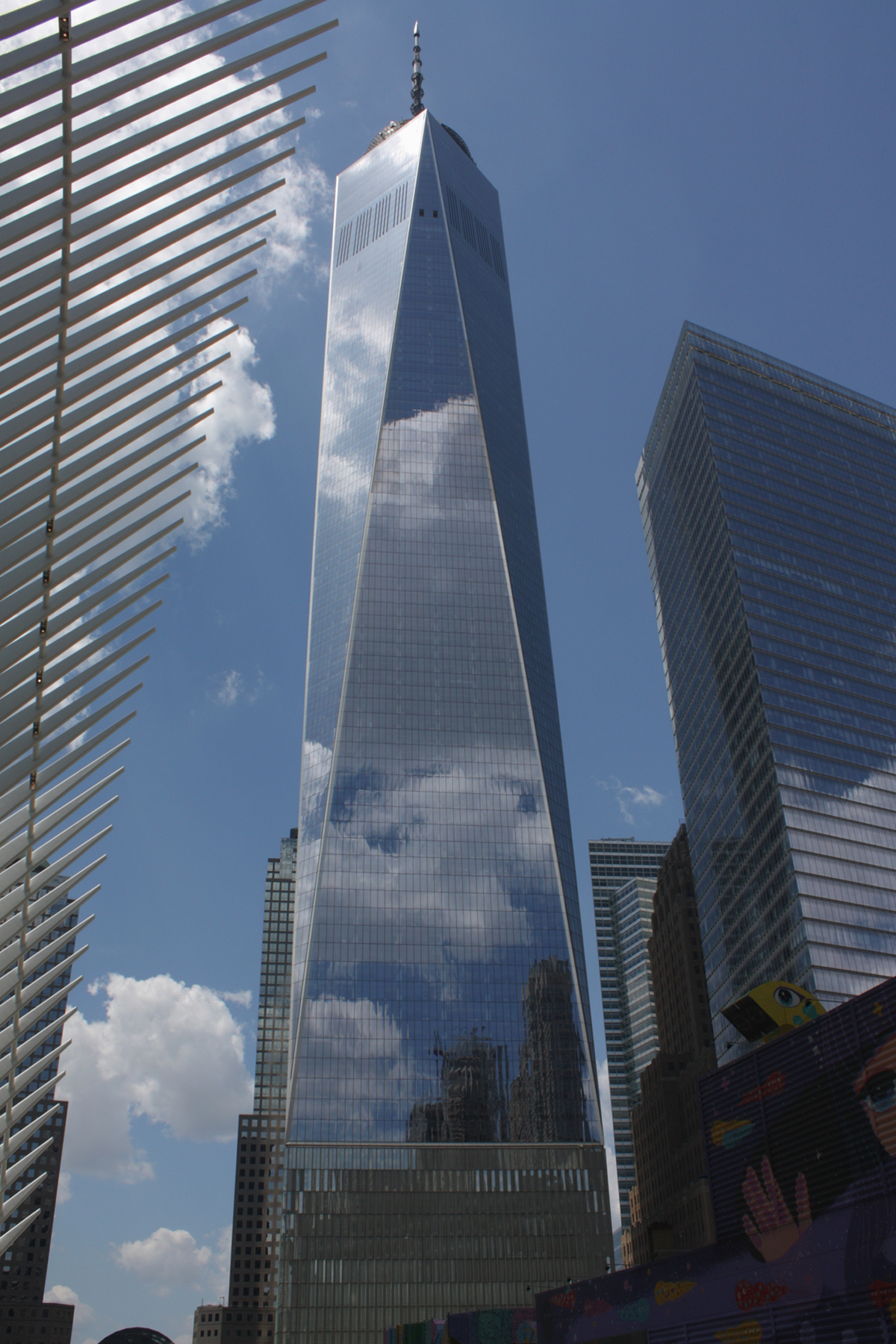
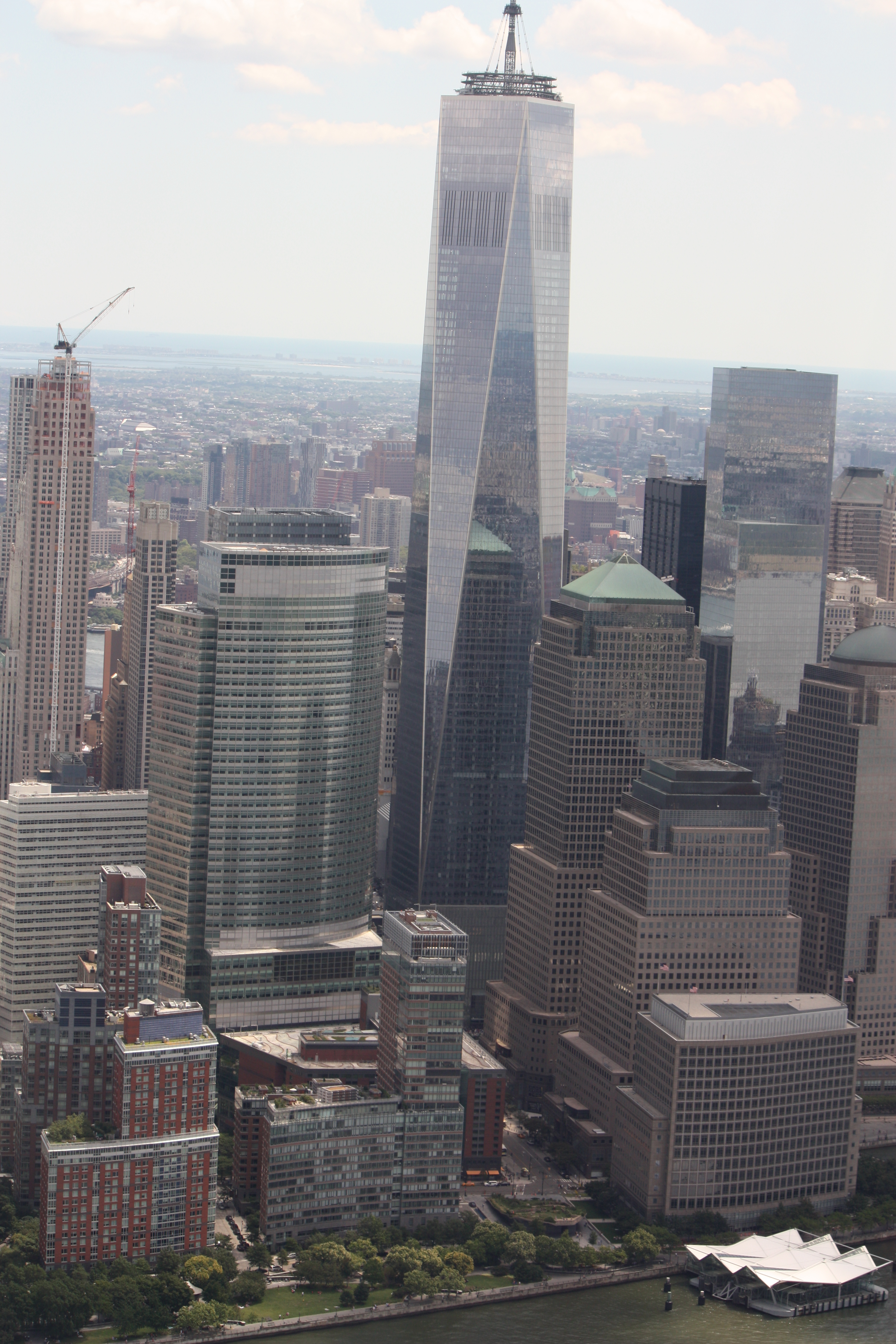
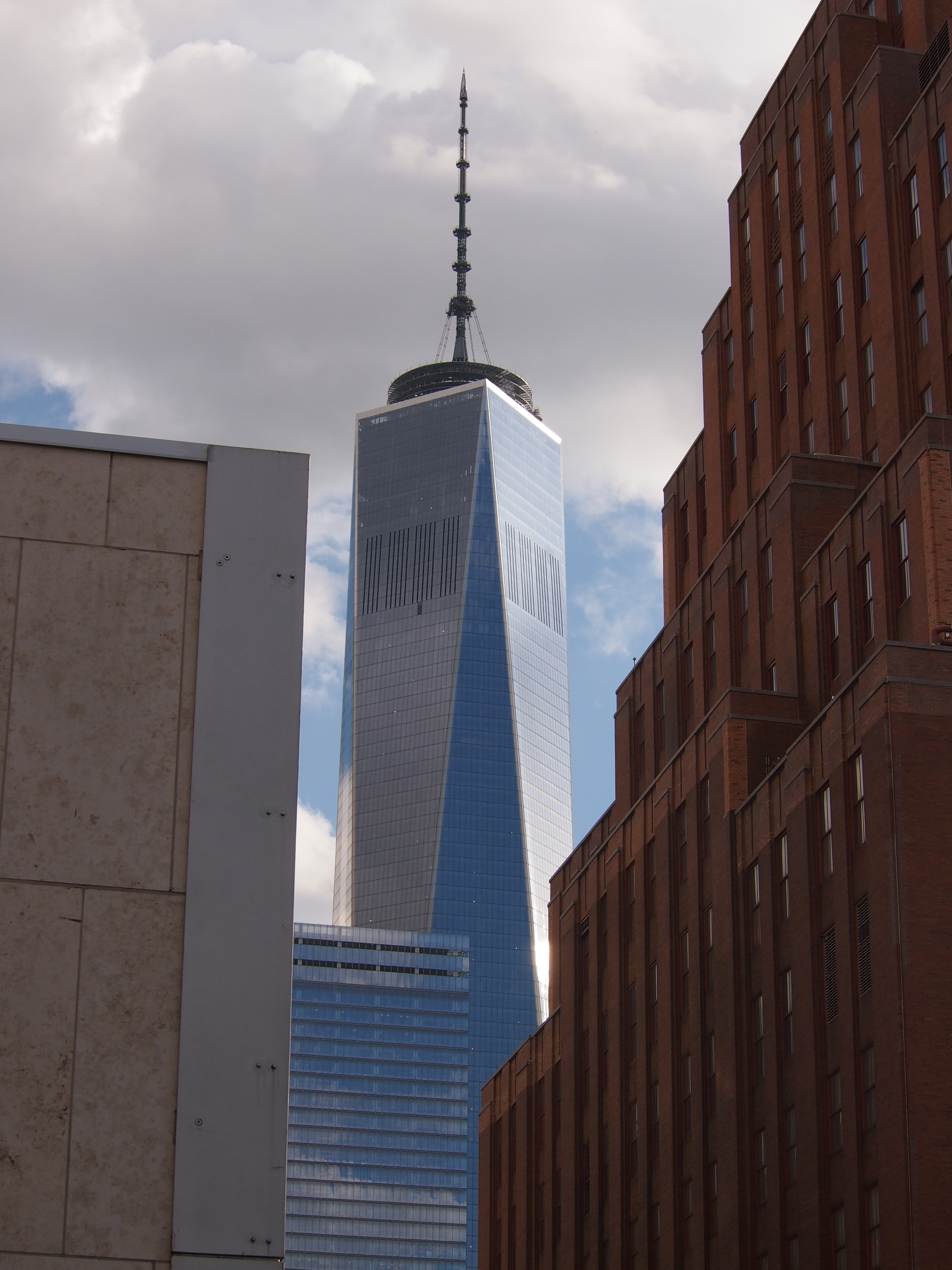
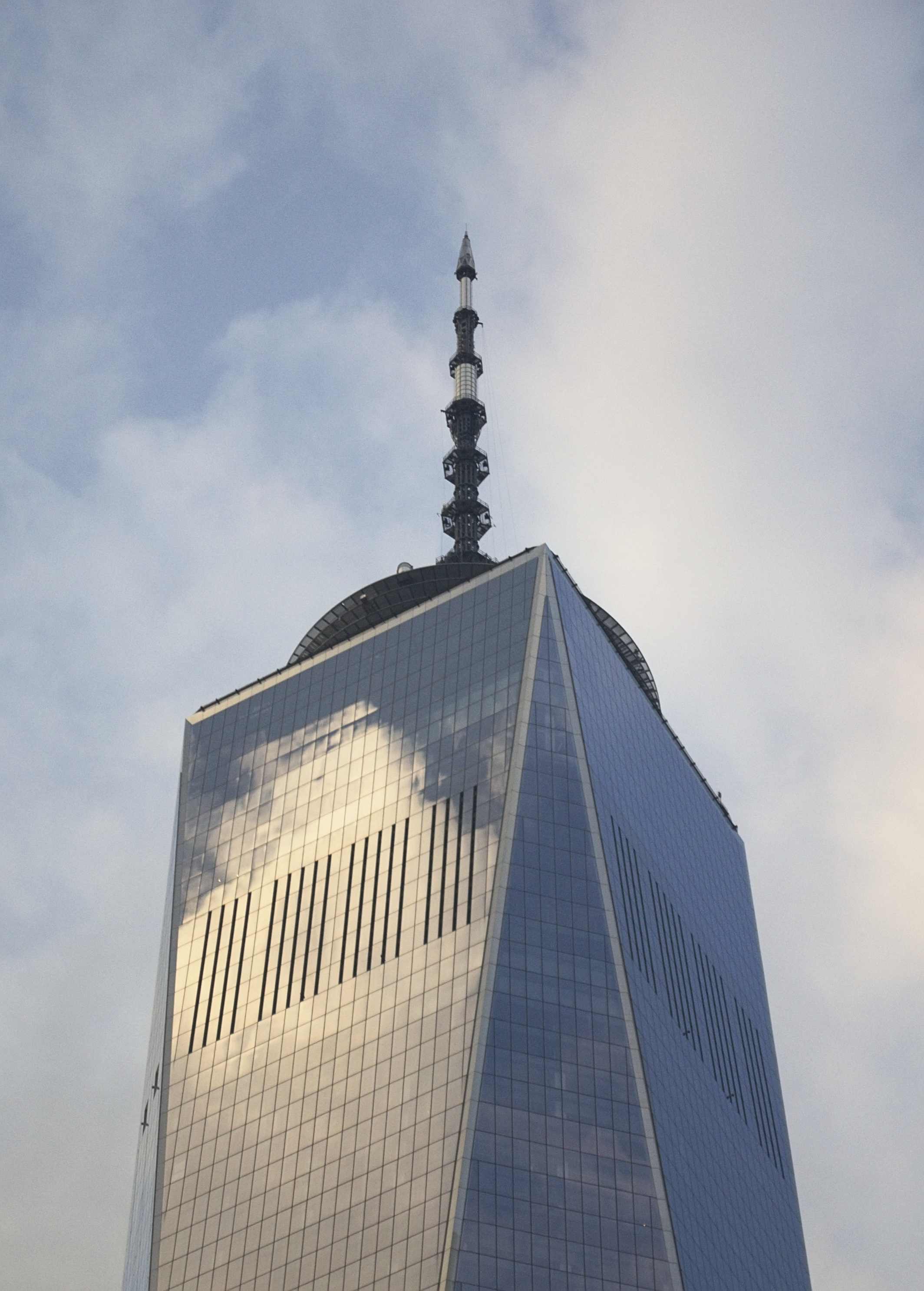
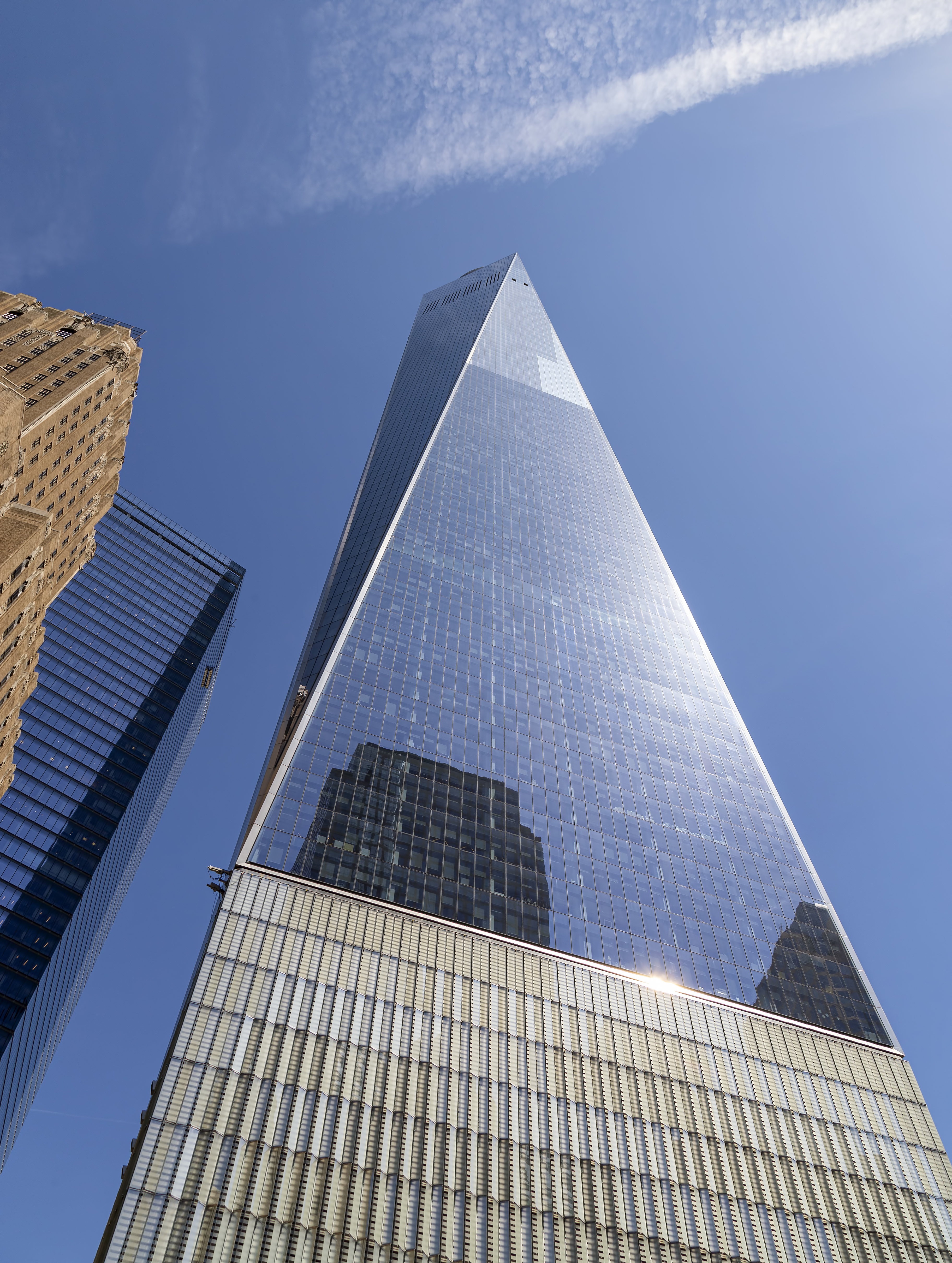
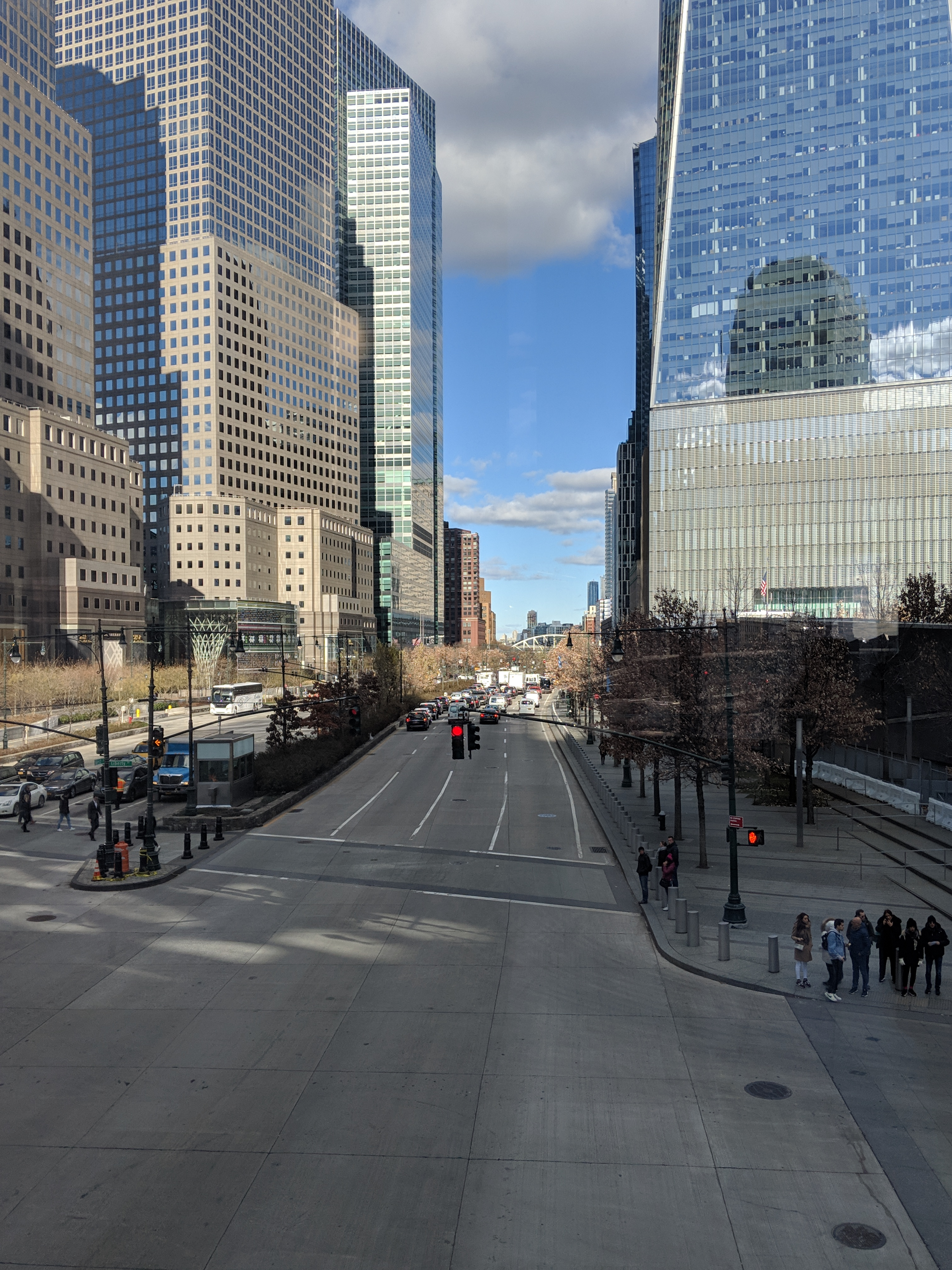
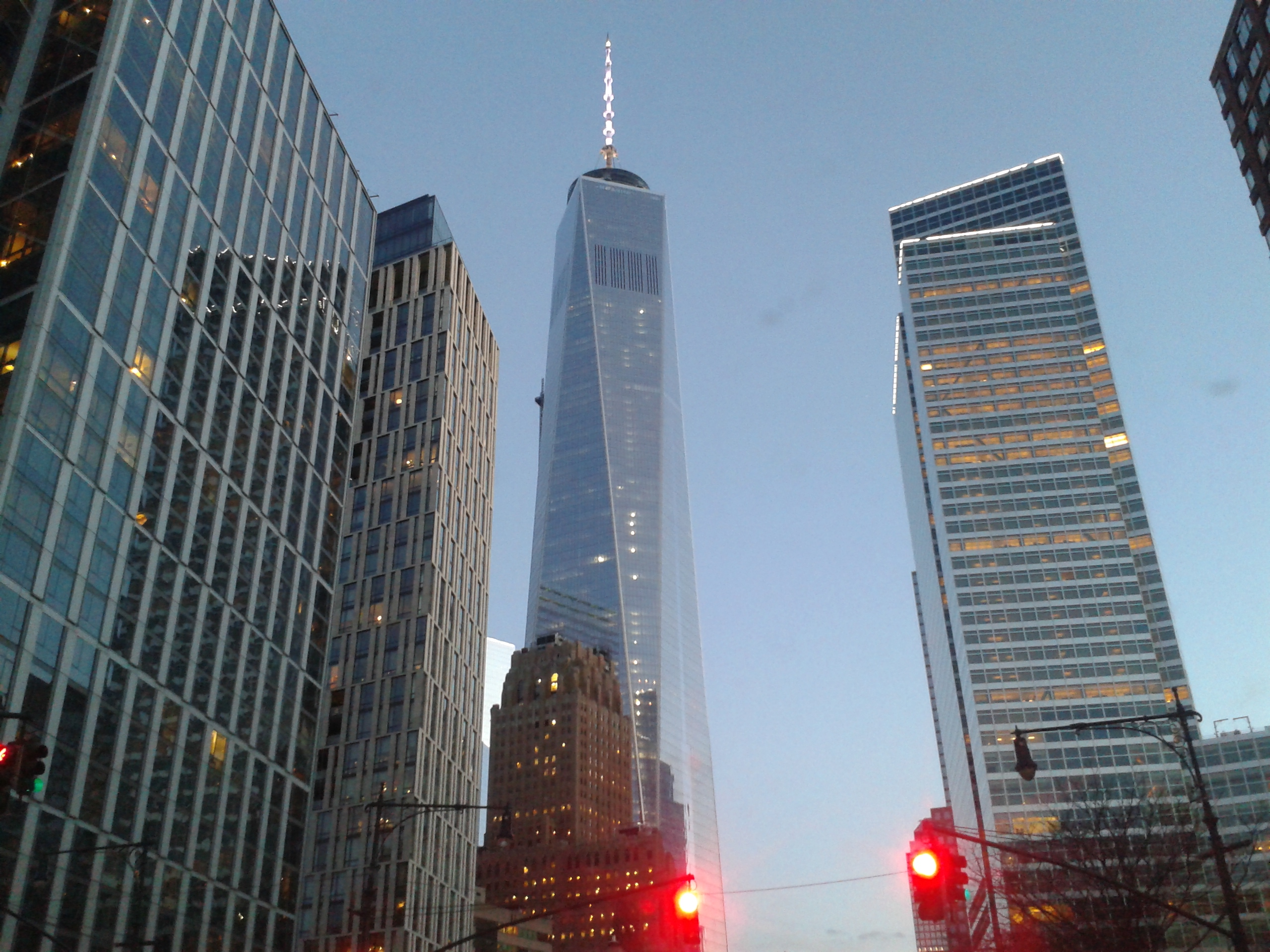
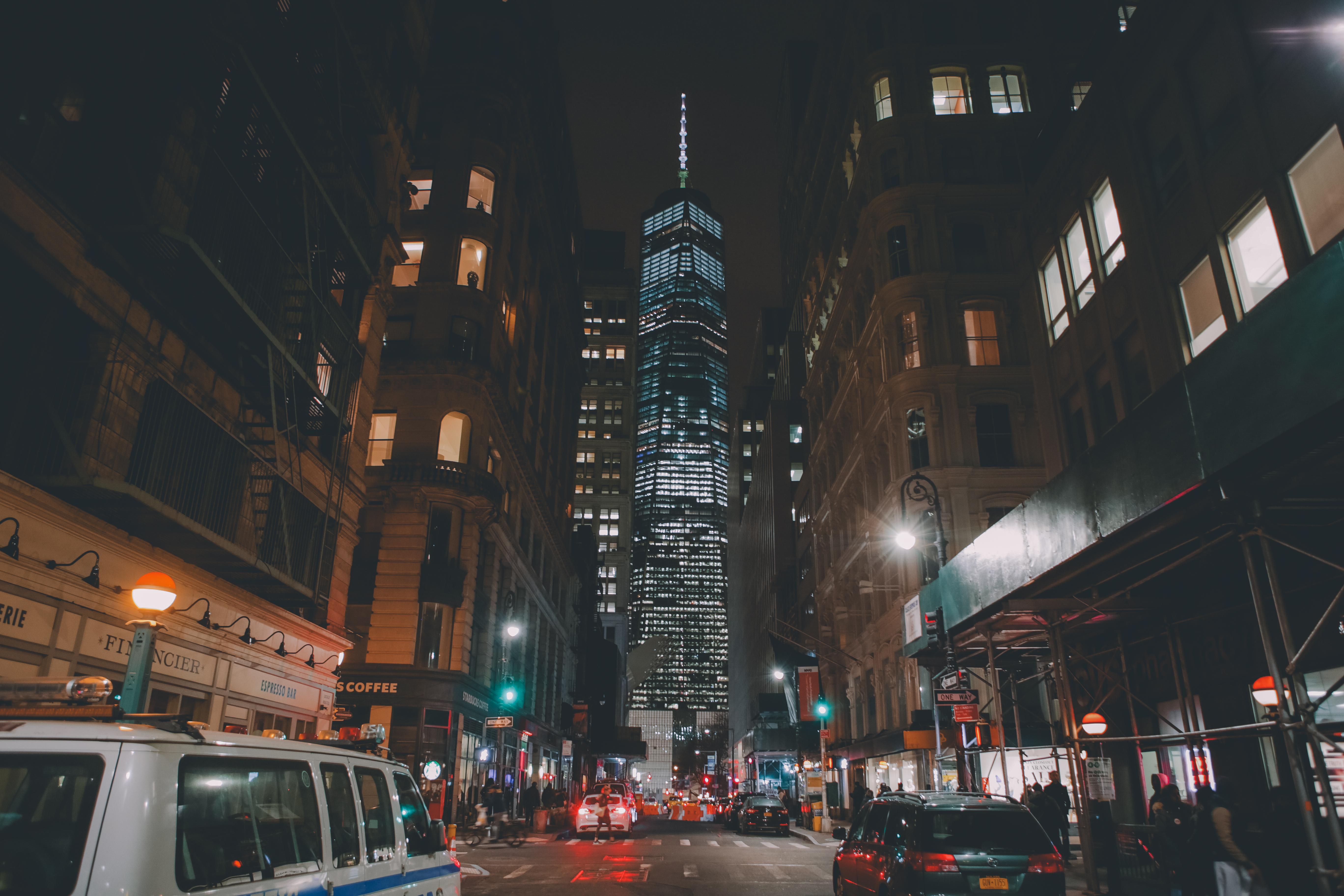
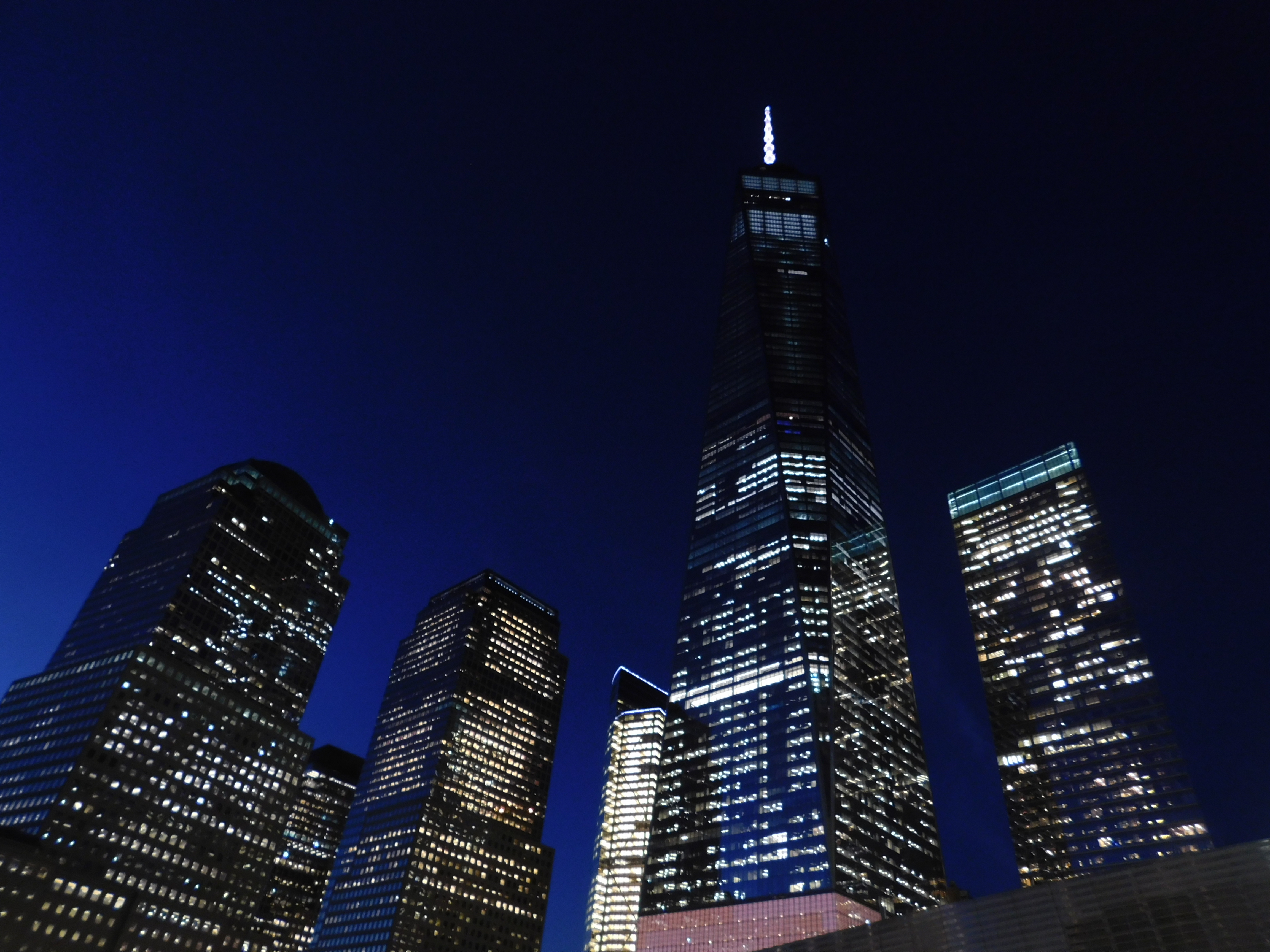
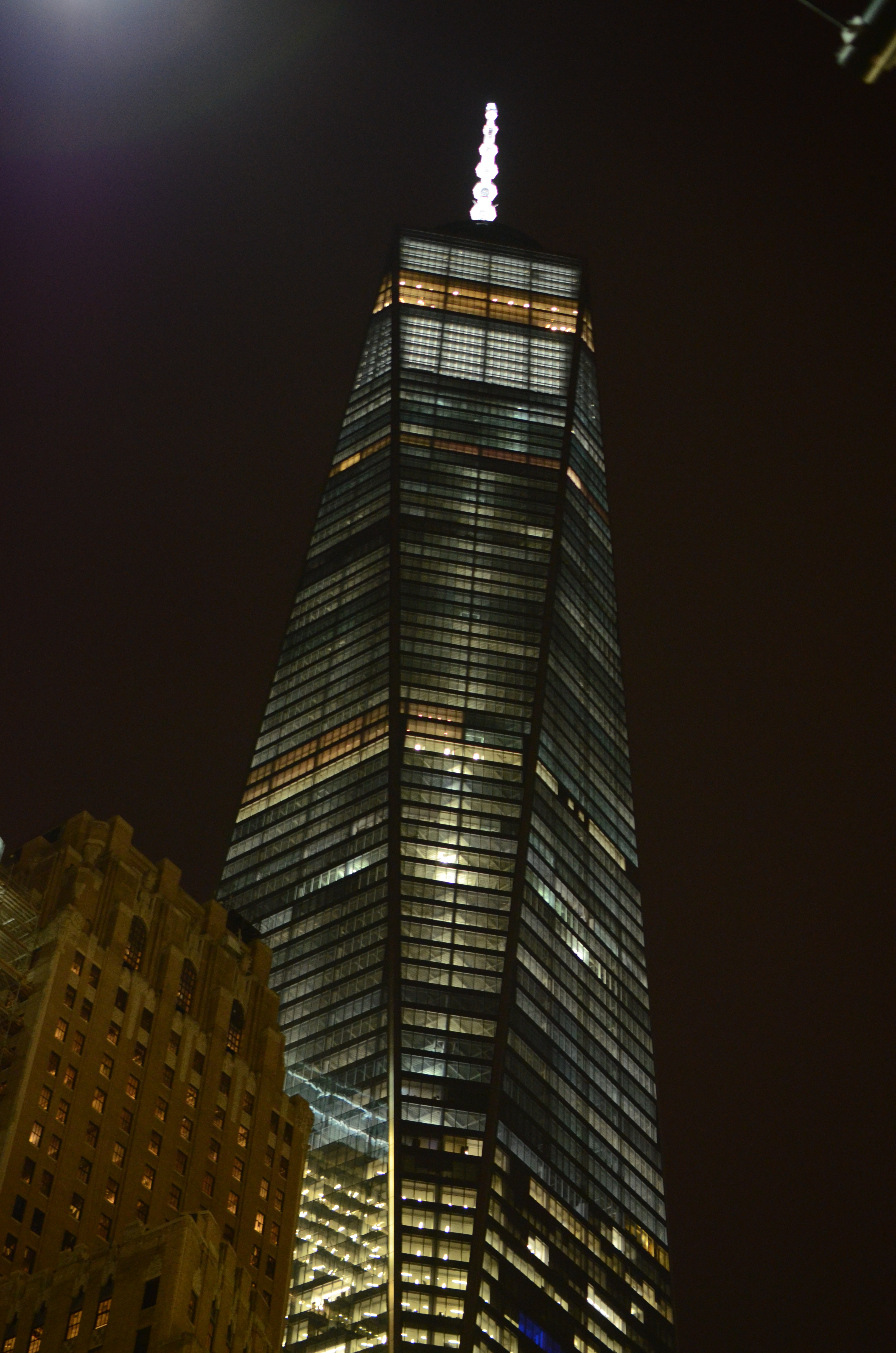
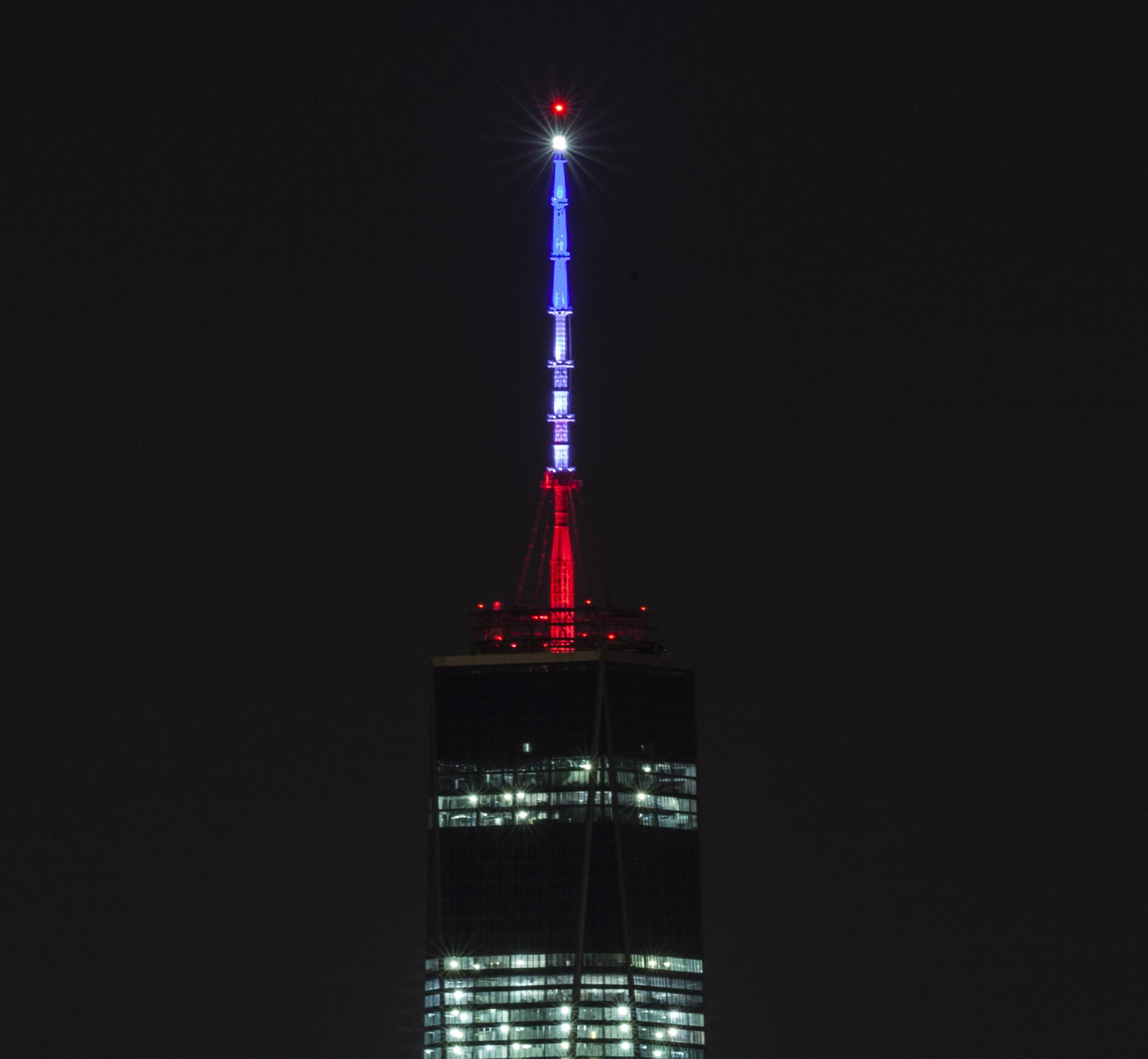

### Výstavba (2006– 2014)

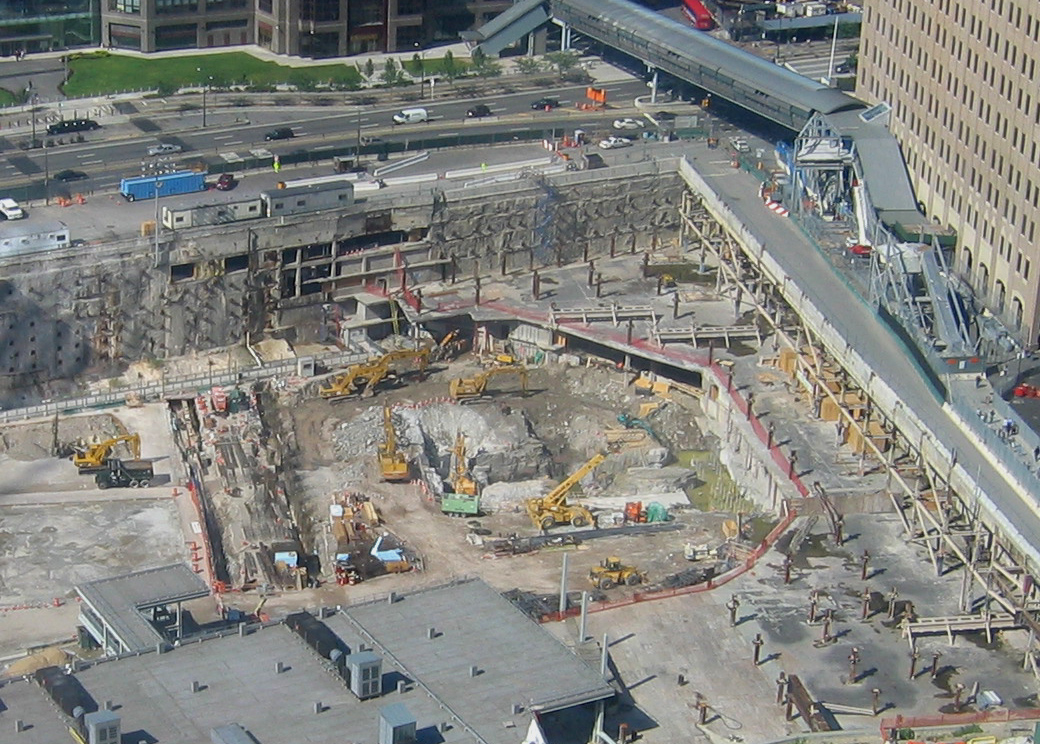
Stavba začala, 7. října 2006
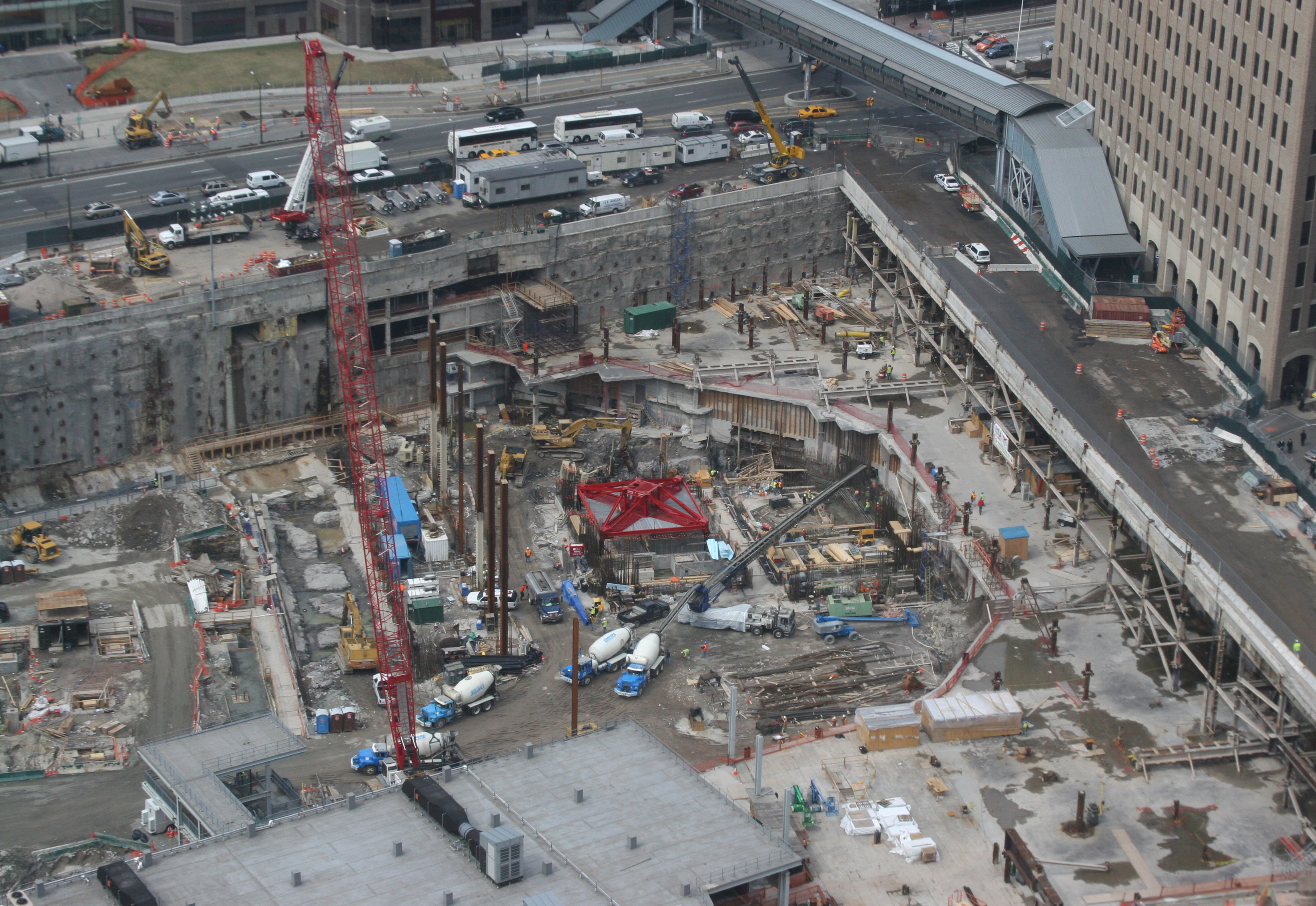
Ocelová konstrukce 26. března 2007
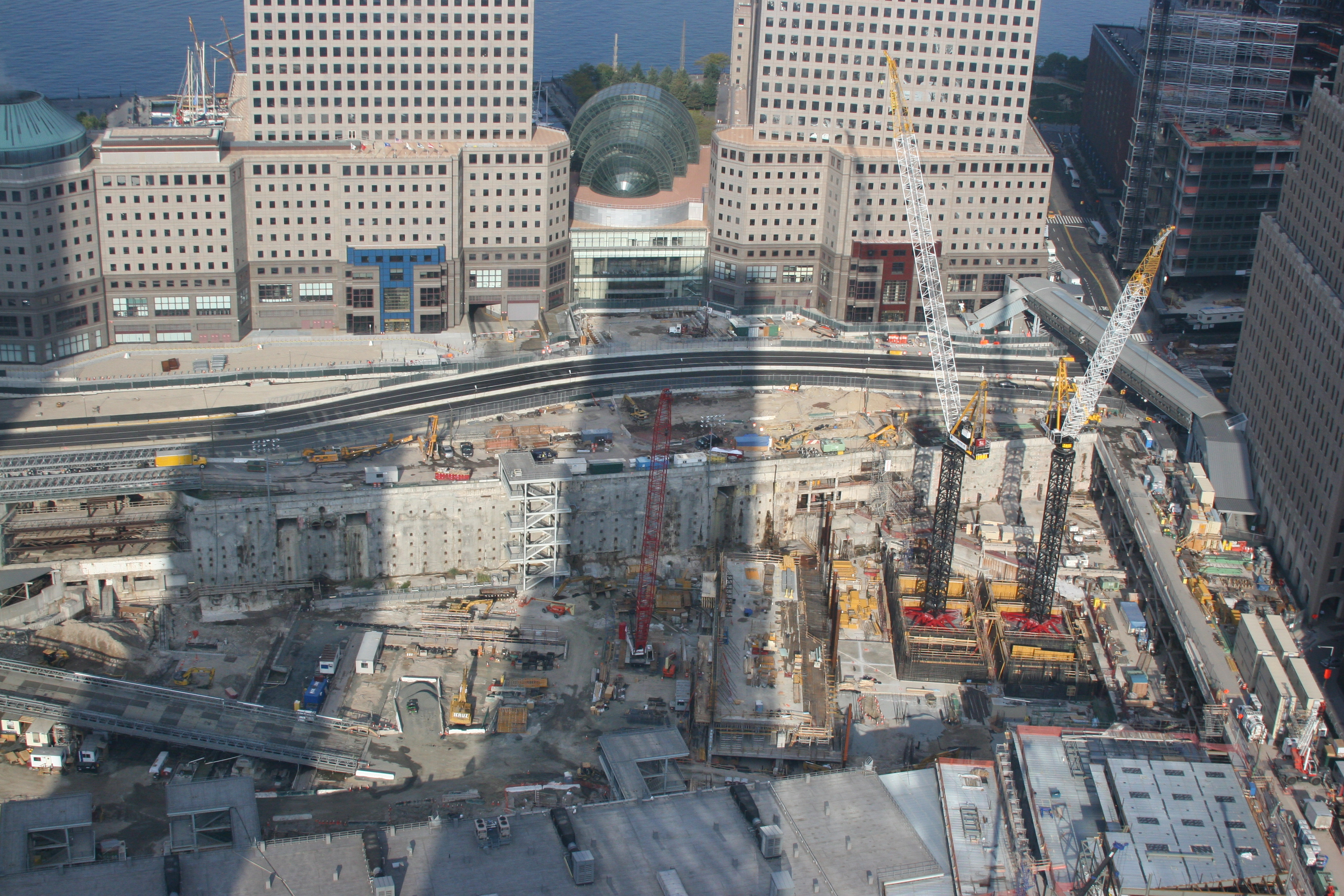
Základy stavby, 7. října 2007
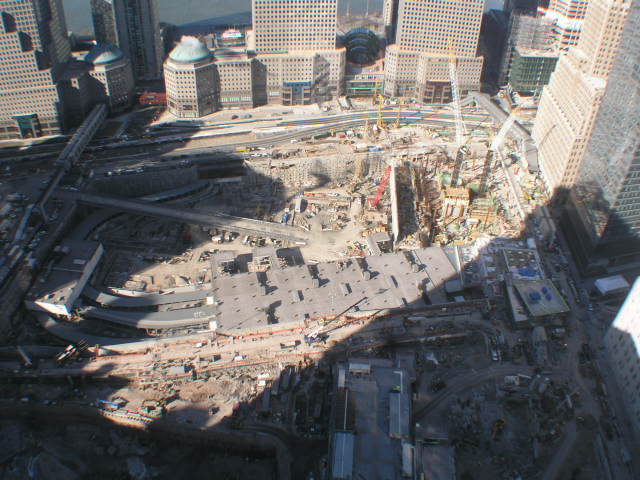
Konstrukce 21. ledna 2008

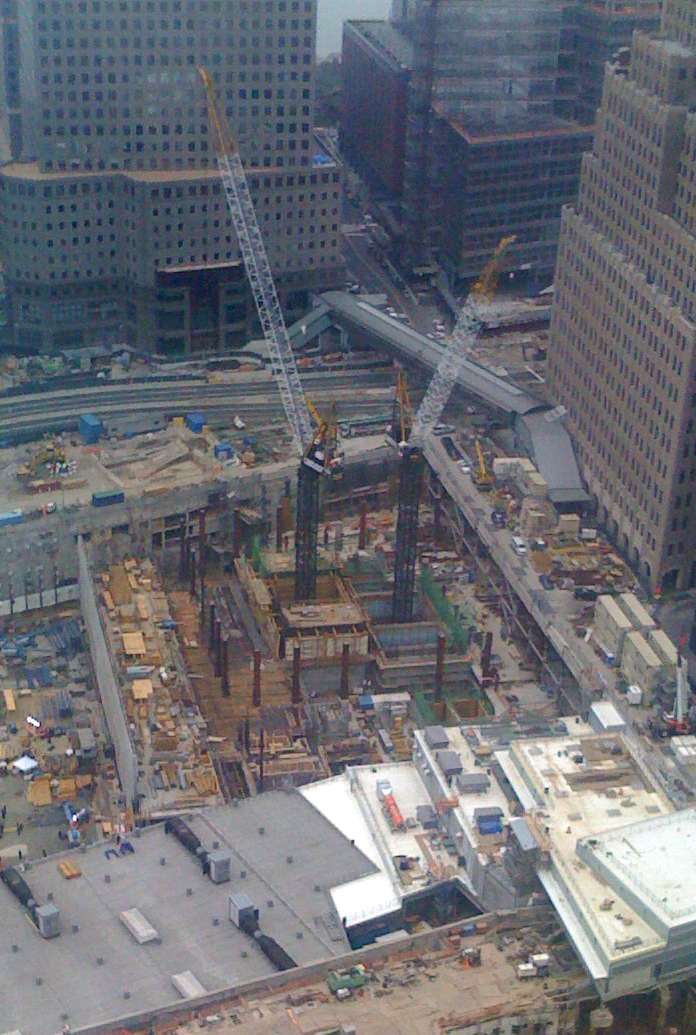
Založení stavby, 20. dubna 2008
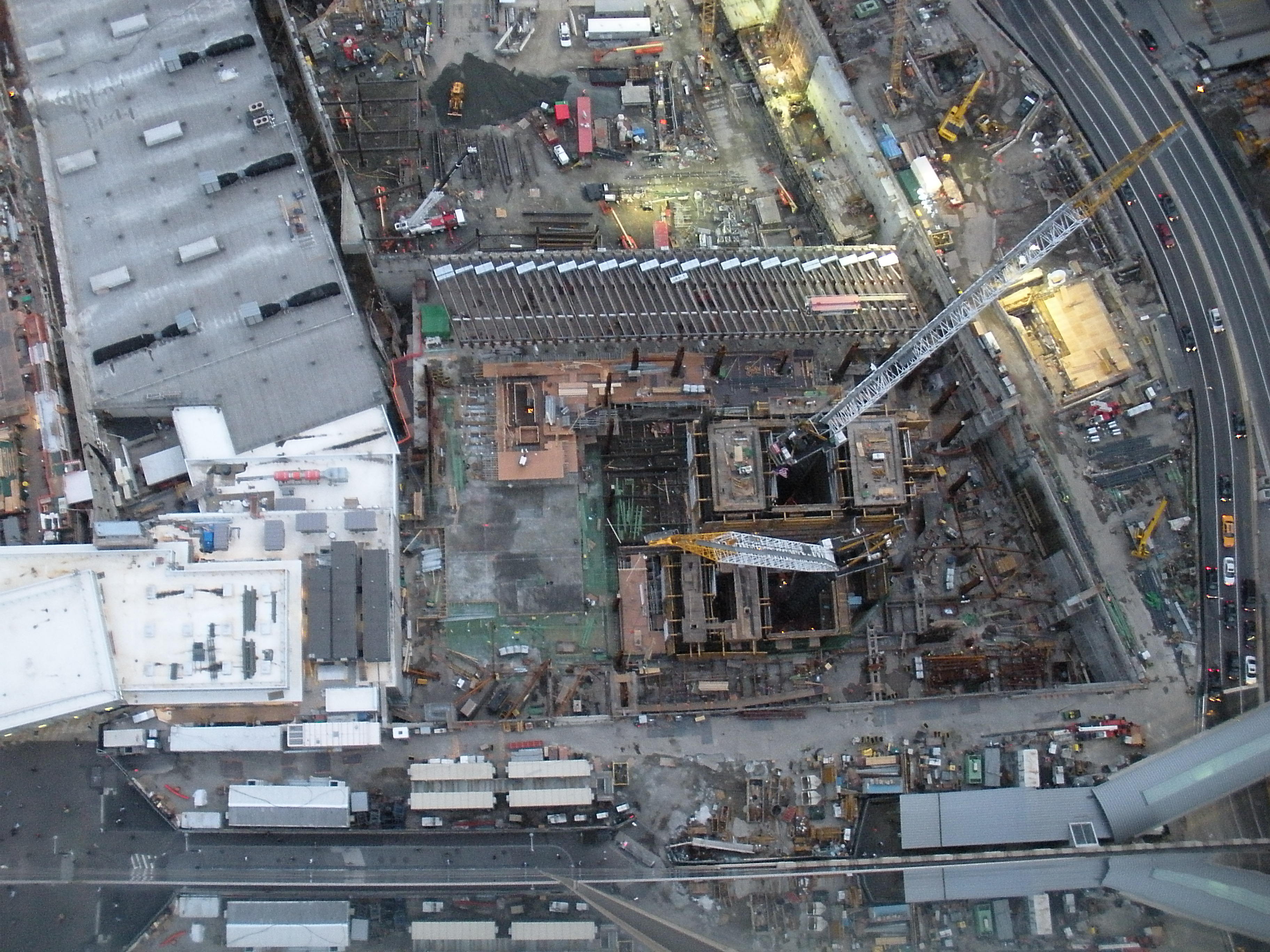
Průběh stavby 10. září 2008
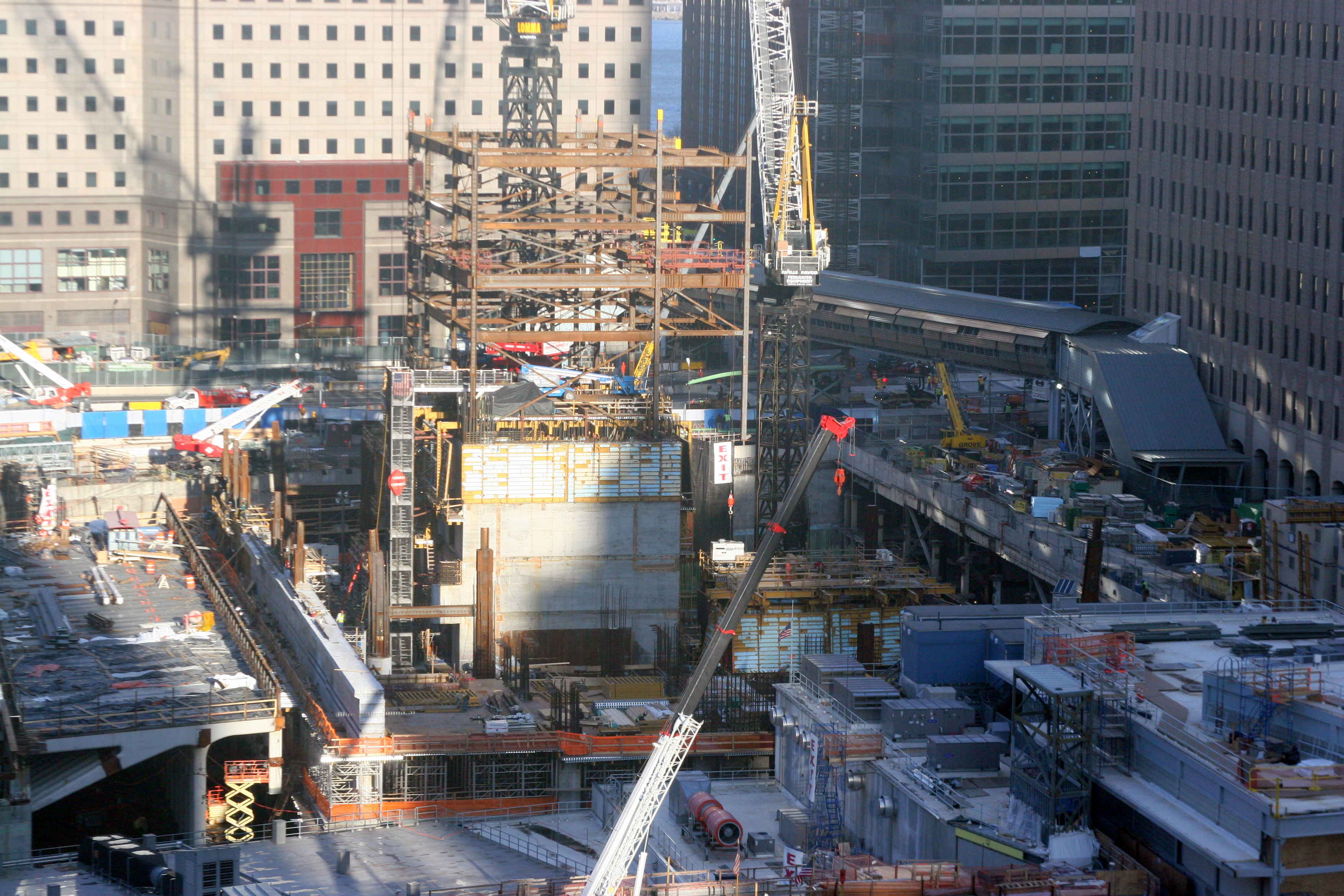
World Trade Center z ulice, 28. února 2009
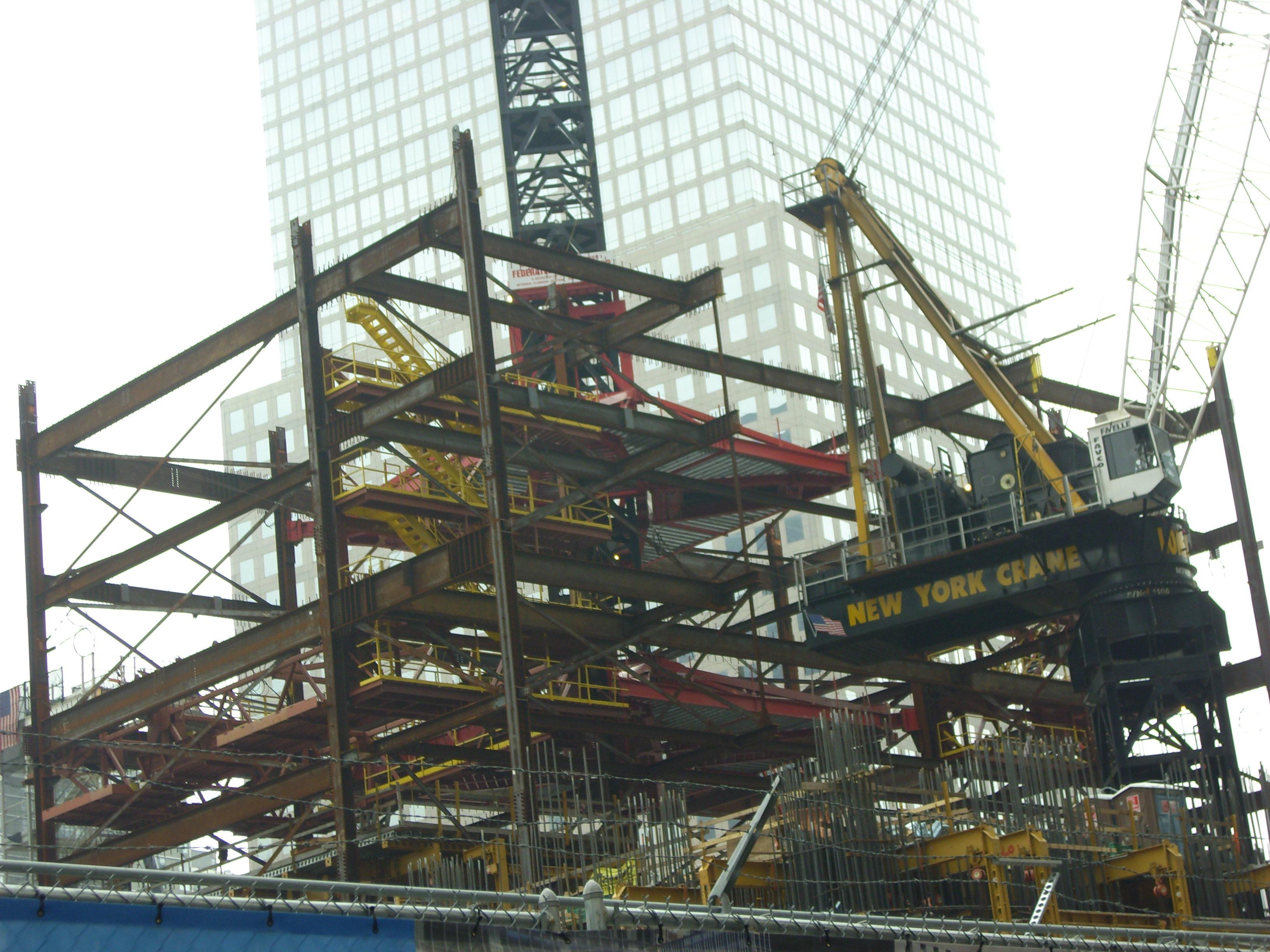
One World Trade Center Construction z ulice, 29. července 2009
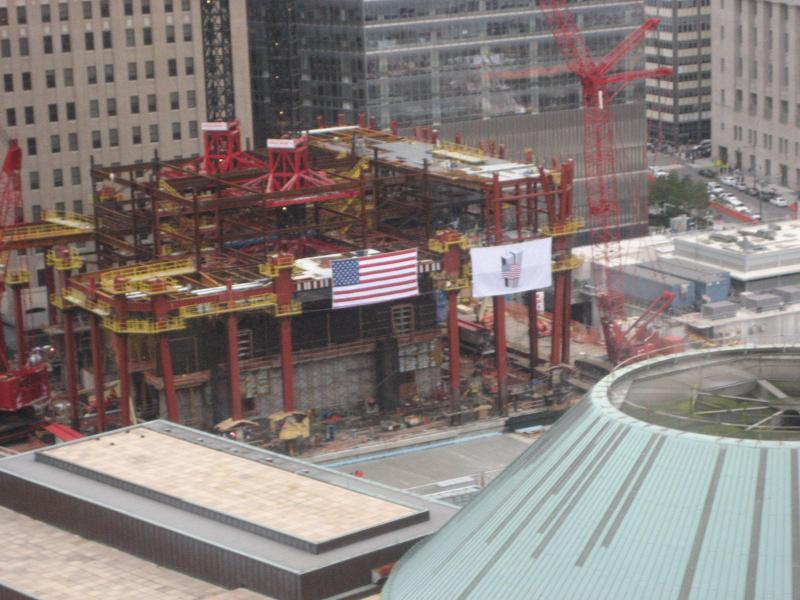
31. října 2009

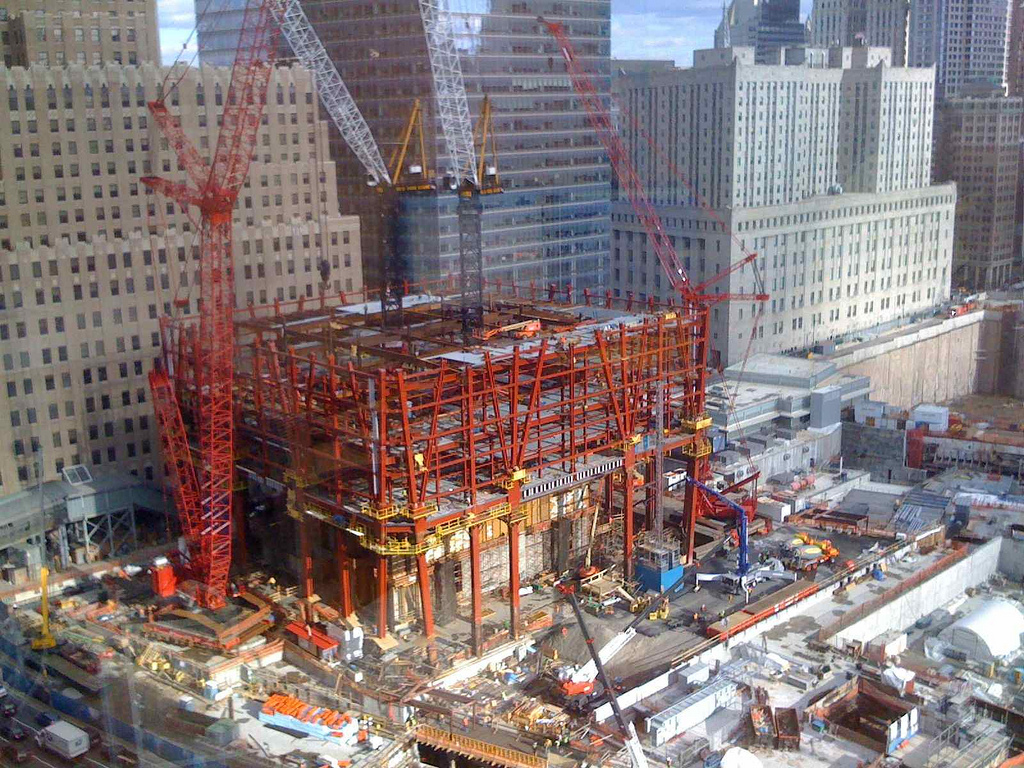
Průběh stavby 10. prosince 2009
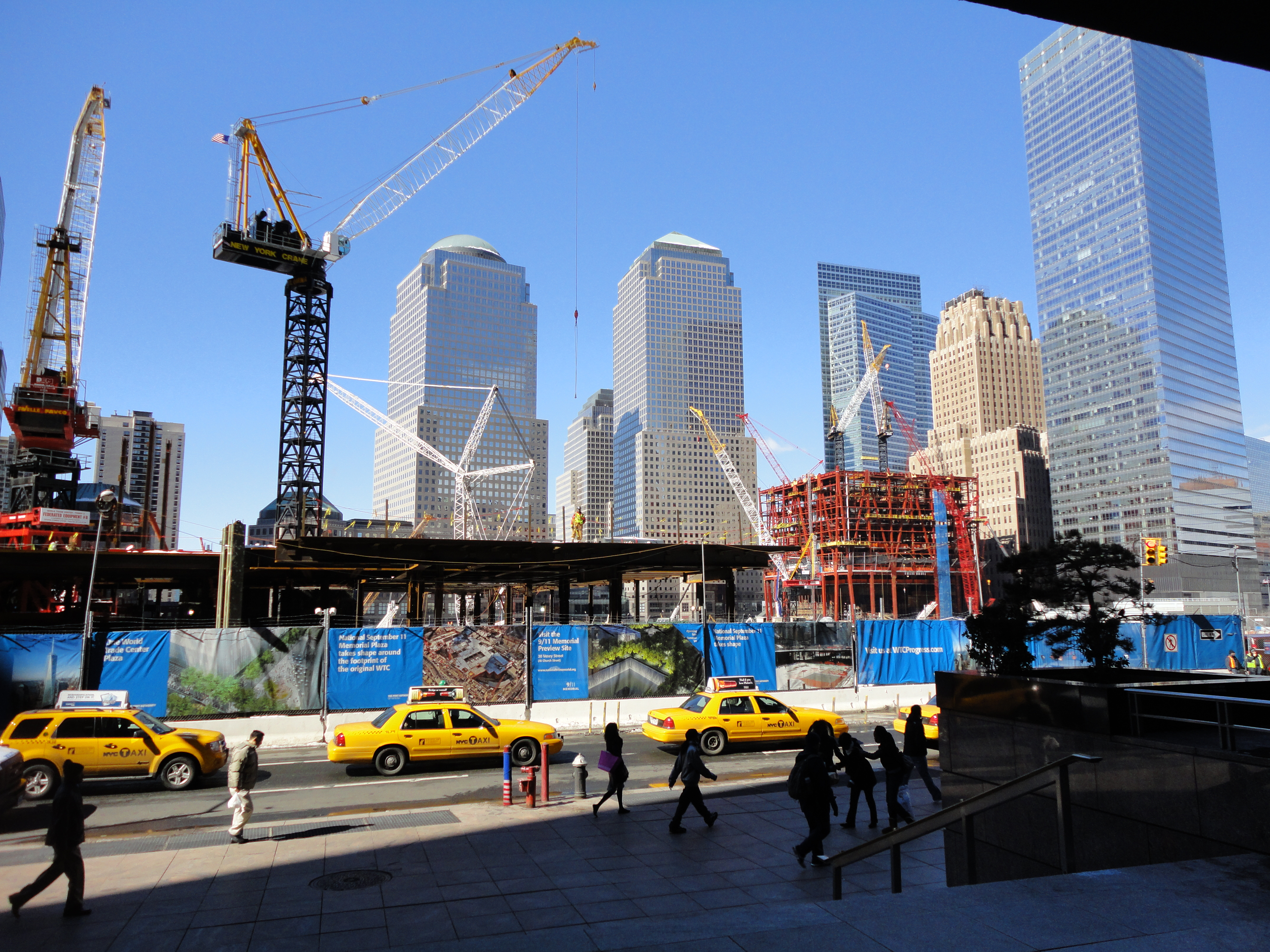
2. březen 2010
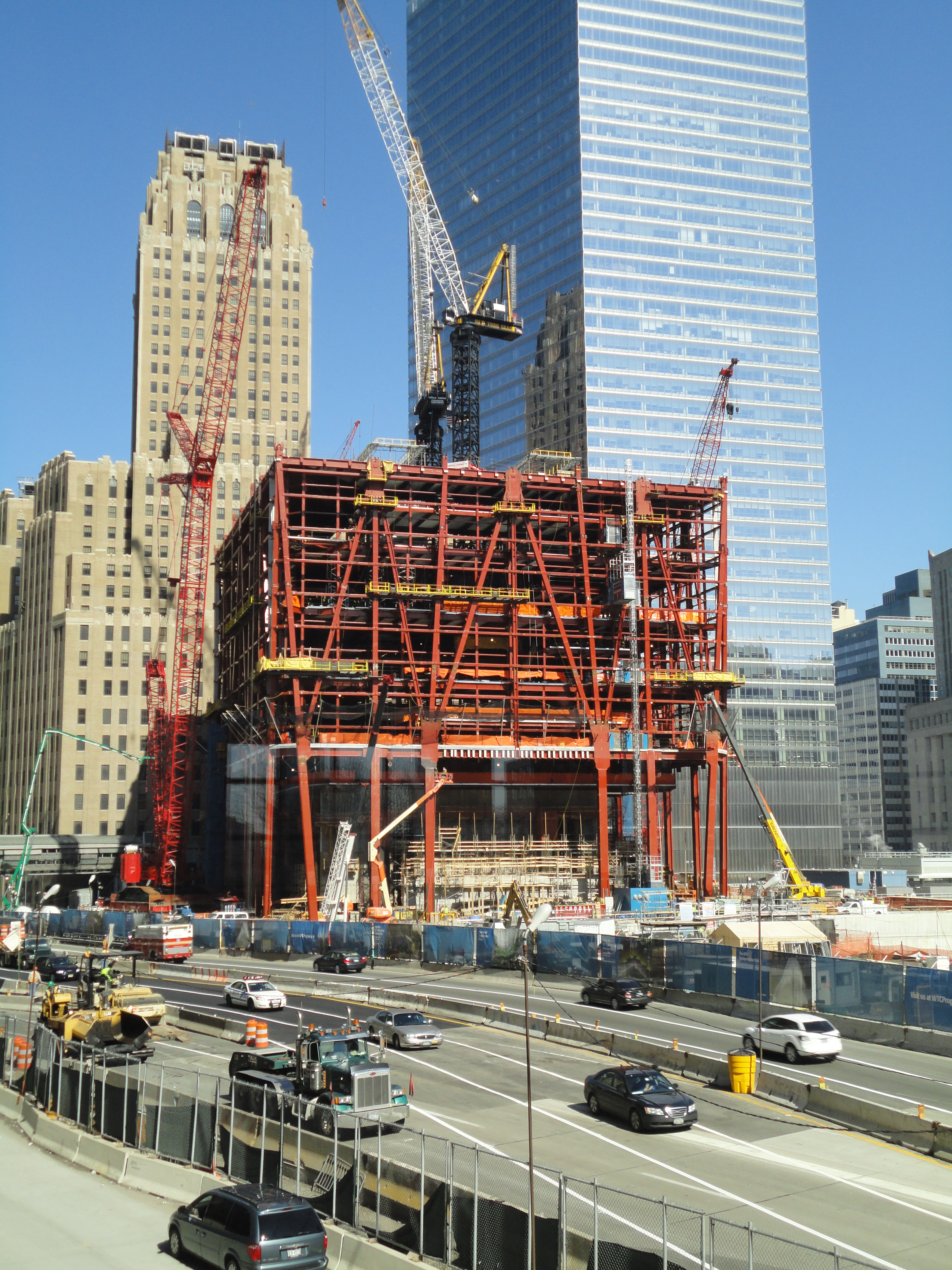
Pohled od World Financial Center, 10. března 2010
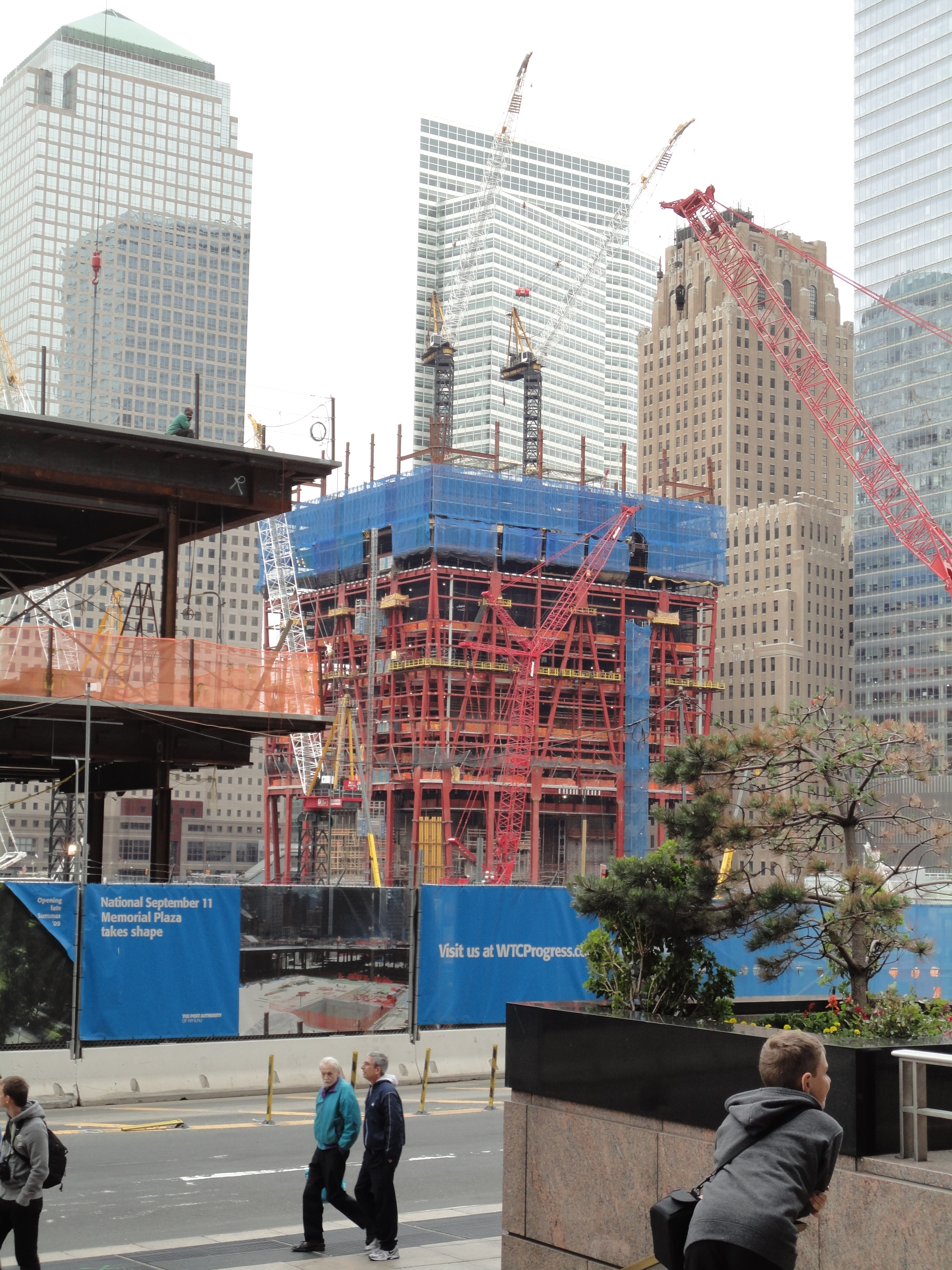
Pohled od ulice Church Street, 11. května 2010
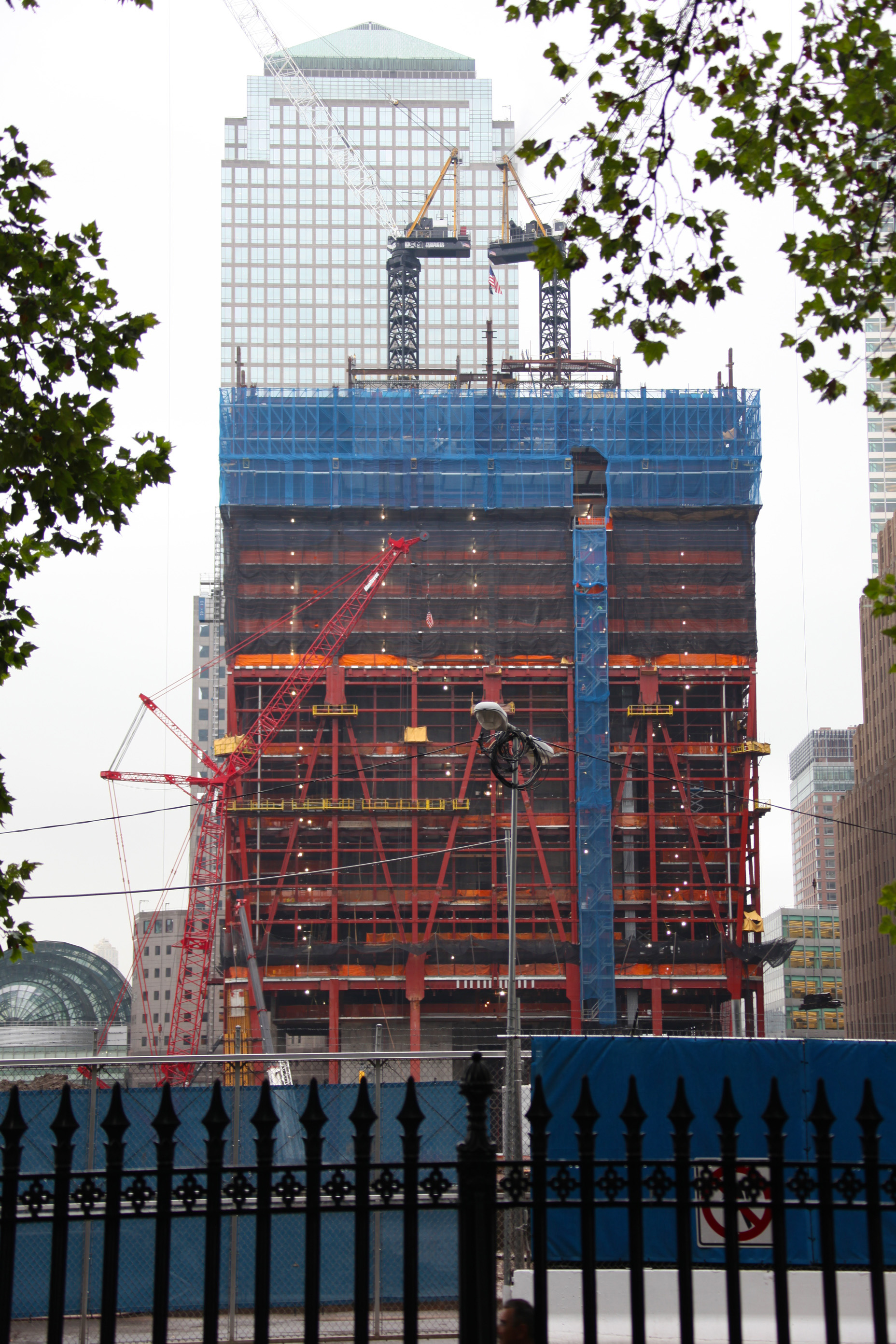
Červenec 2010
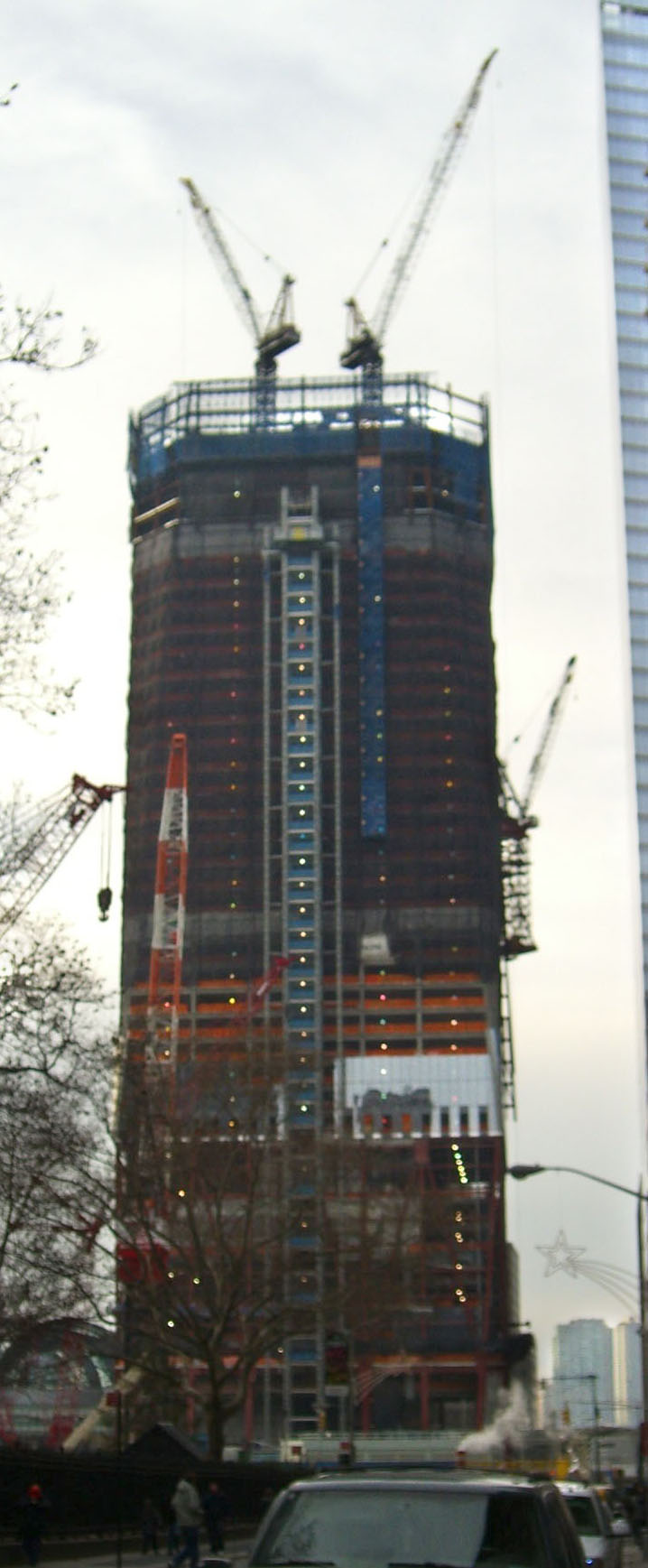
Prosinec 2010
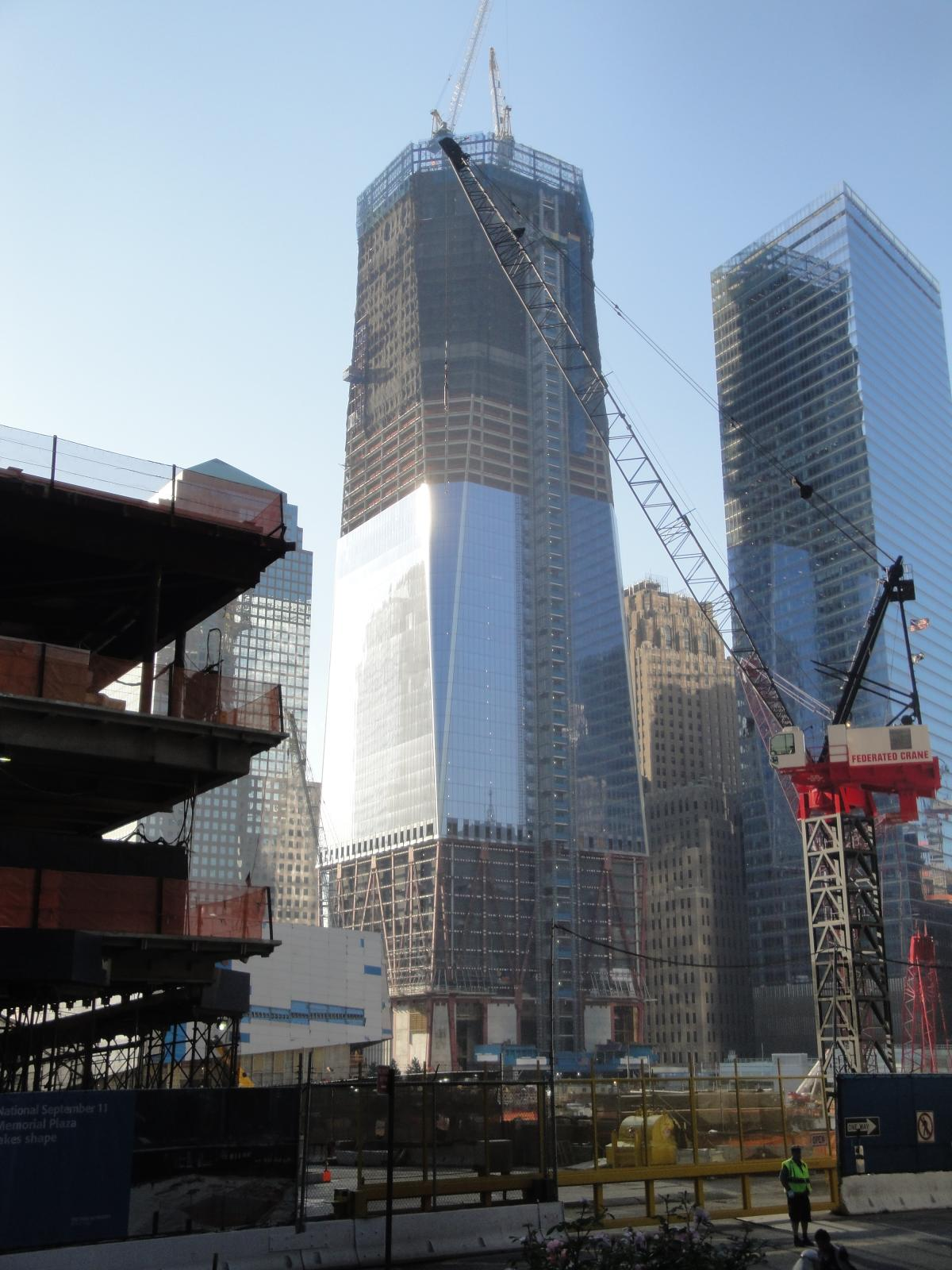
Červen 2011
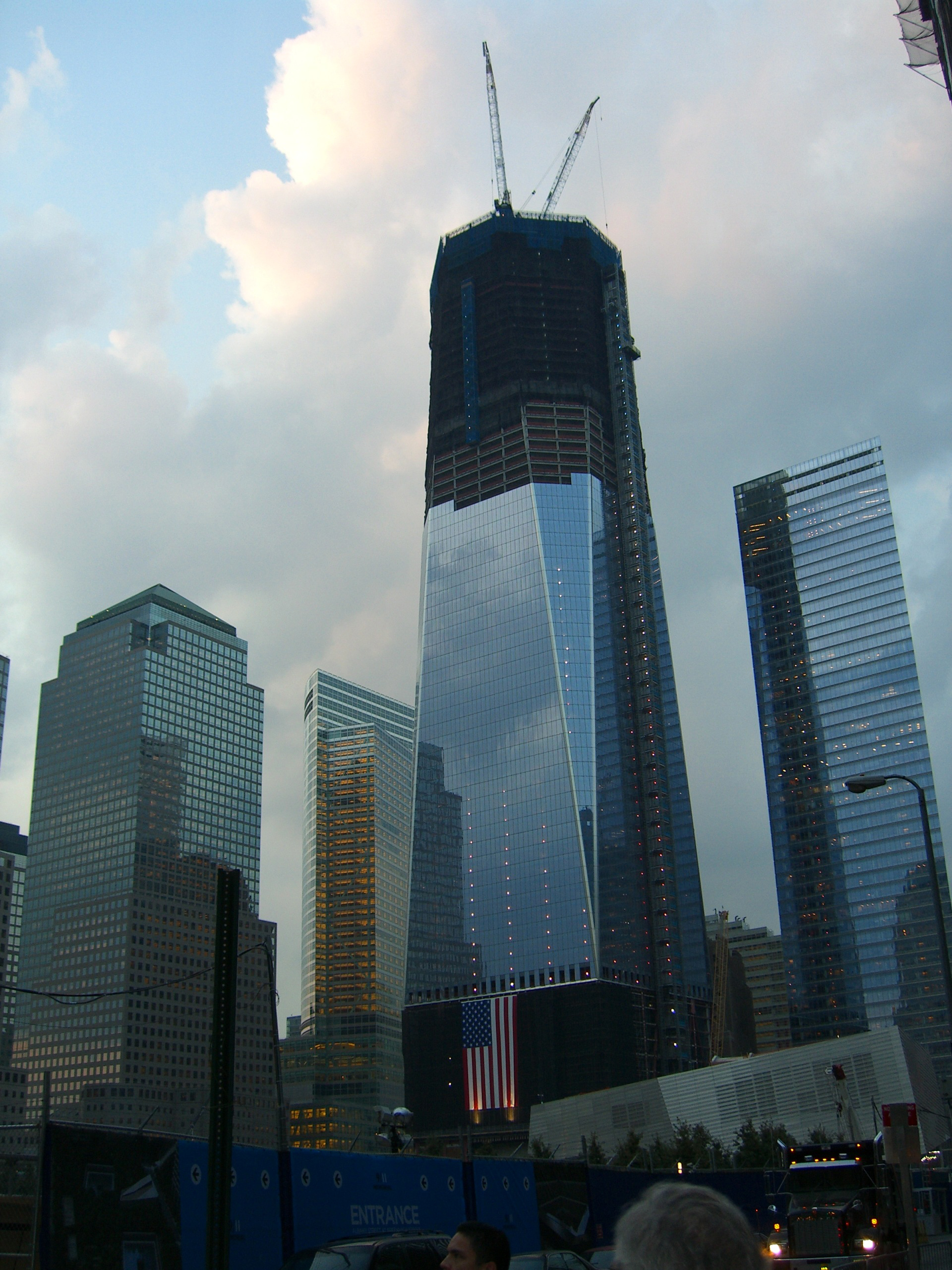
Září 2011
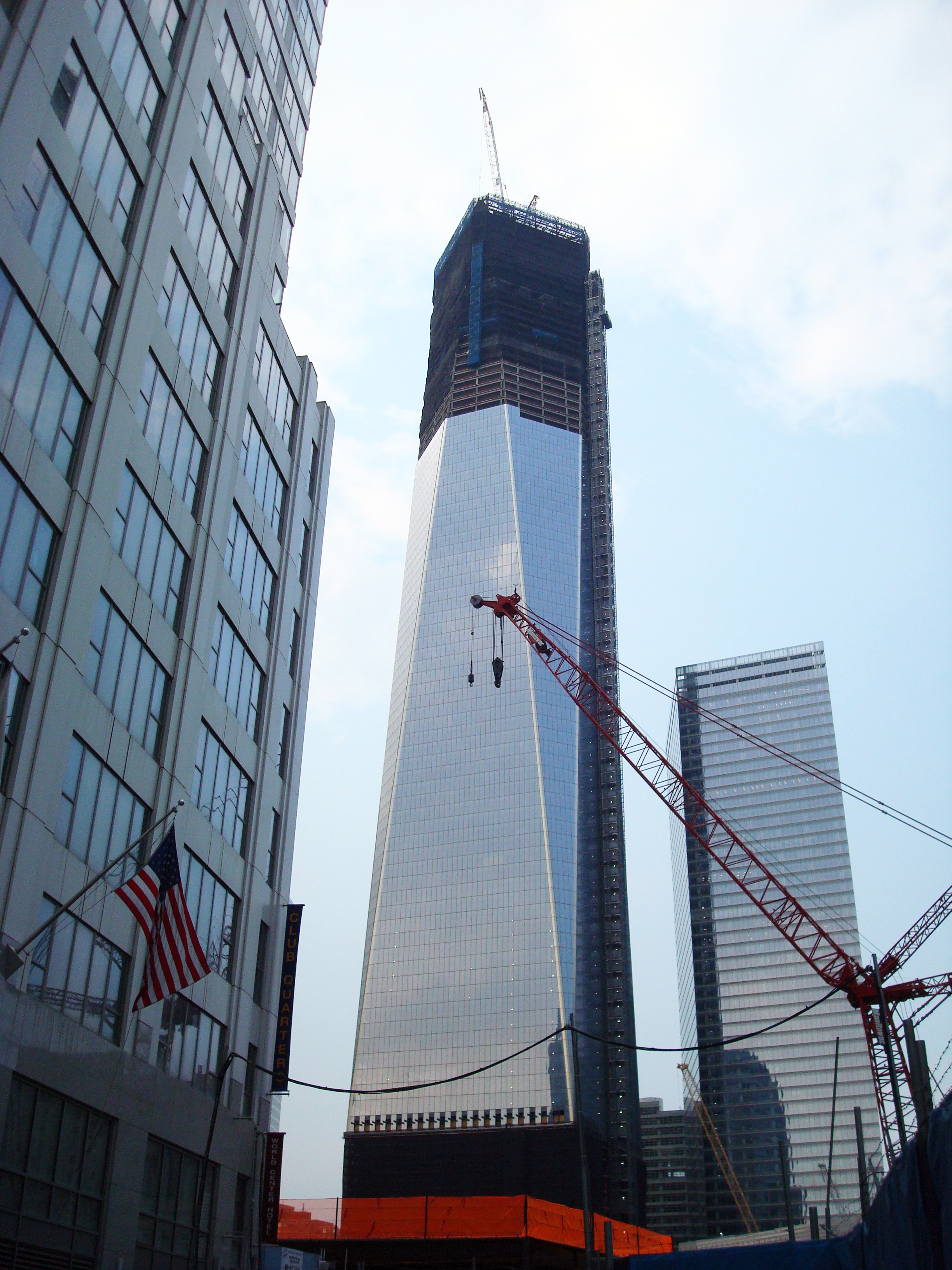
Květen 2012
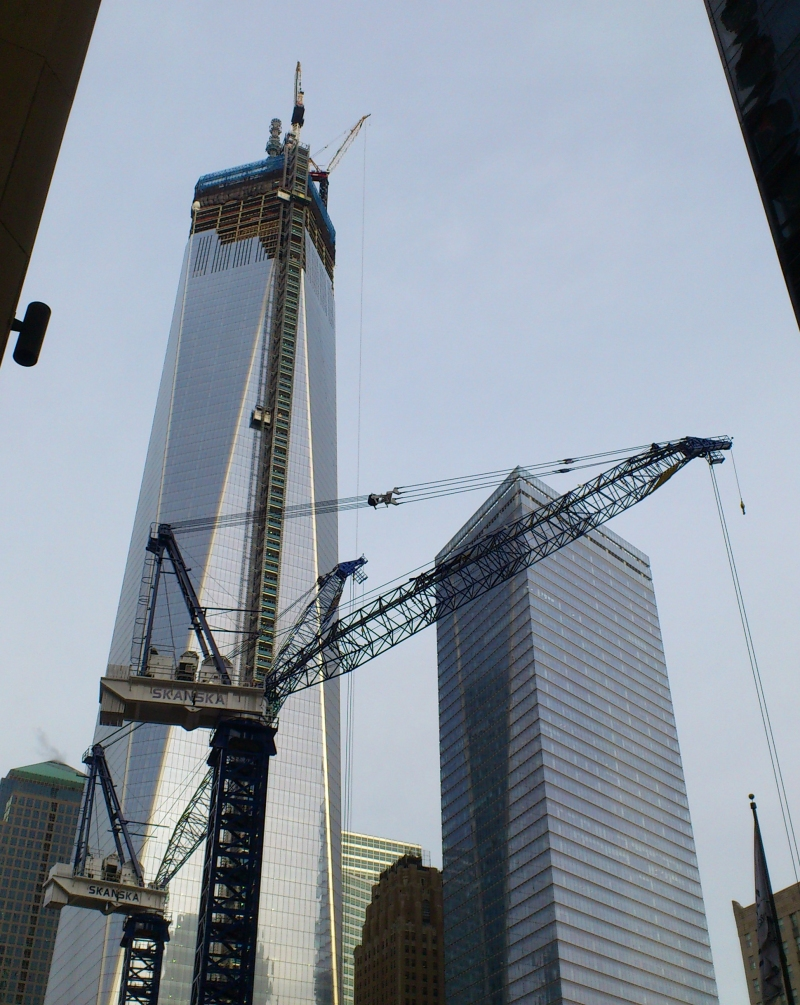
Únor 2013
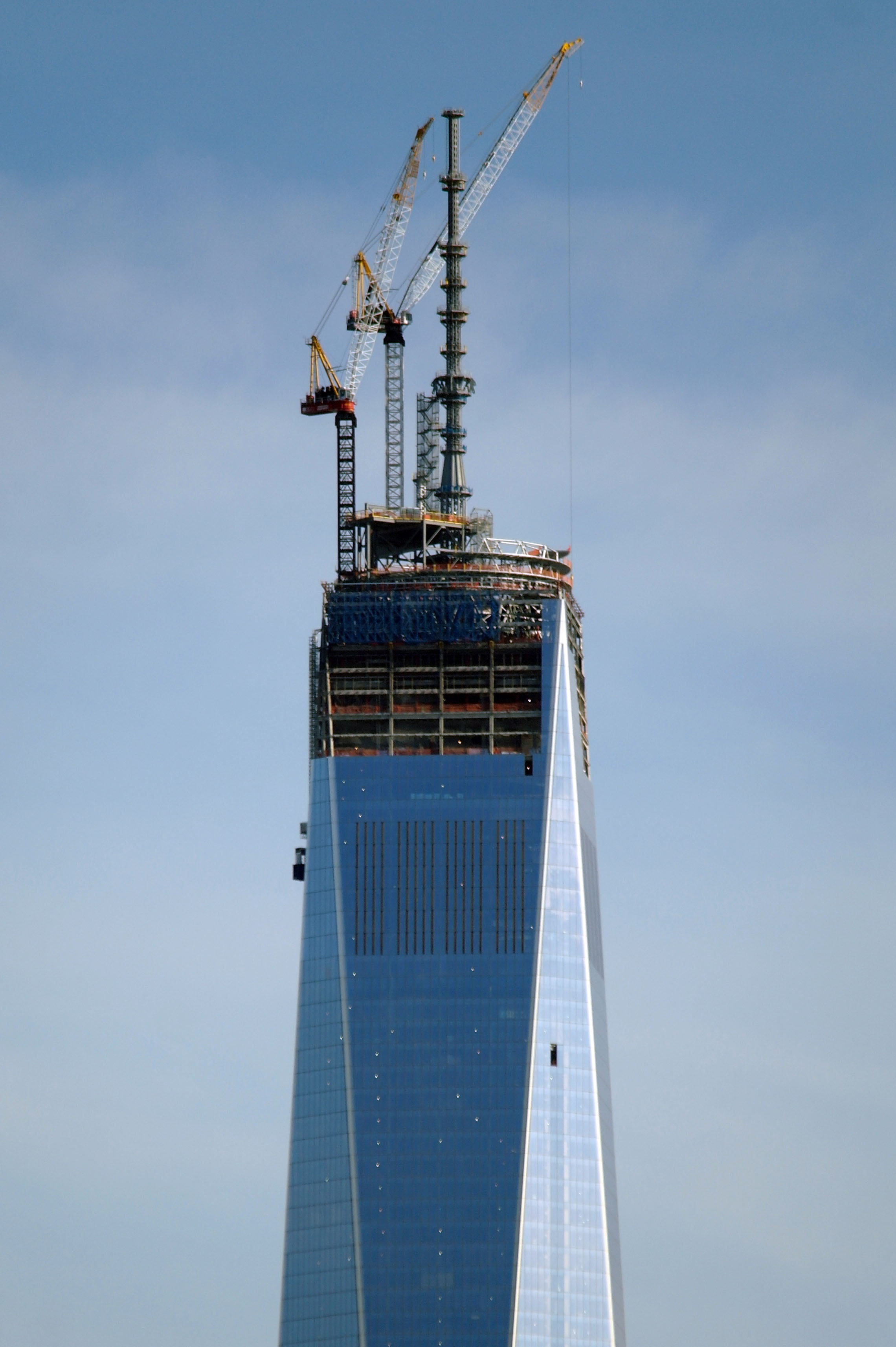
21. duben 2013
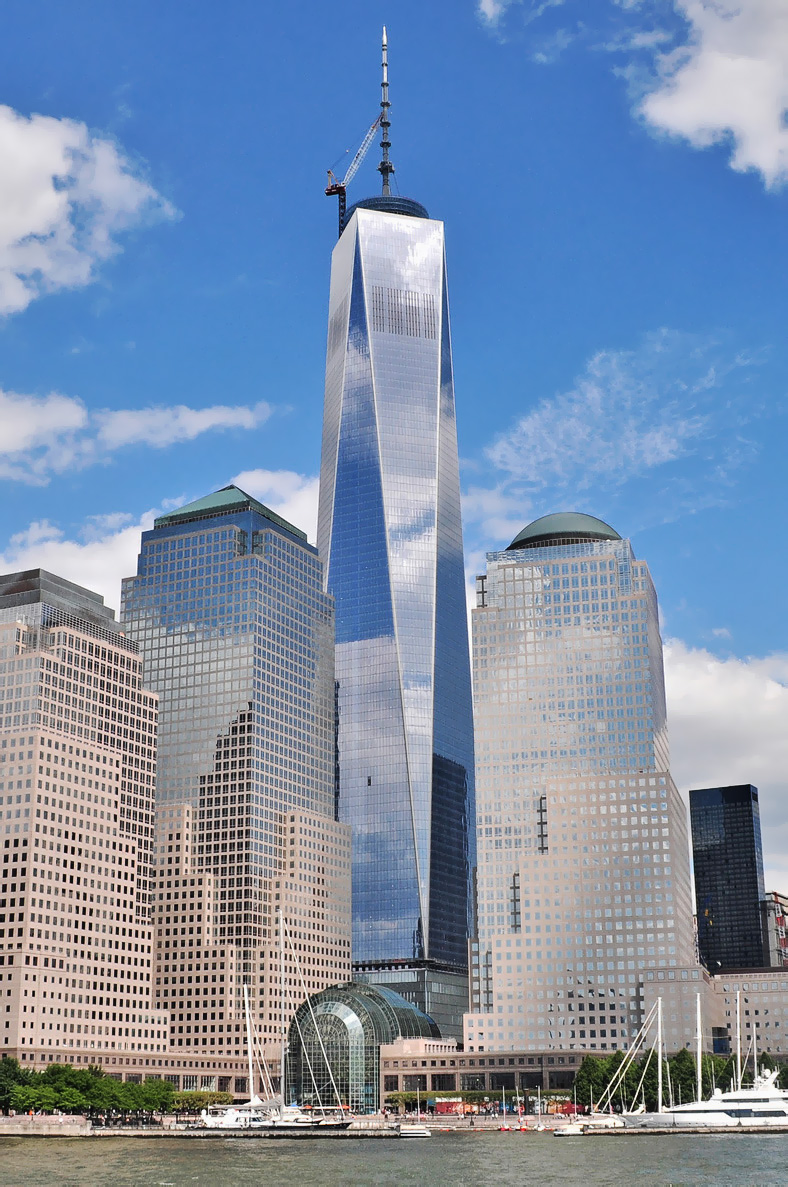
Červenec 2013
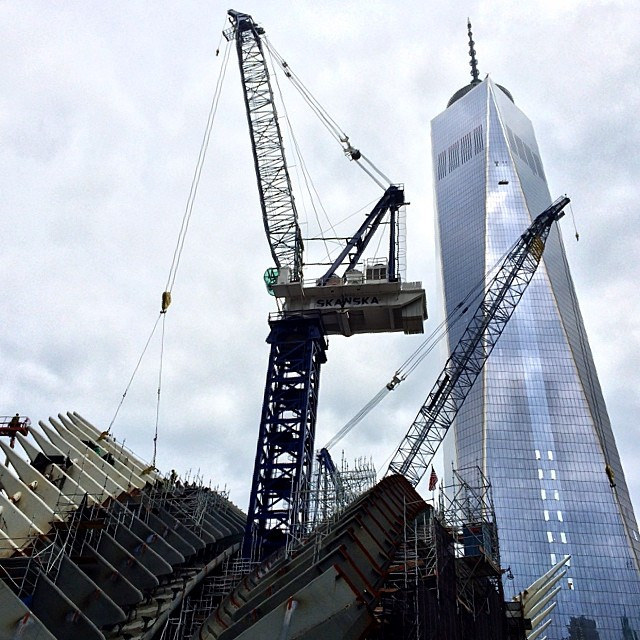
Červenec 2014